# Corseul
Ne doit pas être confondu avec Courseulles-sur-Mer.

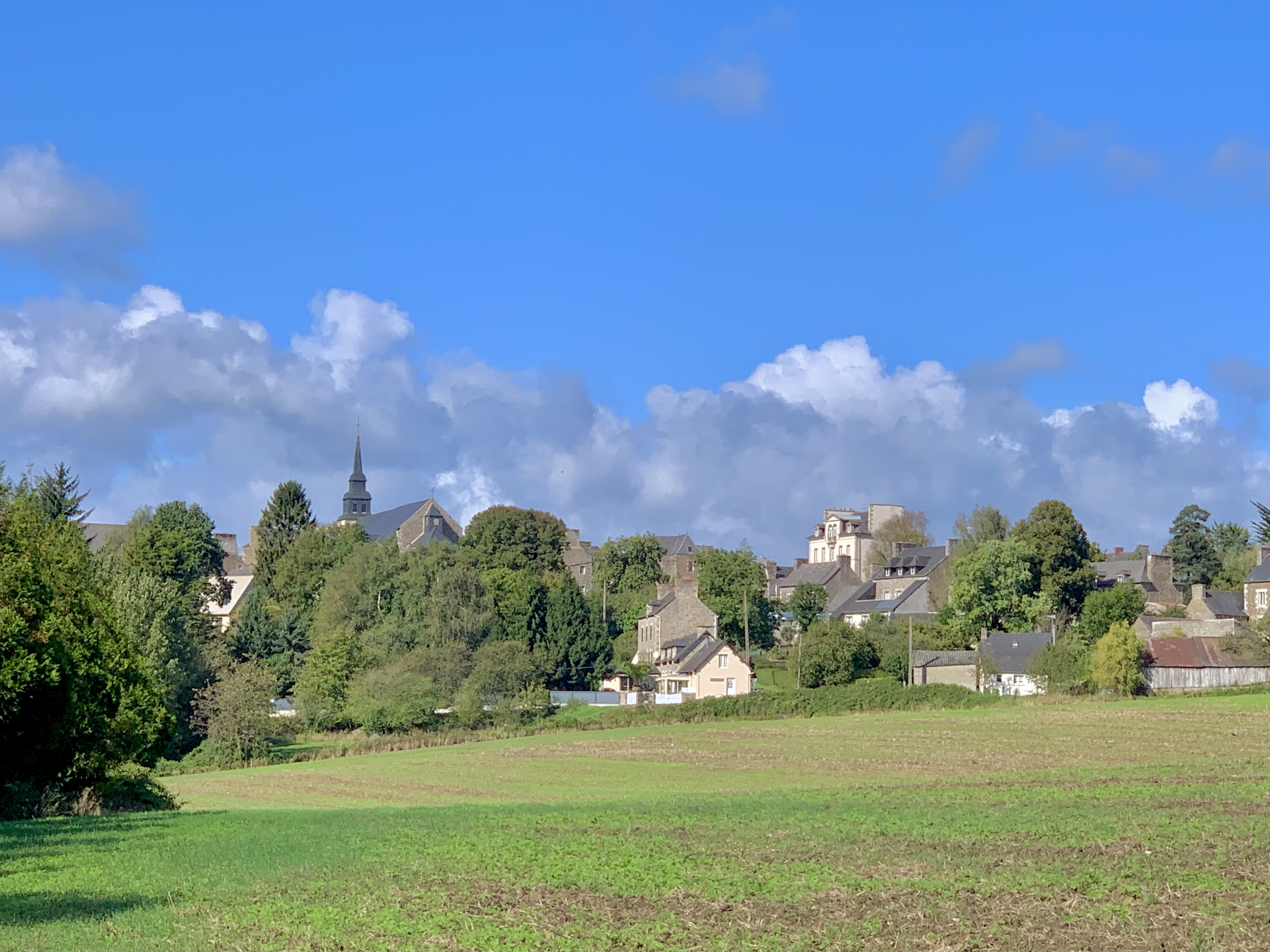
Vue est du bourg de Corseul.

Corseul [kɔʁsœl] (breton : Kersaout, gallo : Corsoeut) est une commune française située dans le département des Côtes-d'Armor, en région Bretagne.

## Géographie

### Localisation et communes limitrophes
| Plancoët              | Créhen                                                | Languenan      |
| Bourseul              | Corseul                                               | Taden, Quévert |
| Saint-Méloir-des-Bois | Saint-Michel-de-Plélan, Saint-Maudez, Vildé-Guingalan | Aucaleuc       |

De mairie à mairie, Corseul est située à 7,4 km au sud-est de Plancoët et à 10,3 km au nord-ouest de Dinan.
| Commune     | .Saint-Maudez. | Saint-Michel-de-Plélan |
| Distance    | 3,7 km         | 4,9 km                 |
| Orientation | S              | S                      |

| Commune     | .Languenan. | .Aucaleuc. |
| Distance    | 4,9 km      | 7,2 km     |
| Orientation | NE          | SE         |

| Commune     | .Vildé-Guingalan. | .Quévert. |
| Distance    | 6,7 km            | 7 km      |
| Orientation | SE                | E         |

| Commune     | .Plancoët. | .Bourseul. |
| Distance    | 7,4 km     | 8,4 km     |
| Orientation | NO         | O          |

| Commune     | Saint-Méloir-des-Bois | .Créhen. |
| Distance    | 9,2 km                | 10 km    |
| Orientation | SO                    | N        |

| Commune     | .Taden. |
| Distance    | 14,2 km |
| Orientation | E       |

### Géologie, relief et hydrographie

#### Relief
Les altitudes les plus élevées se trouvent à la limite nord-est de la commune, avec 124 mètres à la gare de Montafilan-Languenan et à la Ville-ęs-Moines, ainsi que dans la partie sud-est du finage communal avec 115 mètres à Tréfort et la Lande Baume. L'altitude la plus basse se situe à la limite nord-ouest du territoire communal avec 11 mètres à la confluence du Ruisseau de Montafilan avec le Ruisseau de la Trimonerie. Le bourg culmine aux alentours de 80 mètres d'altitude.
Le territoire est très vallonné. Il est baigné par plusieurs ruisseaux dont le principal est celui de Montafilan, affluent de rive droite de l'Arguenon, et dont plusieurs de ses propres affluents de rive droite traversent ou longent la commune : le Ruisseau des Vaux du Moulin sert au sud de limite avec Vildé-Guingalan et Saint-Maudez ; un autre, le Ruisseau des Vaux du Moulin, traverse la partie centrale de la commune, passant juste au sud du bourg, alimentant le plan d'eau du Val de Gravel, puis forme plus en aval une presqu'île de confluence très escarpée, utilisée par le passé comme oppidum (site de Montafilan) juste avant sa confluence ; plus en aval le Ruisseau de la Timonerie sert de limite nord à la commune, la séparant de Languenan.

#### Réseau hydrographique
Pour un article plus général, voir Réseau hydrographique des Côtes-d'Armor.
La commune est située dans le bassin Loire-Bretagne. Elle est drainée par le Frémur, le Montafilan et le ruisseau des Vaux du moulin,.
Un petit fleuve côtier, le Frémur prend sa source au hameau de La Nogatz au sud-est du territoire de la commune de Corseul, puis coule sur une longueur d'environ 20,7 km avant son embouchure entre Saint-Briac-sur-Mer et Lancieux.
Le Montafilan, d'une longueur de 16 km, prend sa source dans la commune de Plélan-le-Petit et se jette  dans l'Arguenon en limite de Plancoët et de Créhen, après avoir traversé six communes. 
Le Vaux du moulin, d'une longueur de 11 km, prend sa source dans la commune d'Aucaleuc et se jette  dans le Montafilan sur la commune, après avoir traversé quatre communes. 

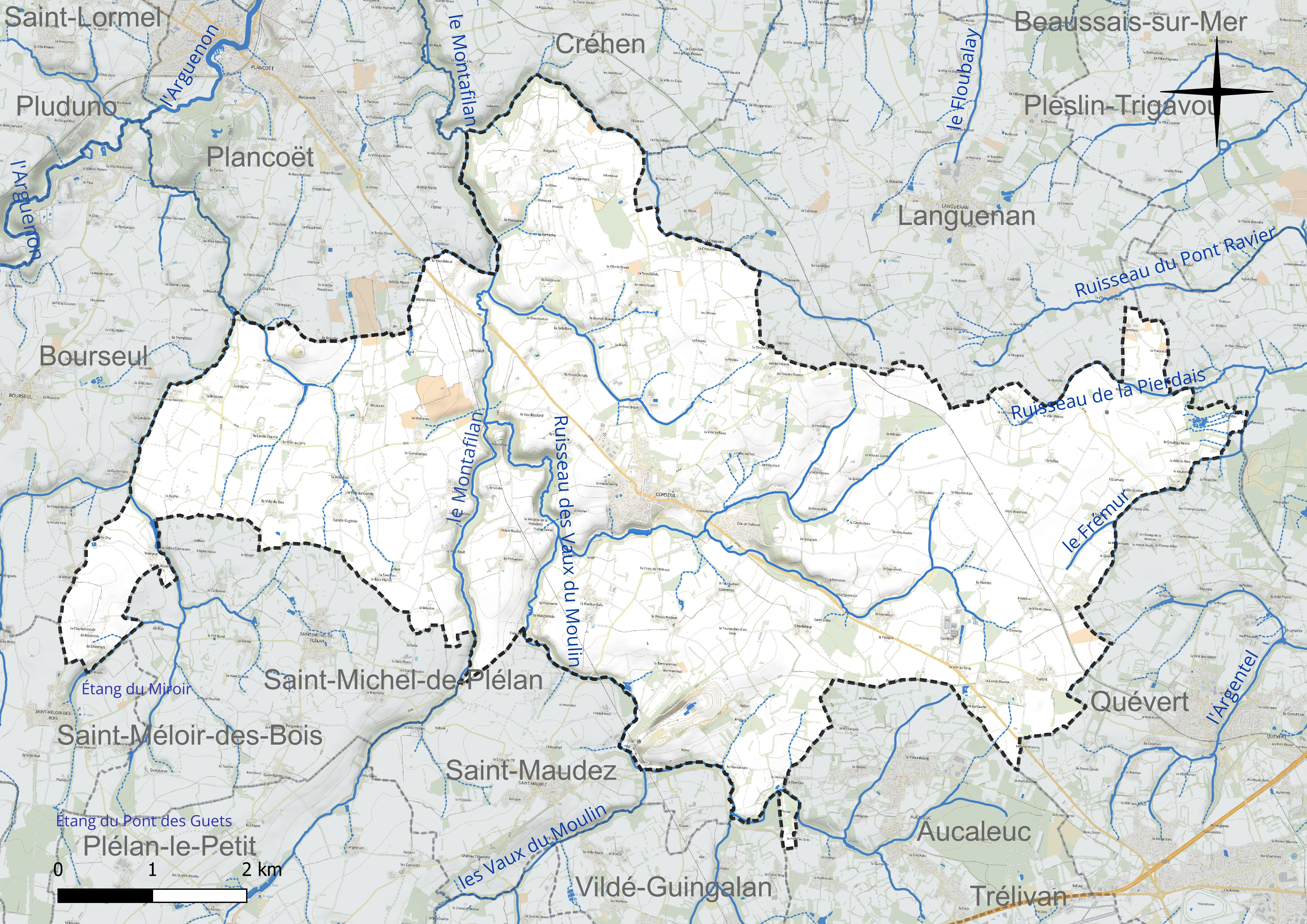
Réseau hydrographique de Corseul.

### Climat
Pour des articles plus généraux, voir Climat de la Bretagne et Climat des Côtes-d'Armor.
En 2010, le climat de la commune est de type climat océanique franc, selon une étude du Centre national de la recherche scientifique s'appuyant sur une série de données couvrant la période 1971-2000. En 2020, Météo-France publie une typologie des climats de la France métropolitaine dans laquelle la commune est exposée à un climat océanique et est dans la région climatique Bretagne orientale et méridionale, Pays nantais, Vendée, caractérisée par une faible pluviométrie en été et une bonne insolation. Parallèlement, l'Observatoire de l'environnement en Bretagne publie en 2020 un zonage climatique de la région Bretagne, s'appuyant sur des données de Météo-France de 2009. La commune est, selon ce zonage, dans la zone « Intérieur », exposée à un climat médian, à dominante océanique.
Pour la période 1971-2000, la température annuelle moyenne est de 11,3 °C, avec une amplitude thermique annuelle de 11,8 °C. Le cumul annuel moyen de précipitations est de 749 mm, avec 12,4 jours de précipitations en janvier et 6,3 jours en juillet. Pour la période 1991-2020, la température moyenne annuelle observée sur la station météorologique la plus proche, située sur la commune de Pleurtuit à 14 km à vol d'oiseau, est de 11,9 °C et le cumul annuel moyen de précipitations est de 752,0 mm,. Pour l'avenir, les paramètres climatiques de la commune estimés pour 2050 selon différents scénarios d'émission de gaz à effet de serre sont consultables sur un site dédié publié par Météo-France en novembre 2022.

### Transports
Corseul est traversé par la route départementaleD 794 qui relie Plancoët à Vitré via Dinan. La commune est également desservie par la  qui, côté nord, va en direction de Créhen et Saint-Cast-le-Guildo, tandis qu'elle se dirige vers La Landec et Trébédan, côté sud.
Corseul est également desservi par liaison ferroviaire par la ligne de Lison à Lamballe (tronçon entre Dol-de-Bretagne et Lamballe via Dinan), ouverte en 1879. La gare se trouve sur la commune voisine de Languenan.

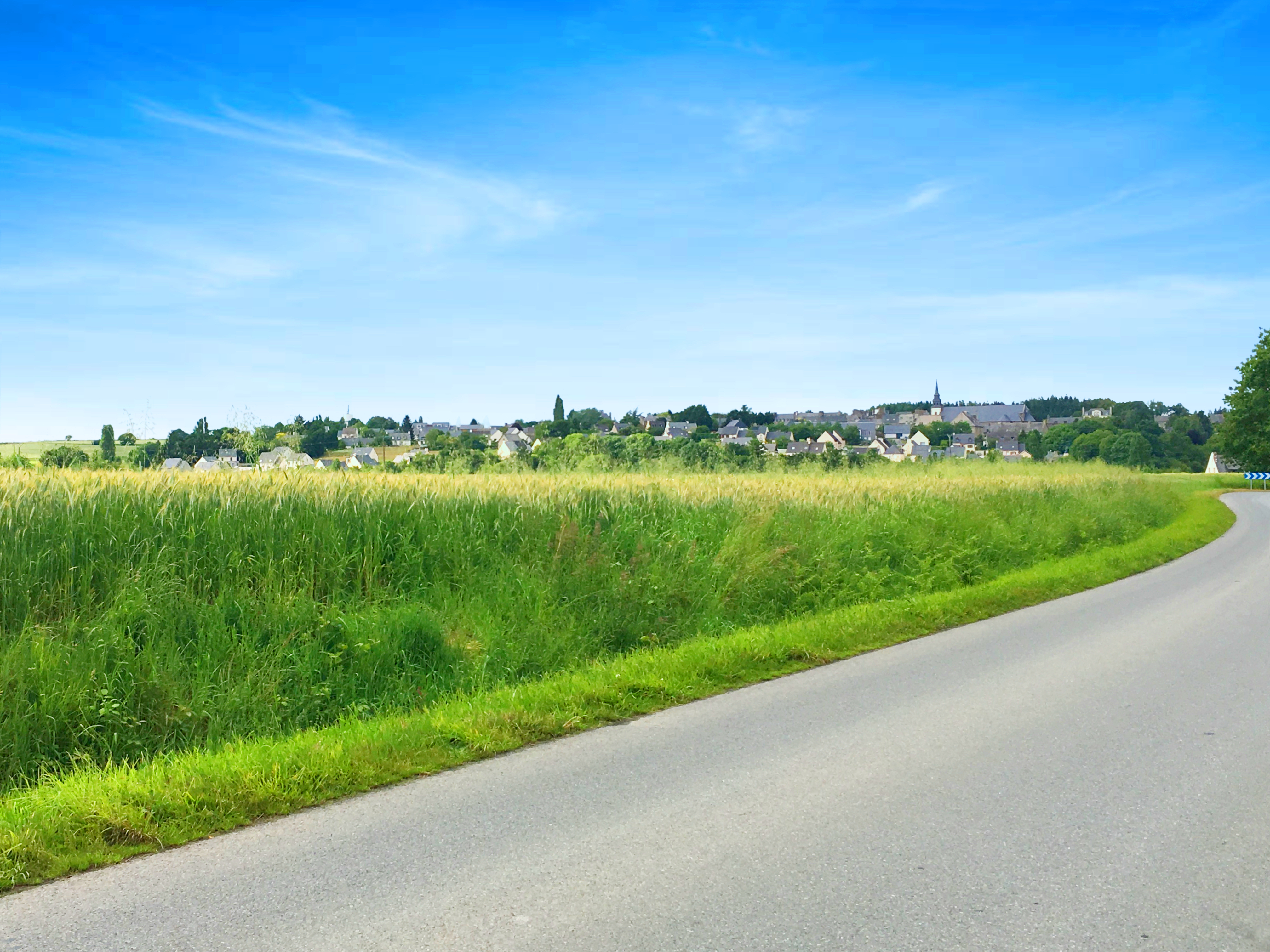
Vue générale du bourg côté sud depuis la départementale  avant le lieu-dit de la Croix de l'Abbaye. Le centre du village est au sommet de la colline à 85 mètres d'altitude.
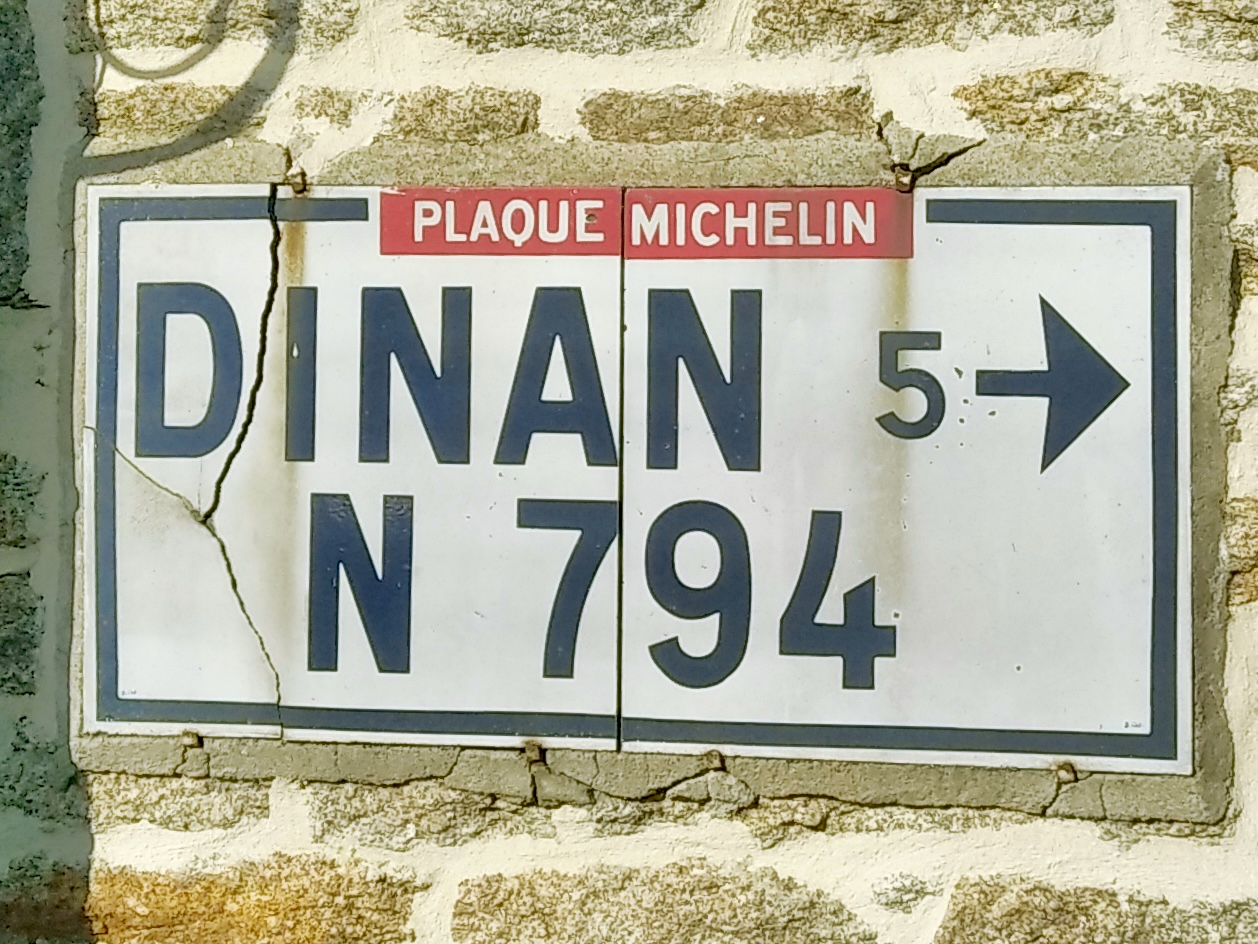
Plaque routière Michelin de l'ancienne N 794 située à 5 km à l'est de Corseul.
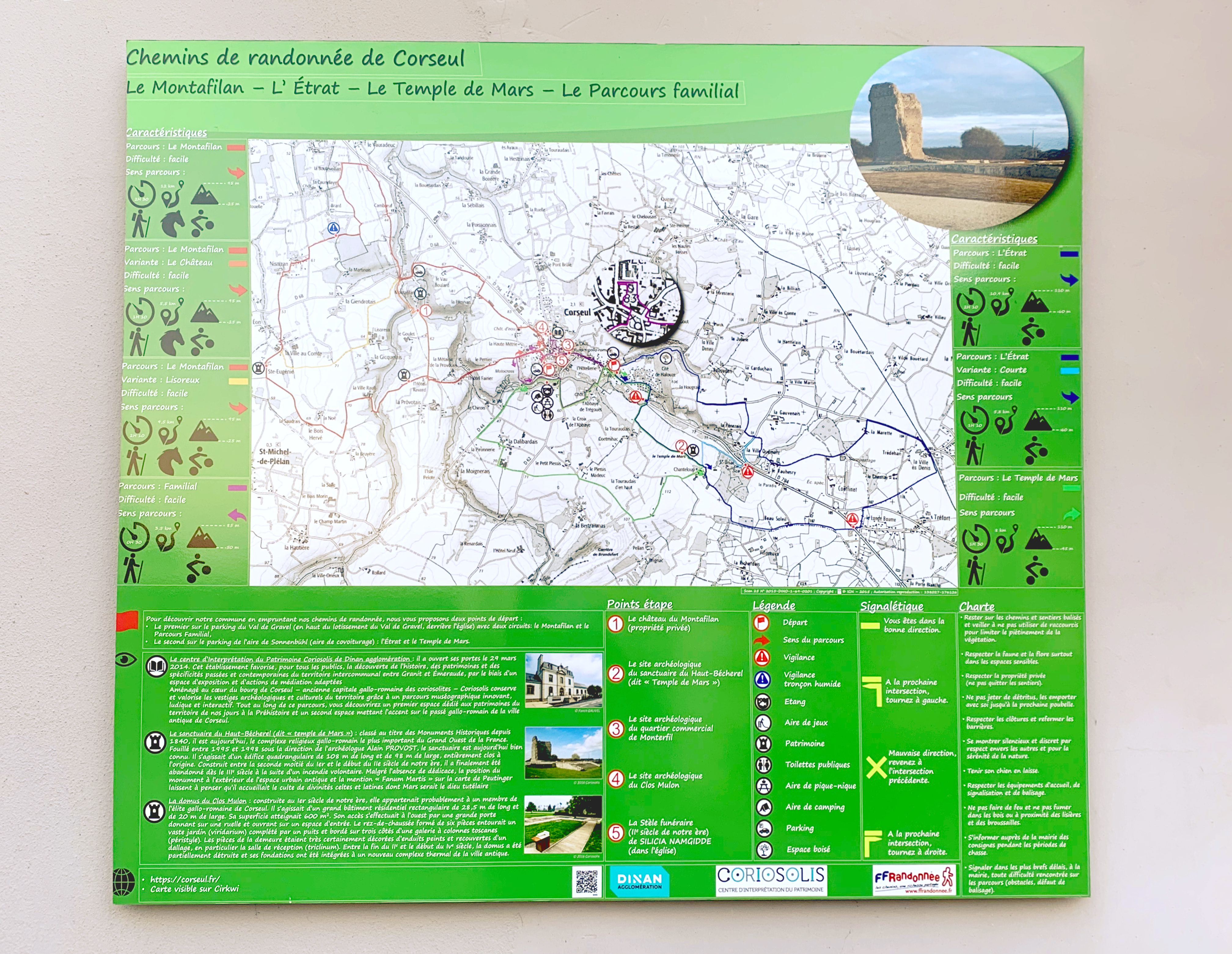
Carte et panneau d'information des chemins de randonnée de Corseul.
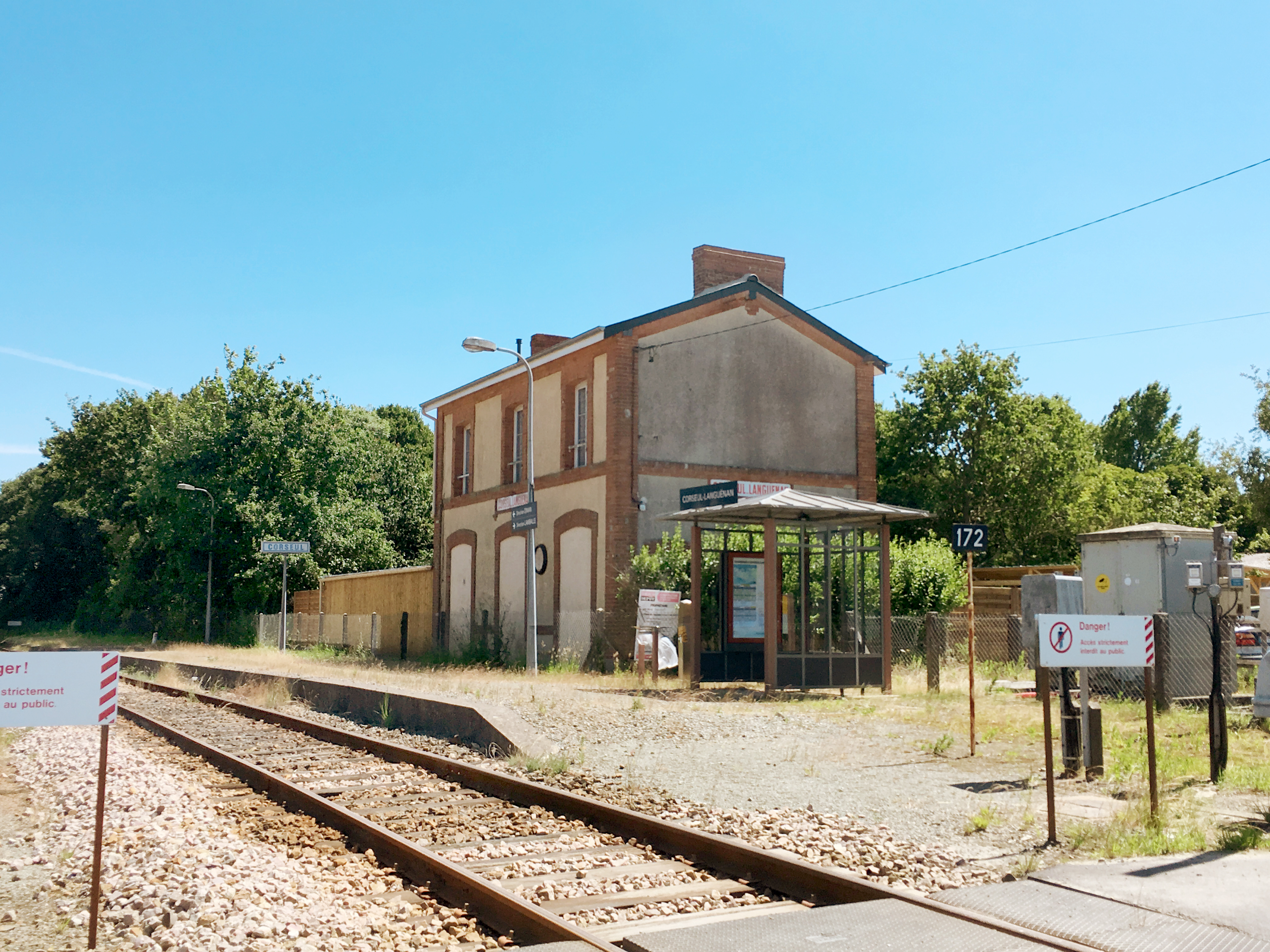
La gare de Corseul - Languenan.

### Paysages et habitat
Corseul présente un paysage agraire traditionnel de bocage avec un habitat dispersé en de multiples écarts (Alphonse-Edmond Marteville et Pierre Varin en citent 76, il est vrai avant les annexions de territoire par les communes voisines) formés de hameaux ("villages") et fermes isolées.

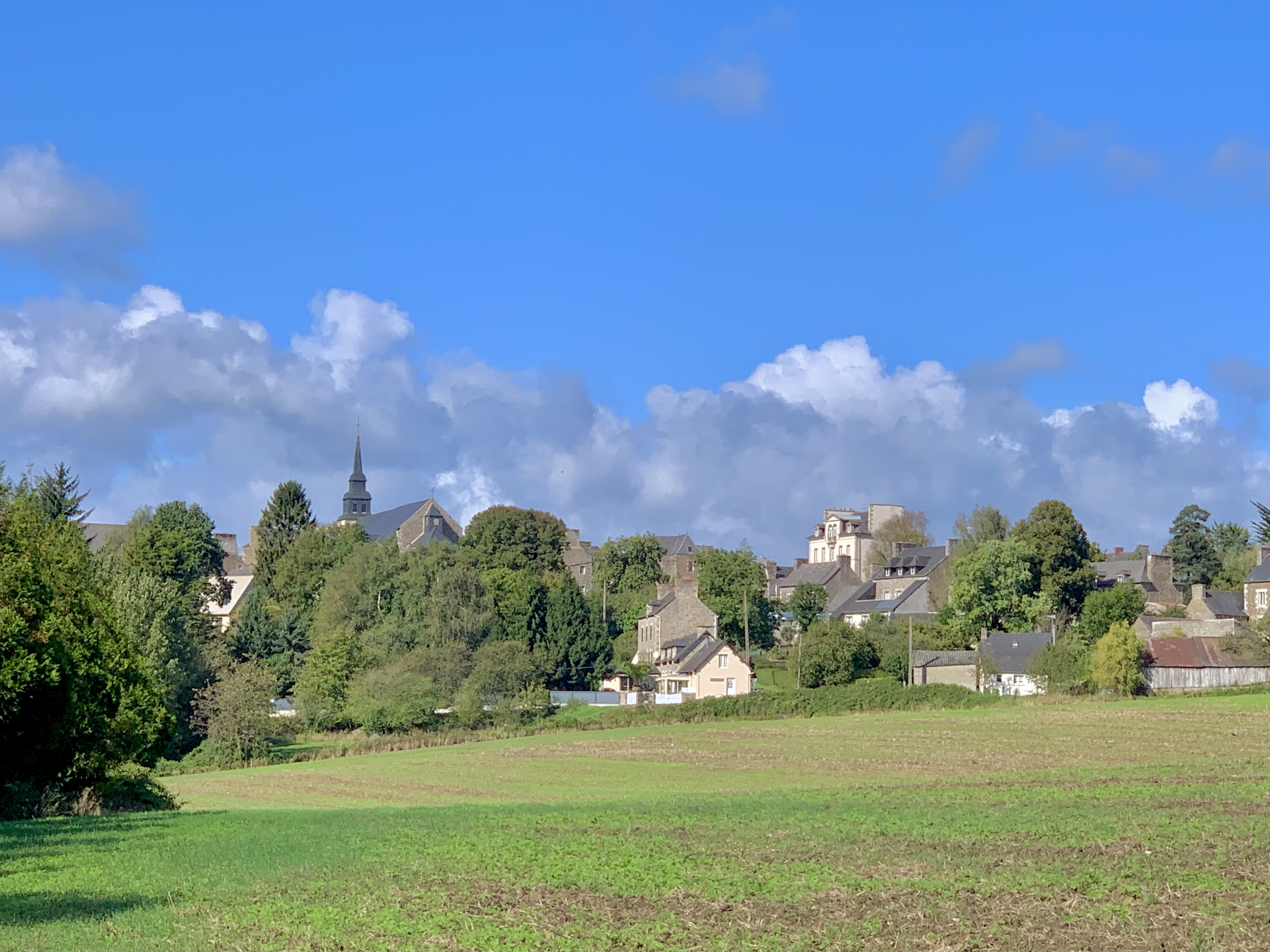
Vue est du bourg de Corseul.
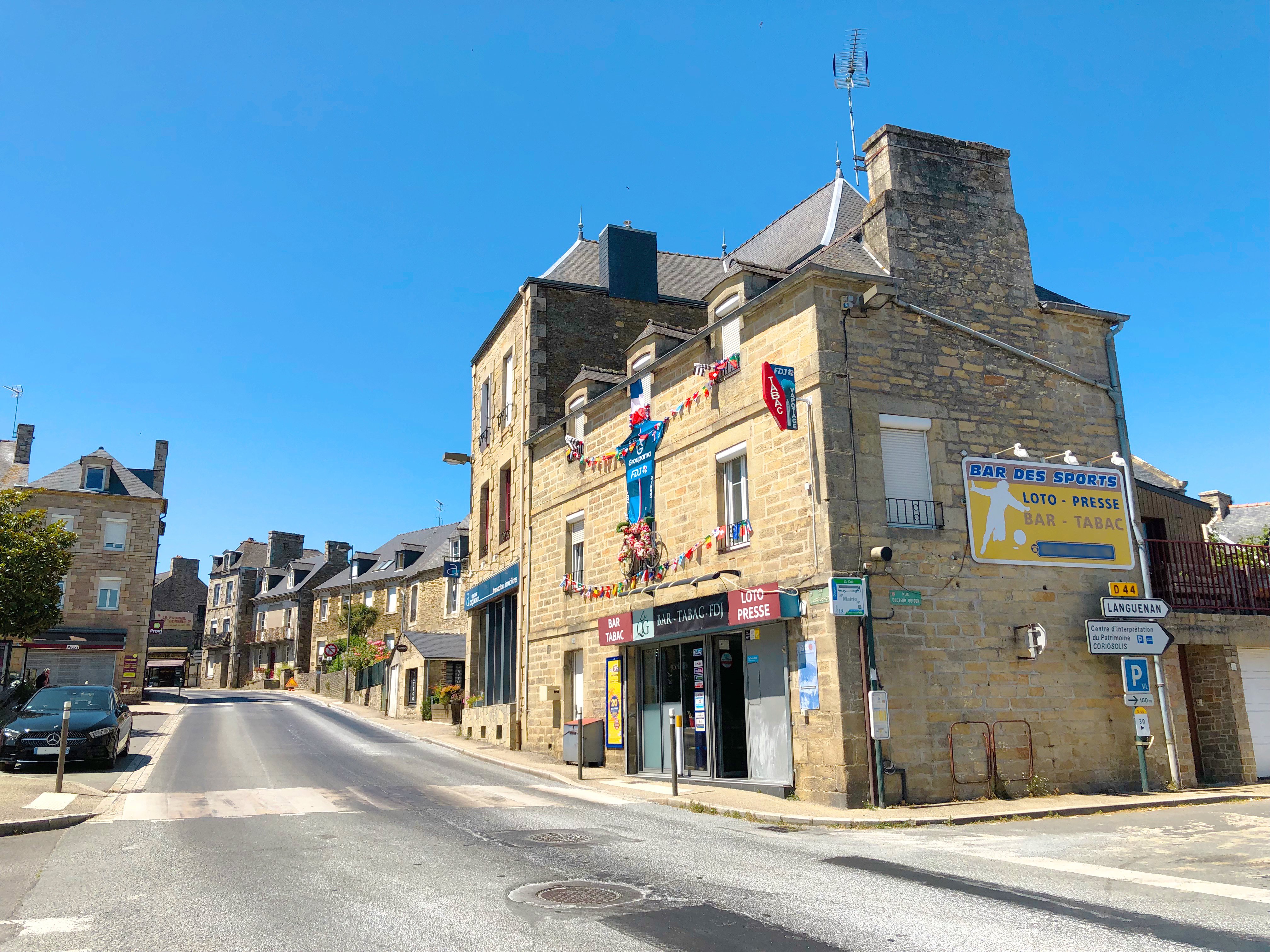
La rue de l’Arguenon (D 794), voie principale de Corseul, entre la mairie et l'église.
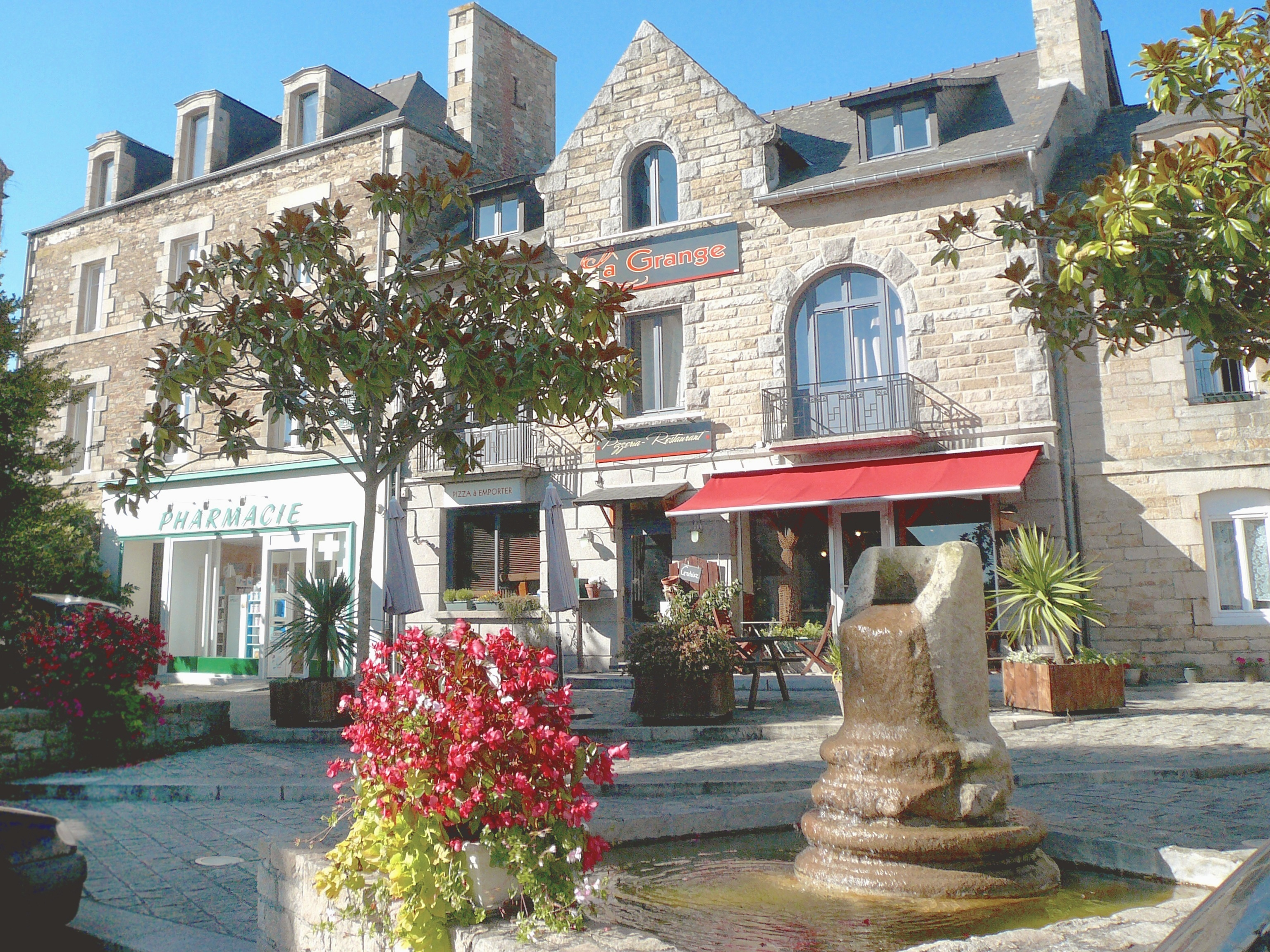
La place de l’église au centre du bourg.
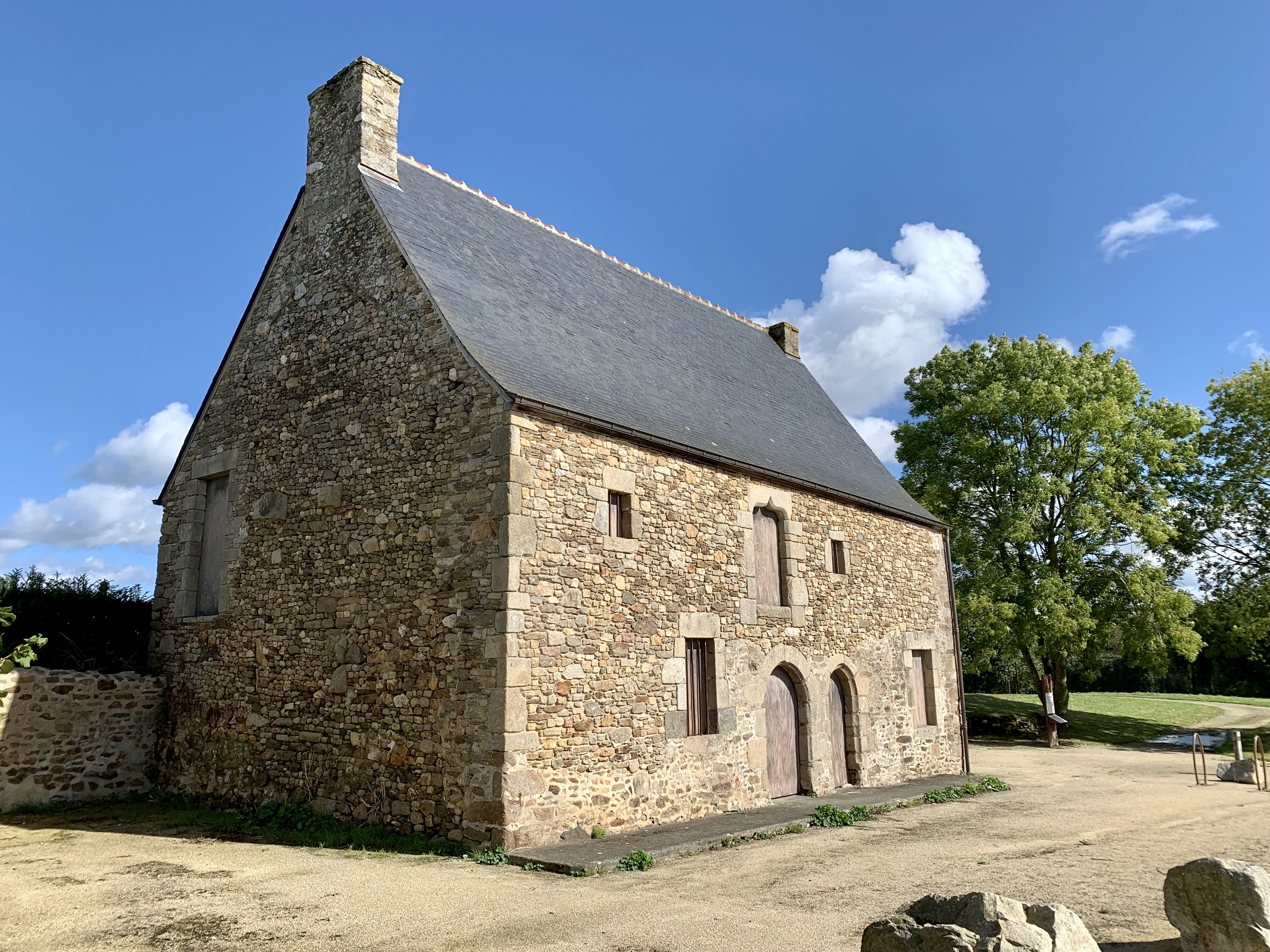
La ferme du Haut-Bécherel.

Le bourg s'est développé depuis la Seconde guerre mondiale, essaimant des maisons à sa périphérie. Le reste de la commune a pour l'essentiel conservé son caractère rural, échappant donc à la rurbanisation, à quelques exceptions près : la cité de Halouze, mais aussi à l'est de la Ville ès Denis mais aussi entre Tréfort et la Lande Baume.

## Urbanisme

### Typologie

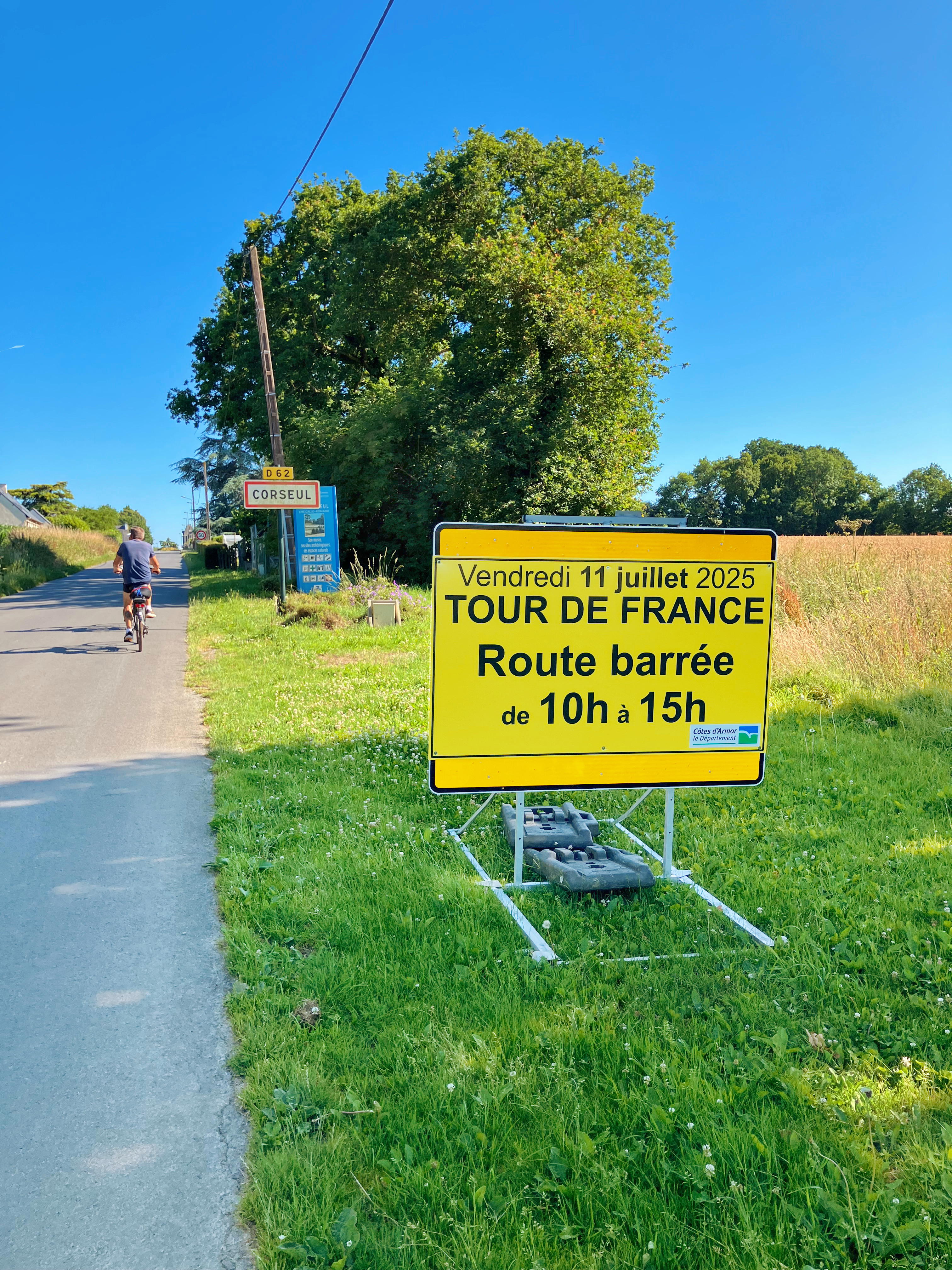
L’entrée du bourg de Corseul par la côté nord avant le passage de la 7e étape du Tour de France 2025 sur la entre Dinan et Plancoët.

Au 1er janvier 2024, Corseul est catégorisée commune rurale à habitat dispersé, selon la nouvelle grille communale de densité à 7 niveaux définie par l'Insee en 2022.
Elle est située hors unité urbaine. Par ailleurs la commune fait partie de l'aire d'attraction de Dinan, dont elle est une commune de la couronne,. Cette aire, qui regroupe 25 communes, est catégorisée dans les aires de moins de 50 000 habitants,.

### Occupation des sols
L'occupation des sols de la commune, telle qu'elle ressort de la base de données européenne d’occupation biophysique des sols Corine Land Cover (CLC), est marquée par l'importance des territoires agricoles (90,6 % en 2018), en diminution par rapport à 1990 (91,6 %). La répartition détaillée en 2018 est la suivante : terres arables (67,4 %), zones agricoles hétérogènes (13,1 %), prairies (10,1 %), forêts (5,3 %), zones urbanisées (2,3 %), mines, décharges et chantiers (1,2 %), zones industrielles ou commerciales et réseaux de communication (0,6 %). L'évolution de l'occupation des sols de la commune et de ses infrastructures peut être observée sur les différentes représentations cartographiques du territoire : la carte de Cassini (XVIIIe siècle), la carte d'état-major (1820-1866) et les cartes ou photos aériennes de l'IGN pour la période actuelle (1950 à aujourd'hui).

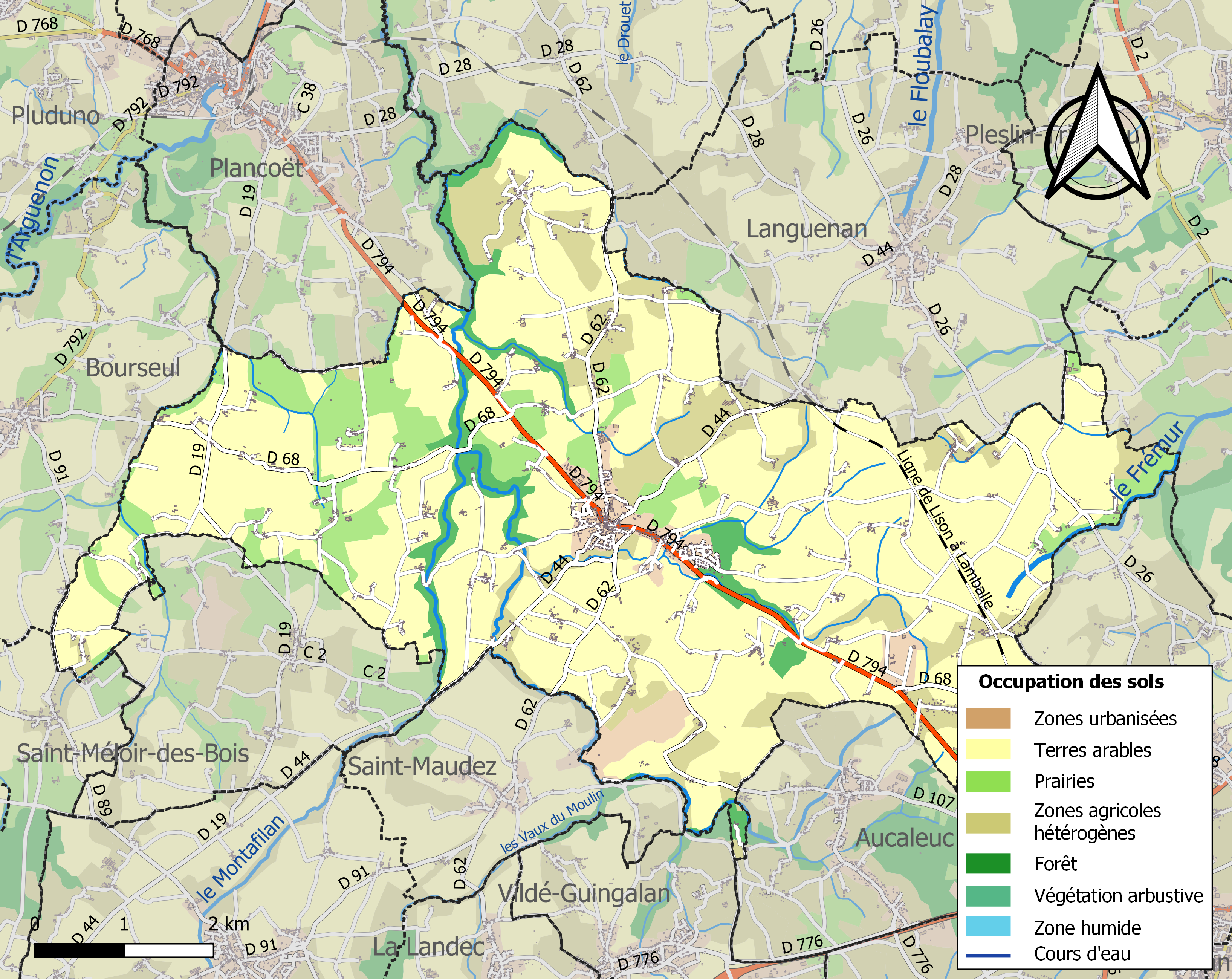
Carte des infrastructures et de l'occupation des sols de la commune en 2018 (CLC).

## Toponymie
En gallo, le nom de la commune est Corseû ou Corsoeut. Corseul vient des Coriosolites, un peuple gaulois dont le nom signifiait « les troupes qui veillent ».
C'est sous le nom de Civitas Coriosolitum (C. Cor.) que la ville de Corseul est désignée sur une borne milliaire, gravée vers 269-270, trouvée à Saint-Méloir-des-Bois. C'est sous le nom de Fanum Martis (temple de Mars) qu'elle apparaît dans la Table de Peutinger, itinéraire routier rédigé au IIIe siècle.
Dès le XIIe, la paroisse de Corseul est gratifiée de l’adjectif ethnique Corsoltensis (Anc. év. IV, 395), à l’instar des autres chefs-lieux de cité gallo-romaine ou de diocèse (Briocensis, Trecorensis, Corisopitensis, Venetensis, Macloviensis, Dolensis, etc.).
Pour résumer, on rencontre pour Corseul, au cours des siècles, les appellations suivantes : Fanum Martis (au IIIe siècle), Civitas Coriosolitum (au IVe siècle), Eccl. Corsult (vers 869), Corsolt (en 1084), villa Corsolt, Sancti Petri Corsoltensis ecclesia (en 1123), Corsot (en 1129, en 1163, en 1184), Corseut (à la fin du XIIe siècle), Corsout (en 1226, en 1259), Corseut (vers 1330), Corsout (en 1358), Coursout (vers 1400), Corseult (en 1443), Corsoult (en 1498, en 1509), Coursault (en 1557).

## Histoire
Corseul, qui couvrait plus de 110 hectares à l'époque gallo-romaine, est une ancienne paroisse de l'Armorique primitive qui englobait jadis, outre son propre territoire actuel, ceux de Quévert, Aucaleuc, Vildé-Guingalan (leur moitié nord), Saint-Maudez, Saint-Michel-de-Plélan, Saint-Méloir-des-Bois, Bourseul (leur moitié nord également), Nazareth (aujourd'hui un quartier à l'est de Plancoët) et Languenan (sa moitié sud).

### Antiquité:Fanum Martis

Peuples gaulois autour de Corseul.

Occupée depuis la Préhistoire, située dans le territoire des Riedones, Corseul devient à l'époque gallo-romaine, la capitale des Coriosolites (ou Curiosolites), peuple qui frappait monnaie. C'était alors la plus grande ville du grand ouest, dont il reste aujourd'hui de nombreux vestiges étonnants.
À l'issue de la conquête des Gaules par les légions romaines de César, Auguste, son successeur, organise la Gaule en plusieurs provinces, elles-mêmes divisées en circonscriptions administratives les civitates, reprenant généralement le tracé territorial des peuples gaulois. Chaque civitas s'organise autour d'une capitale. Mentionnés par Jules César dans ses commentaires sur la guerre des Gaules (57 av J.-C.), les Coriosolites sont amenés à bâtir ex nihilo, sous la pression de l'empereur Auguste, leur capitale administrative et religieuse. Celle-ci, construite sur le territoire correspondant à la cité gauloise des Coriosolites, fut nommée Fanum Martis (« Temple de Mars ») en latin. Les premiers éléments sont datables de 10 av. J.-C., mais c'est sous le règne de Tibère (14-37) que la ville se structure véritablement. Le carroyage dessiné par les rues s'étend sur une centaine d'hectares au moment de l'expansion maximale de la ville. La population de cette cité de taille moyenne a pu atteindre entre 5 000 et 8 000 habitants. La ville, qui n'a jamais été ceinte de remparts, décline peu à peu au moment des invasions germaniques qui marquent la fin de l'empire romain d'Occident. Au IVe siècle, vers 340, l'administration de la ville se déplace à Aleth (aujourd'hui Saint-Servan, quartier de Saint-Malo en Ille-et-Vilaine), lieu plus facilement défendable. La ville de Corseul, supplantée, se dépeuple alors progressivement.
Aux IIIe et IVe siècles, comme beaucoup de métropoles régionales, Fanum Martis, la capitale gallo-romaine des Coriosolites créée vers 10 av. J.-C., change son nom et prend celui du peuple dont elle est la capitale pour devenir Corseul. Ces mutations toponymiques sont intervenues à une époque où la solidité de l'Empire romain s'effondrait. On observe alors, entre autres éléments significatifs, une renaissance des antiques divinités gauloises locales dans les sculptures religieuses et les inscriptions dédicatoires. Le changement de noms de cité relève sans doute un phénomène du même ordre, lié à une résurgence des vieux sentiments d'appartenance ethnique des peuples gaulois.
Plusieurs voies romaines desservaient Corseul, notamment le "chemin ferré", dit aussi chemin d'Ahès, venant de Vorgium (Carhaix).

### La forteresse de Montafilan

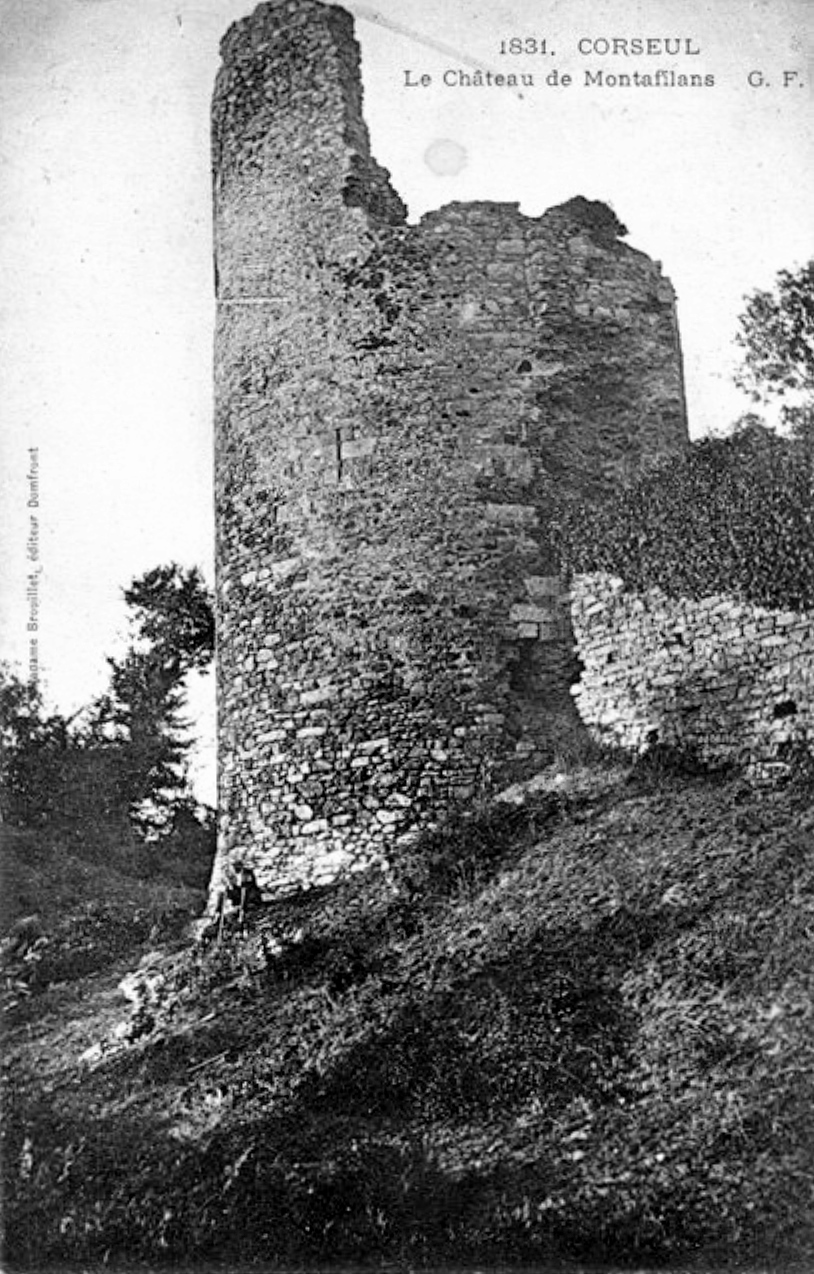
Le château de Montafilan, tour en ruine (carte postale, vers 1930).

Montafilan (ou Montafilant) aurait été une forteresse (un oppidum) des Coriosolites, avant d'être au Moyen Âge un château-fort dont il ne reste que des ruines pittoresques. Ce château est bâti sur une colline escarpée, formant une presqu'île, et défendu de tous côtés par des ravins profonds ; le site se trouve au confluent de la rivière de Montafilan et du ruisseau des Vaux et l'unique voie d'accès vers le plateau voisin mesure à peine 20 mètres de large.
Ce fut peut-être une des résidences de Conomor au haut Moyen Âge.
Roland I de Dinan, chevalier seigneur de Montalifant et de Coron, décédé en 1260, est à l'origine de la dynastie des seigneurs de Montalifant, dont la dernière représentante fut Françoise de Dinan (décédée en 1499), laquelle fut préceptrice d'Anne de Bretagne. Construit initialement au XIIe siècle probablement, le château de Montalifant fut fortement remanié dans le courant du XIVe siècle. Le château servit de carrière à partir du XVIe siècle et il n'en subsiste guère que deux tours et la moitié d'une troisième.

### Moyen Âge
Selon sa Vie latine, écrite vers 869, saint Malo aurait réalisé dans l'église de Corseul un triple miracle (ressuscité un mort, changé de l'eau en vin et une pierre en calice).
Dès 1084, Corsolt ou Corsoltum apparaît dans la charte de fondation du prieuré de L'Abbaye-sous-Dol  (Archives de Maine-et-Loire). Alors que Corseul dépend de l'évêché de Saint-Malo, son église, ecclesia Sancti Petri Corsoltensis, est citée en 1123 (Anc. év. IV, 395), lorsque l'évêque d'Aleth fait, à la demande d'un clerc qui les tient de ses parents, don à l'abbaye de Marmoutier (Touraine) de la moitié des revenus, des dîmes et autres droits de l'église Saint-Pierre de Corseul : « À la demande d’un laïque, Jean, fils de Gaultier, qui possédait la moitié de l’église de Corseul, Donoald, évêque d’Aleth, donna cette moitié à Marmoutier (1120-1144). Elle devint ensuite prieuré cure de Beaulieu. En 1163, les moines de Saint-Jacut y possédaient des droits » (R. Couffon).
Dès 1123, on assiste à un conflit entre l'abbaye de Marmoutier et celle de Saint-Jacut, à propos des droits sur l'église Saint-Pierre de Corseul. En 1121, est cité, comme témoin d'un acte, un certain Hugo de Corsolt. Corseul (Corsot) est une paroisse titulaire d'un doyen dès 1184 (Anc. év. IV, 360). Par un acte de 1253, on apprend que les moines de l'abbaye de Beaulieu de Languédias jouissaient autrefois, moyennant le paiement d'une redevance annuelle de vingt livres aux moines de Marmoutier, des revenus des églises de Corseul et de Saint-Maudez. Un prieuré dont la valeur est estimé à mille livres en 1665 dépendait jadis de l'abbaye Notre-Dame de Beaulieu. L'abbaye de Saint-Jacut semble détenir aussi de nombreuses dîmes (Mettescieu, Mettrie, Lisoreu, Fauerais, Tremeur, Mallerieux, Montafilant, etc.) dans la paroisse de Corseul.

### Temps modernes
La paroisse de Corseul appartenait à la sénéchaussée de Dinan.
Le couvent de Nazareth, occupé par des moines Dominicains fut fondé en 1648 par Catherine de Rosmadec, épouse de Guy II de Rieux, baronne de la Hunaudaye.

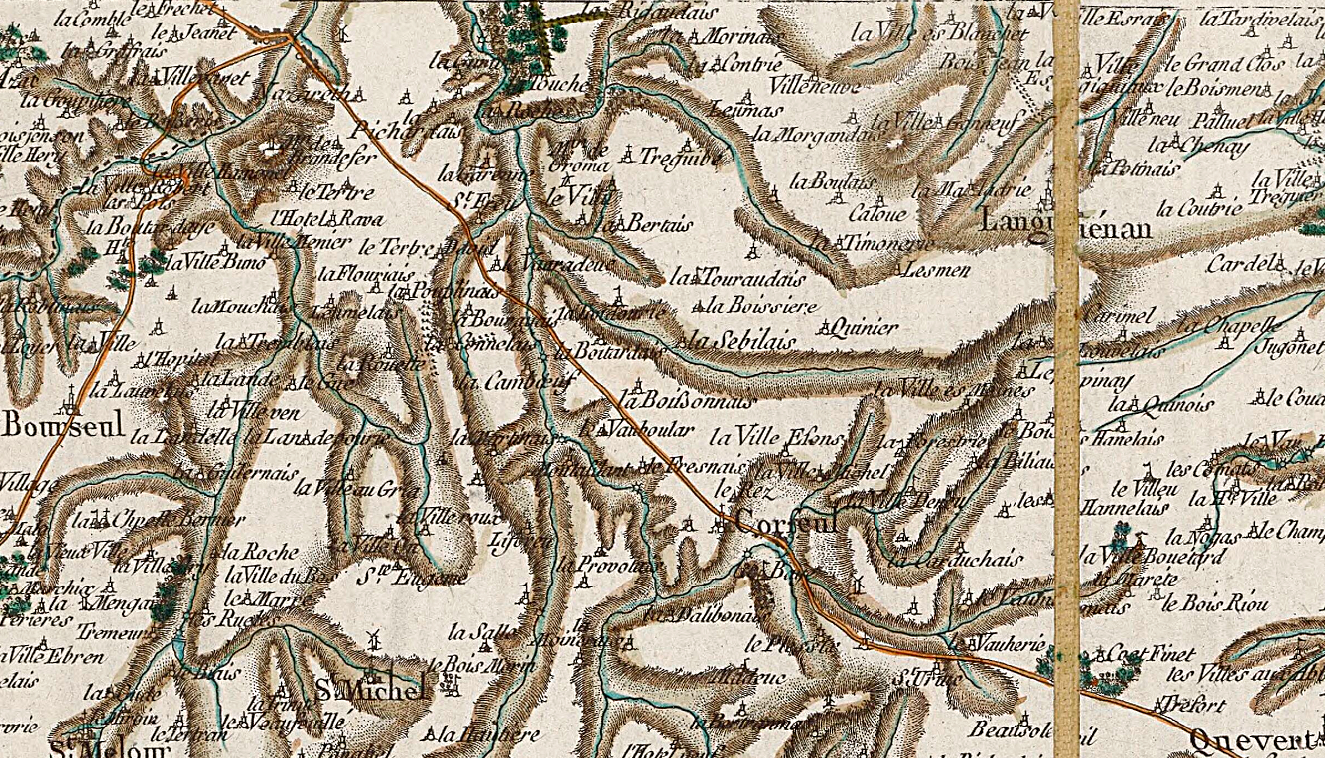
Carte de Cassini de la paroisse de Corseul et de ses environs.

Jean-Baptiste Ogée décrit ainsi Corseul en 1778 :

« Corseul ; sur une hauteur ; à 4 lieues au Sud-Sud-Ouest de Saint-Malo, son évêché ; à 12 lieues de Rennes; et à 2 lieues et demie de Dinan, sa subdélégation et son ressort. Cette paroisse relève du Roi. On y compte 3 600 communiants. La cure est présentée par l'Abbé de Beaulieu. Ce territoire renferme quelques bonnes terres, le bois du Parc qui peut avoir 1 lieue de circuit, et des landes, comme presque partout ailleurs en très grande quantité. »

Le même auteur cite les maisons nobles de Corseul en 1778, la principale étant Montafilan, annexée  à la baronnie de la Hunaudaye ; il énumère les autres :

« La Caulnelaye, haute justice, appartient à M. Dubreil-de-Pont-Briand ; la Bouexière , le Mirouet , et la Grande-Bouexière , tous les trois avec hautes justices, à M. Vincent-des-Guimerais ; la Ville-Deneuc , haute justice , à M. Loisel de la Ville-Deneuc ; la Ville Foux, haute justice, à M. Avril ; la Ville-Raoul et la Ville-Roux, hautes justices, à M. Gouyon-de-Thaumatz ; la Tandourie, haute justice, à M. Duplessis-Guillaudeuc, le Bois-Adam, haute justice
et le Forestic , moyenne justice, à M. de Begasson-du-Rox ; le Plessis-Madeuc , moyenne justice , à M. de Kermel ; l'Abbaye ou la Maison-l'Abbé , moyenne justice, à M. de Tregouët ; la Ville-Rue, moyenne justice, à M. de Tremigon ; la Ville-Hat, le Bois-Laurent et le Vinay. »

### Révolution française
Durant la Révolution, la paroisse de Corseul (comme Nazareth) dépendait du doyenné de Plancoët.
En 1790, Corseul devient l'un des cantons du district de Dinan (le canton de Corseul comprenait les communes d'Aucaleuc, La Landec, Languenan, Saint-Maudez et Trigavou). En et cinq ans plus tard, cette localité qui compte plus de 4 000 habitants devient le siège d'une municipalité cantonale.
La paroisse Saint-Pierre de Corseul comptait en tout 10 prêtres en 1790. Jacques Le Mée était recteur de Corseul depuis 1765; il prêta le serment de fidélité à la Constitution civile du clergé, devenant donc prêtre assermenté; pendant la Terreur il renonça à la prêtrise, fut néanmoins arrêté et contracta un mariage fictif et fut preuve de sentiments républicains pour être libéré, ce qui ne l'empêcha pas de reprendre la prêtrise en 1800. Son vicaire Pierre-Louis Le Sage fut prêtre réfractaire, mais parvint à exercer clandestinement son ministère pendant la Terreur ; il devint recteur de Corseul entre 1804 et sa mort en 1819.
Jacques-Claude Forcoueffe, sénéchal sous l'Ancien Régime et avocat, devenu un révolutionnaire zélé, fut assassiné par des Chouans le 13 prairial an III (1er juin 1795).
Outre Augustin Marie-Joseph du Pontbriand, lieutenant-colonel, plusieurs autres officiers chouans étaient originaires de Corseul : Joseph Le Cerf, lieutenant en 1795-1796 ; Pierre Gibert, capitaine de chasseurs ; Isidore Gourneuf, capitaine à le division de Dinan en 1799.

### LeXIXesiècle
L'intérêt retrouvé pour les ruines gallo-romaines à partir de l'époque romantique procura un sentiment de fierté aux habitants, qui sont depuis surnommés « Glorieux d'Corseu » par ceux des communes voisines (« glorieux » au sens de « fier »).

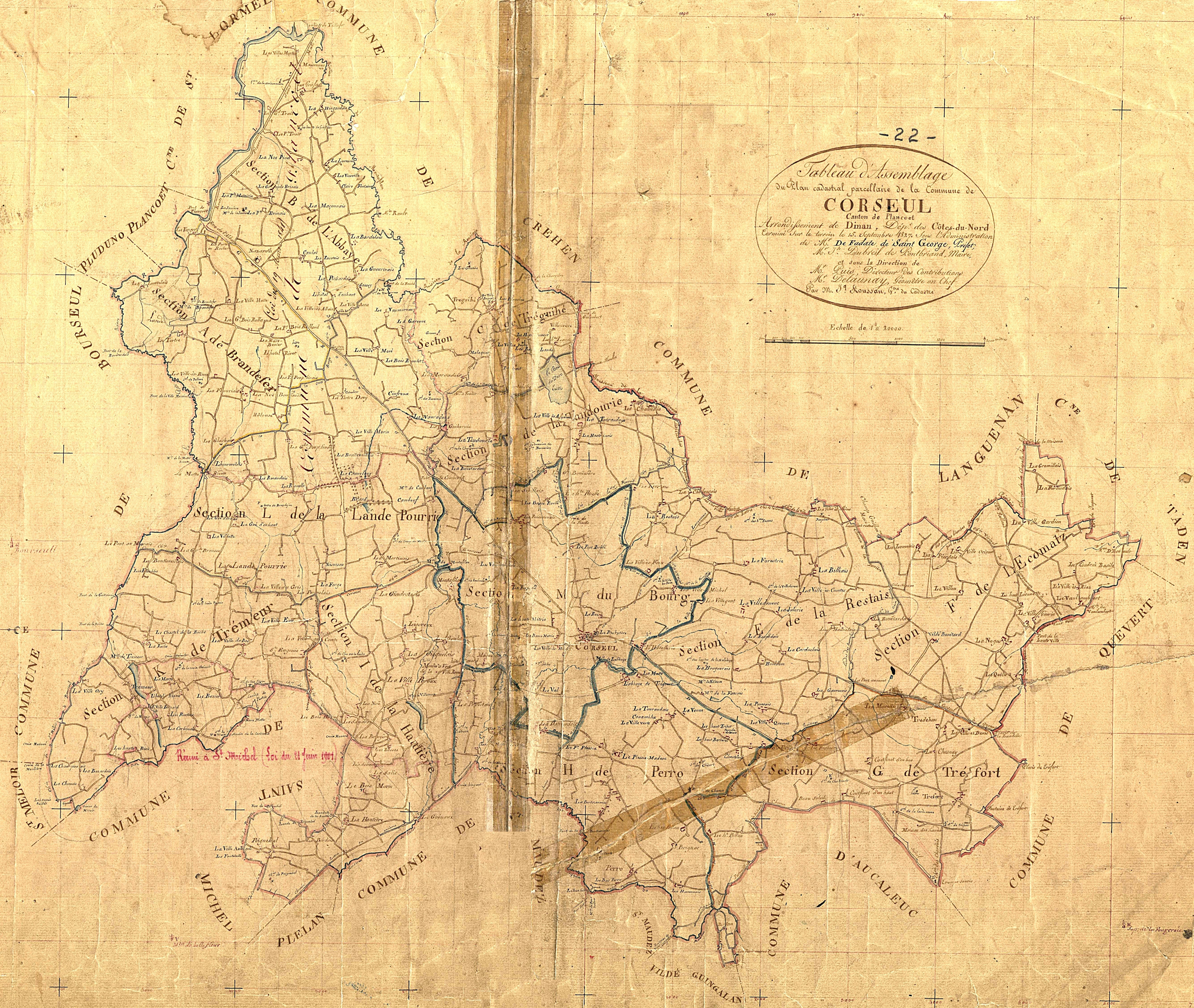
Corseul ː tableau d'assemblage du cadastre de 1827.

Alphonse-Edmond Marteville et Pierre Varin, continuateurs d'Ogée, décrivent ainsi Corseul en 1843 :

« Corseul : commune formée de l'ancienne paroisse de ce nom; aujourd'hui succursale, chef-lieu de perception. (…) Principaux villages : Le Verger, la Porte-Rocher, la Ville-Haute, la Leuvelais, le Tertre, les Petit et Grand Bois-Rolland, la Fourlais, la Noë-Bouexière, la Hâlouse, la Ville-Acca, la Gueurivais, Caulac, la Bardelais, la Grande-Evinais, la Louverie, les Grand et Petit-Trait, la Hingandais, la Grafas, les Villes Martin, le Vau-Morvan, la Garenne, la Ville-Mené, le Vauradeuc, la Maraudais, le Villeu, les Planches, la Ville-Boquet, Tréguihé, la Chauvais, la Hestrinais, la Tadourie, la Bouetardais, la Sebillais, la Poissonnais, la Restais, la Ville-ès-Foux, la Forestie, la Ville-Seneuc, la Penesais, la Ville-Quemat, la Gauvenais, Vildé-Bouétard, la Louvelais, la Nogas, la Ville-Guérin, la Ville-ès-Denis, Tréfort, le Vau-Besry, Saint-Uriac, l'Abbaye de Trégouet, la Touraudais, Chanteloup, Perro, la Bertranmas, Paignehel, la Hautière, le Bois Morin, Lisoreux, Montafilan, la Ville-au-Comte, la Ville-Rieux, Tremeur, la Ville-Ory, la Roche, la Lande-Pourrie, la Ville-au-Gris, la Revaudais, la Caunclaye, la Grande-Paupelinais, la Ville-Morin, le Tertre-Davy, la Ville-Michel, l'Hôtellerie, Rue-de-l'Abbaye. Superficie totale 5 532 hectares 82 ares 90 centiares, dont (…) terres labourables 4 345 ha, prés et pâturages 267 ha, bois 112 ha, vergers et jardins 80 ha, landes et incultes 448 ha, étangs 9 ha (..). Moulins : 19 (de Brandefer, de la Ville-Roux, à vent ; du Vau-Lambert, de Trémeur, de la Motte-Rieux, de l'Abbaye, de Montafilan, de Miroir, à eau. (..) La route départementale n°13 des Côtes-du-Nord, dite de Lamballe à Dinard, passe vers la limite nord-ouest de la commune de Corseul, dans la direction ouest-sud-ouest à nord-nord-est. La route de grande communication de Plancoët à Dinan passe dans le bourg même de Corseul, et court dans la commune nord-ouest à sud-est. On parle le français [en fait le gallo]. »

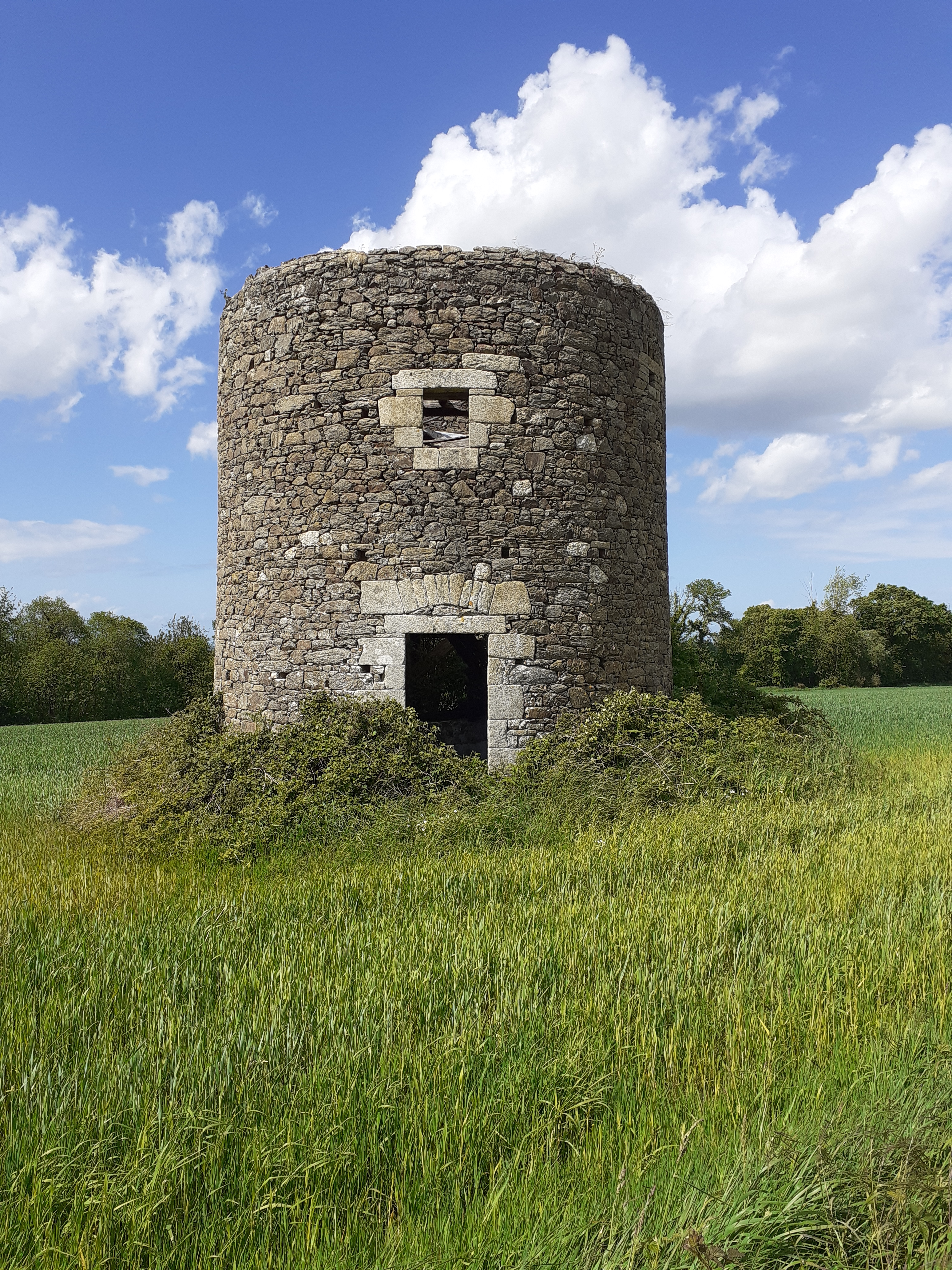
Les ruines du moulin à vent de la Ville-Rault.

Les Filles de Sainte-Marie de Broons s'installent à Corseul en 1844.
Joachim Gaultier du Mottay écrit en 1862 que « le territoire de Corseul est généralement accidenté dans le sud et plat dans les autres parties ; ses terres sont bonnes et ses prés productifs ; le quinzième de la superficie est couvert de landes, dont seule une petite partie pourrait être livrée à la culture » ; il précise que Corseul possède une école de garçons ayant 79 élèves et une de filles en ayant 87.

### LeXXesiècle

#### La Belle Époque
Le 8 juin 1893, plus de 600 personnes criant « À bas les Francs-Maçons ! À bas les proscripteurs ! Vive la liberté ! » s'opposent aux perquisitions menées par le Procureur de la République, le juge d'instruction assisté de son greffier et deux brigades de gendarmerie dans l'école tenue par les Frères de Ploërmel (fermée en vertu de la loi de 1901) et qui est la propriété de M. de Pontbriand, maire de Corseul. « La gendarmerie charge, les chevaux piétinent les femmes ; c'est un spectacle écœurant » écrit le journal L'Ouest-Éclair qui ajoute que, une fois la perquisition terminée, les gendarmes se dirigent ensuite vers le château de M. du Breil de Pontbriand et saccagent pelouses et plates-bandes, et que, face à la foule qui les escorte et les conspue, plusieurs gendarmes doivent mettre pied à terre et que leurs chevaux épouvantés prennent la fuite en direction du village de l'Hôtellerie. Les magistrats regagnent en hâte leur voiture et reprennent la route de Dinan. « Cette manifestation improvisée se termine devant le calvaire de la place où les hommes, chapeau bas, et les femmes, prosternées, entonnent en chœur le Parce Domine. (…) Plus de trente procès-verbaux ont été dressés ». Une douzaine de manifestants furent condamnés à des peines de prison dont Jean du Breil de Pontbriand et Méheut, qui  furent condamnés à dix jours de prison par le tribunal correctionnel de Dinan.
Le maire, Achille du Breil de Pontbriand, fut suspendu pendant un mois par le préfet des Côtes-du-Nord (puis finalement révoqué) pour avoir favorisé le 8 juin 1903 la manifestation tumultueuse dans sa commune contre les magistrats chargés de procéder à  l'application de la loi du 1er juillet 1901 (loi sur les associations). Il redevint maire l'année suivante.
L'école tenue par les Filles de Sainte-Marie de Broons est fermée par une décision ministérielle du 7 août 1903, dont la légalité est confirmée par la Cour de cassation en 1909.
En novembre 1906, l'inventaire des biens d'église, effectué sous la protection de la troupe et de la gendarmerie, se passe en revanche sans incidents à Corseul.

Corseul au début du XXe siècle
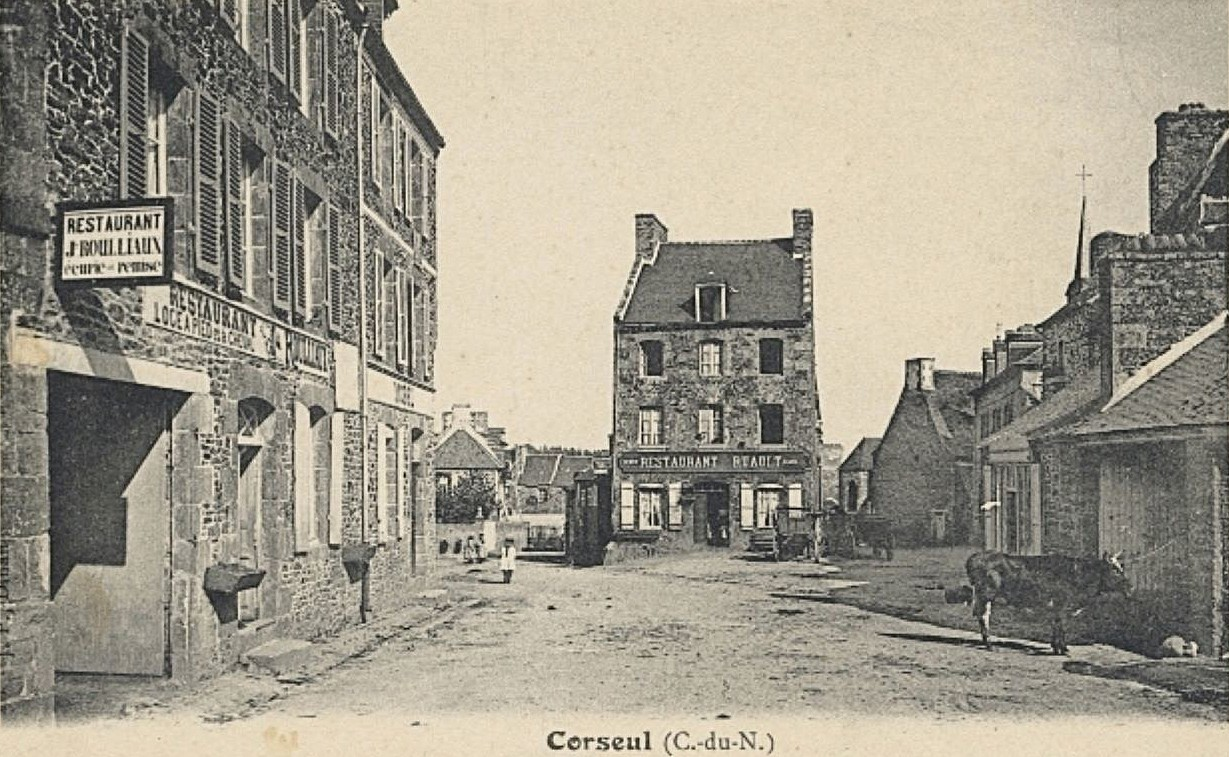
La place centrale vers 1910 (carte postale).
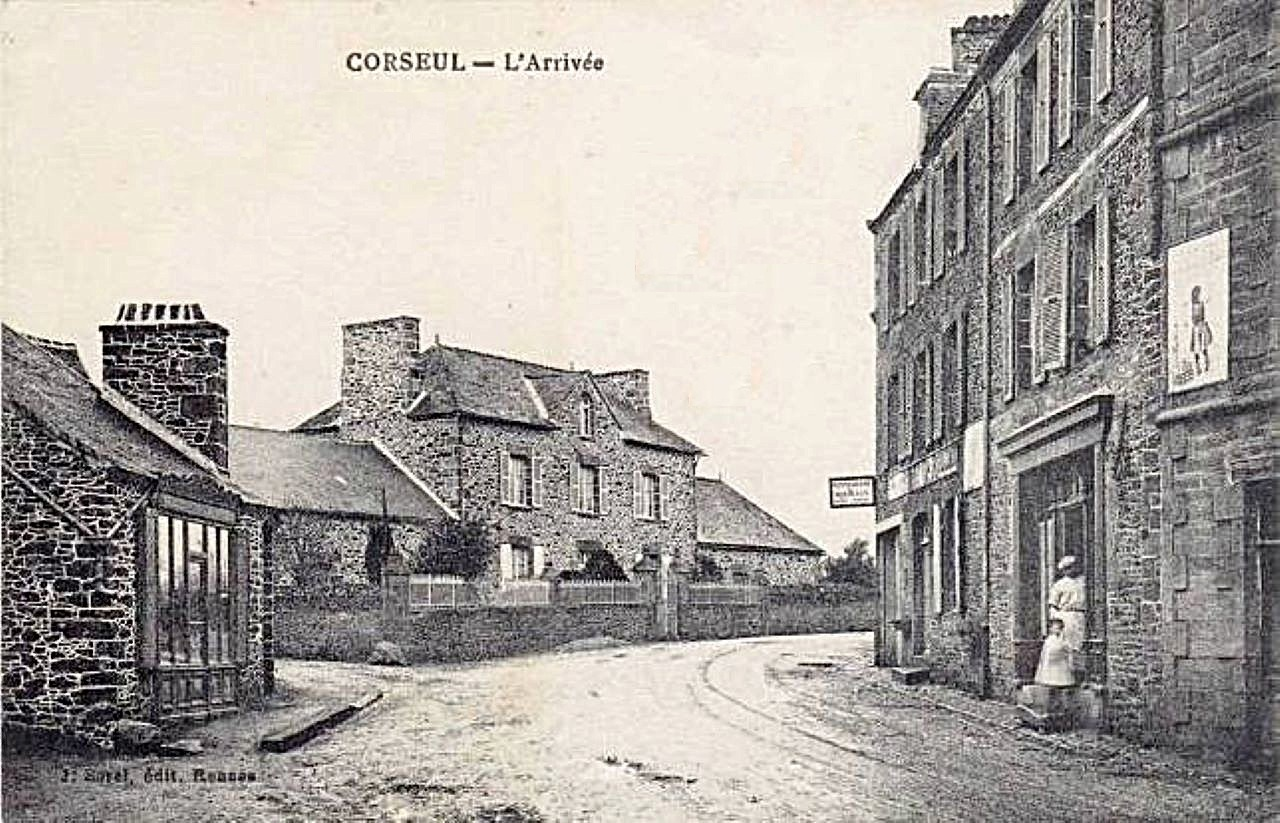
La route de Dinan au début du XXe siècle (carte postale).
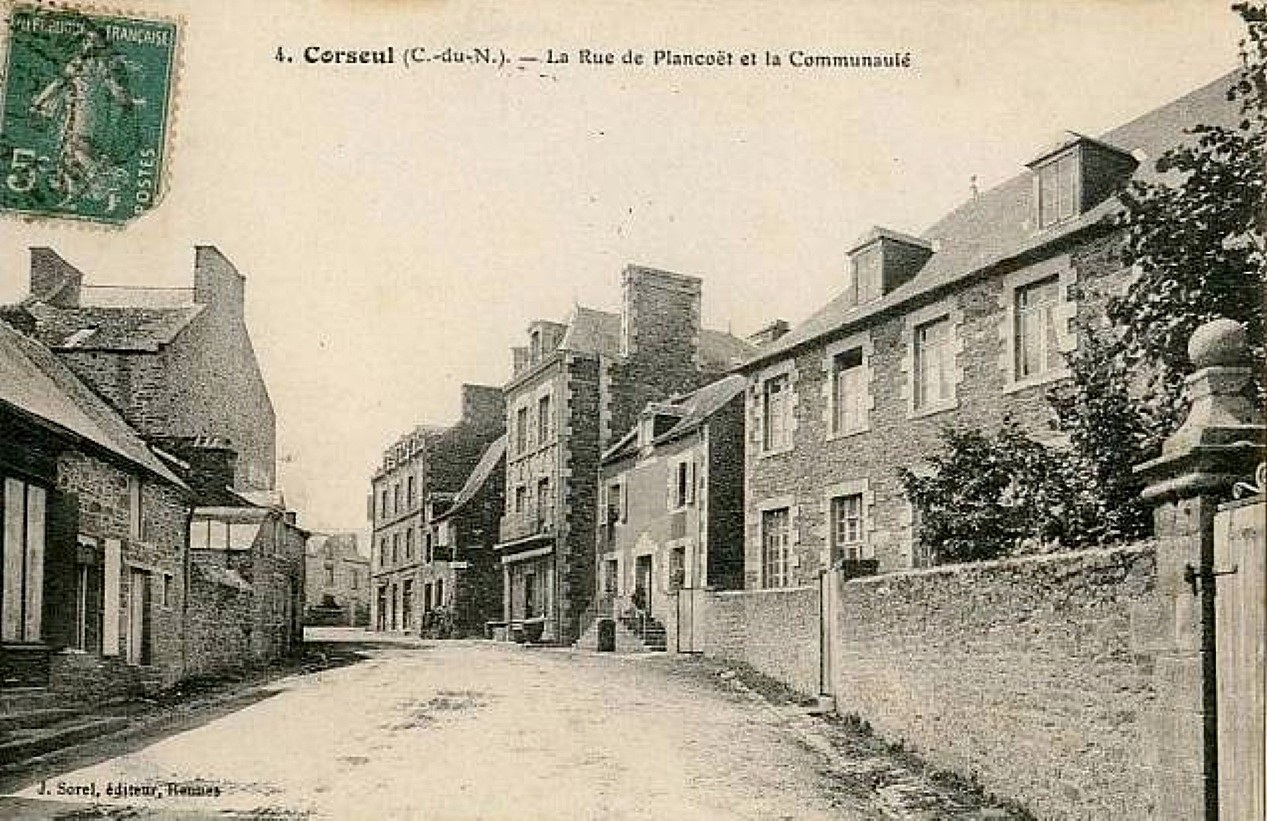
La Rue de Plancoët au début du XXe siècle (carte postale).
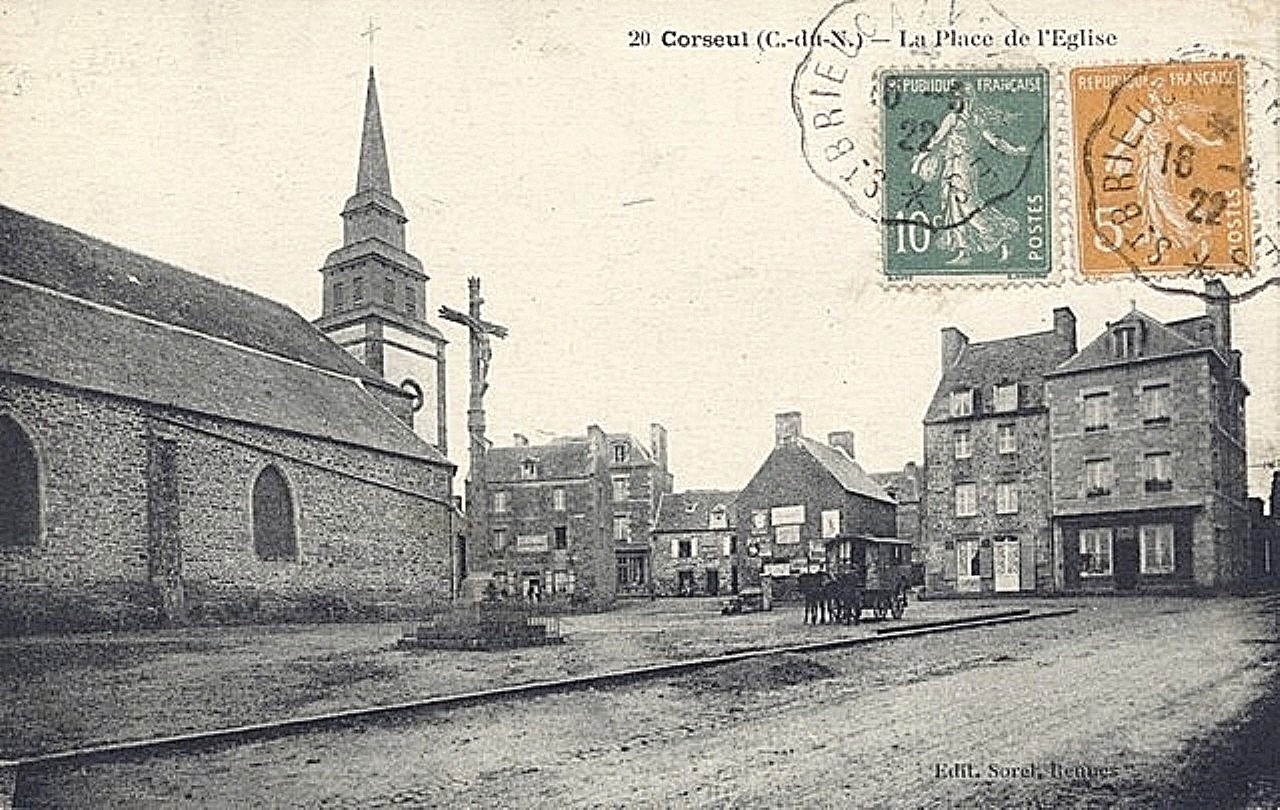
La Place de l'église au début du XXe siècle (carte postale).
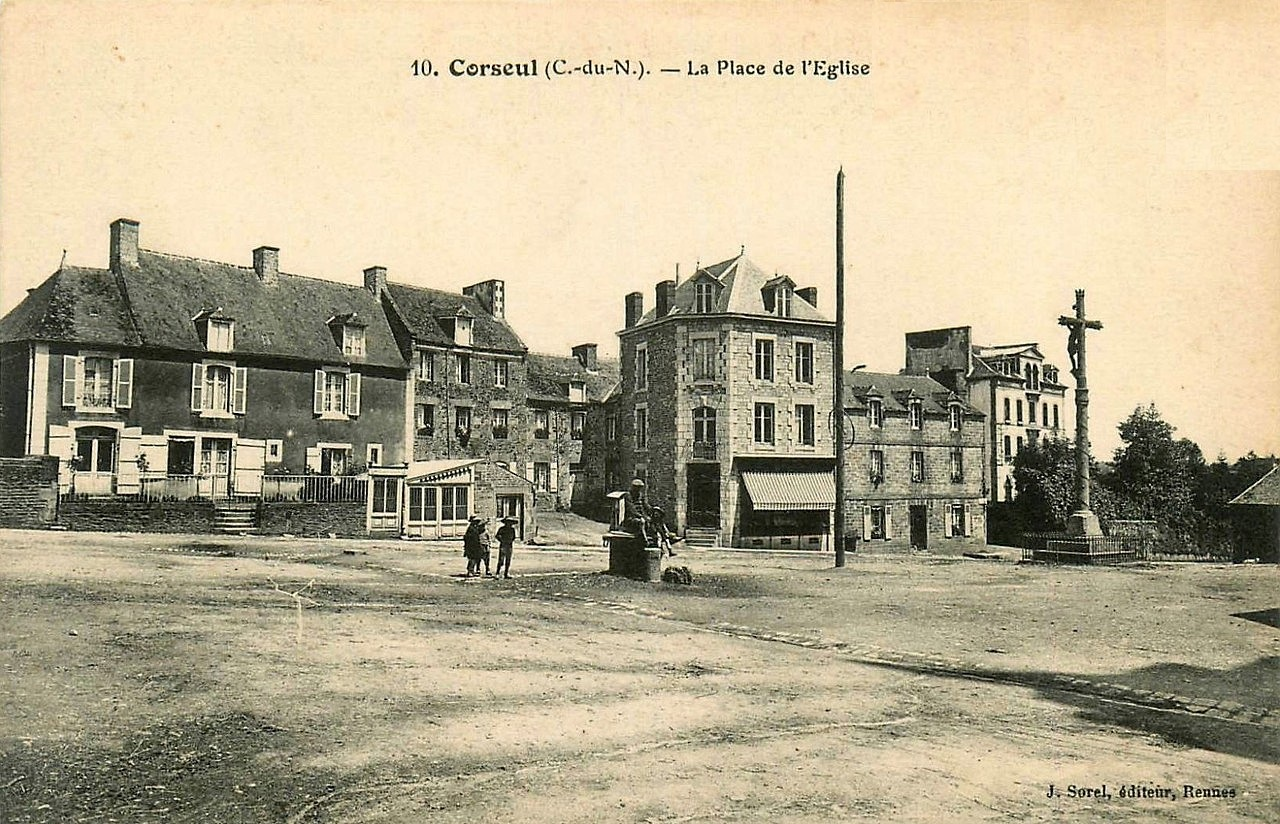
La Place de l'église au début du XXe siècle (carte postale).
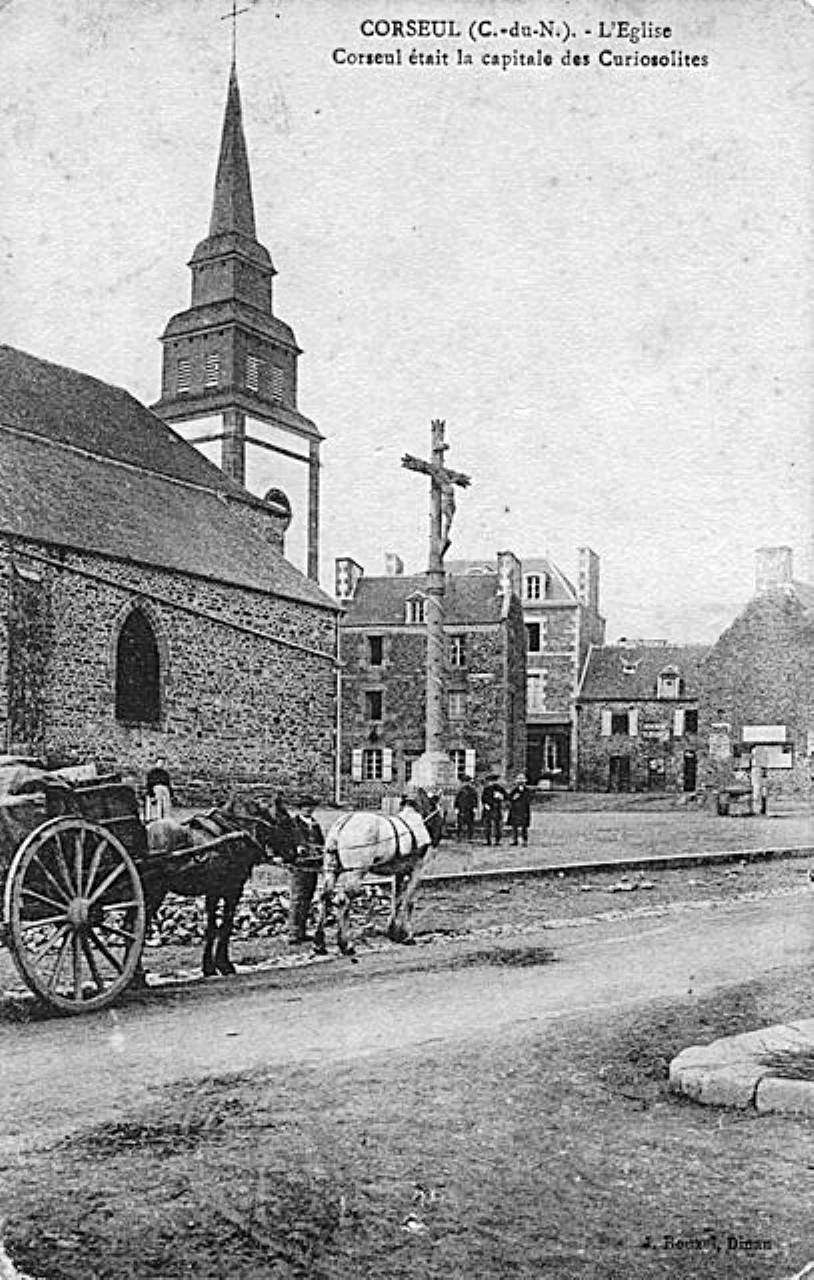
Place de l'église au début du XXe siècle (carte postale).
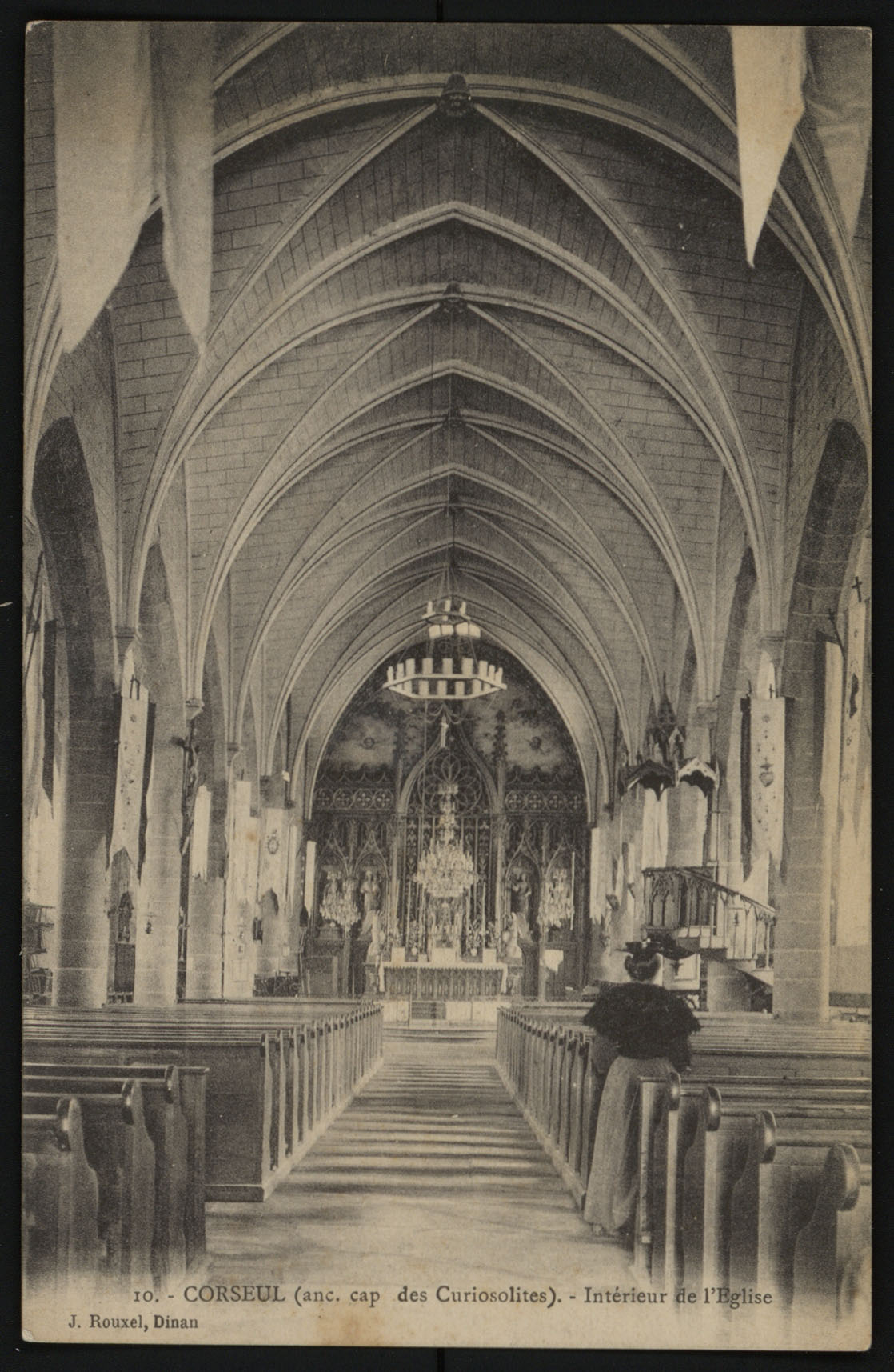
Intérieur de l'église paroissiale Saint-Pierre (carte postale).

En 1909, un journal écrit que les filles à marier de Corseul croient qu'en se laissant glisser assises à nu sur la pente d'un dolmen incliné posé au ras du sol, elles trouveront preneur dans l'année. Aussi, la pierre a-t-elle été polie par des générations de postérieurs.

#### La Première Guerre mondiale
Le monument aux morts de Corseul porte les noms de 130 soldats morts pour la Patrie pendant la Première Guerre mondiale. Parmi eux, huit sont morts en Belgique (dont Augustin Resnier, Isidore Marot, Frédéric Allory et Guillaume Josselin dès le 22 août 1914, Félix Ménard le 24 octobre, Guillaume Lefeuvre le 10 novembre et Pierre Depagne ainsi que Lucien Légier en 1918). Trois sont morts en mer (Victor Hautière, René Josse et Hippolyte Onen). Louis Chenu et Arsène Trohiard sont quant à eux morts en Turquie en 1915 lors de la bataille de Sedd-Ul-Bahr. Julien Brouard est mort de ses blessures alors qu'il était en captivité en Allemagne. François Bouvier est mort de maladie le 19 octobre 1918 dans l'actuelle Macédoine du Nord. Tous les autres soldats coriosolites sont morts sur le sol français tels que Charles Brénugat, médecin major, fait chevalier de la Légion d'honneur et décoré  de la croix de guerre, Adolphe Boixière, Célestin Fénice et Louis Hervé, décorés tous les trois à la fois de la médaille militaire et de la croix de guerre et René Fierdehaiche de la médaille militaire.

#### L'Entre-deux-guerres
Le monument aux morts de Corseul a la forme d'un pilier commémoratif placé sur un piédestal dû au sculpteur Arthur Guéniot, qui porte à son avant un groupe statuaire représentant un Poilu mourant surmonté par une Victoire ailée. Le monument est également décoré de palmes, d'une croix latine et d'une croix de guerre.
Il porte l'inscription : « 1914-1918 AUX ENFANTS DE CORSEUL MORTS POUR LA PATRIE. Ceux qui pieusement sont morts pour la Patrie ont droit qu'à leur tombeau la foule vienne et prie ». Il est inauguré le 2 octobre 1921, mais est déplacé en 2001 sur le parvis de la mairie lors de l'aménagement de la Place de l'Église.

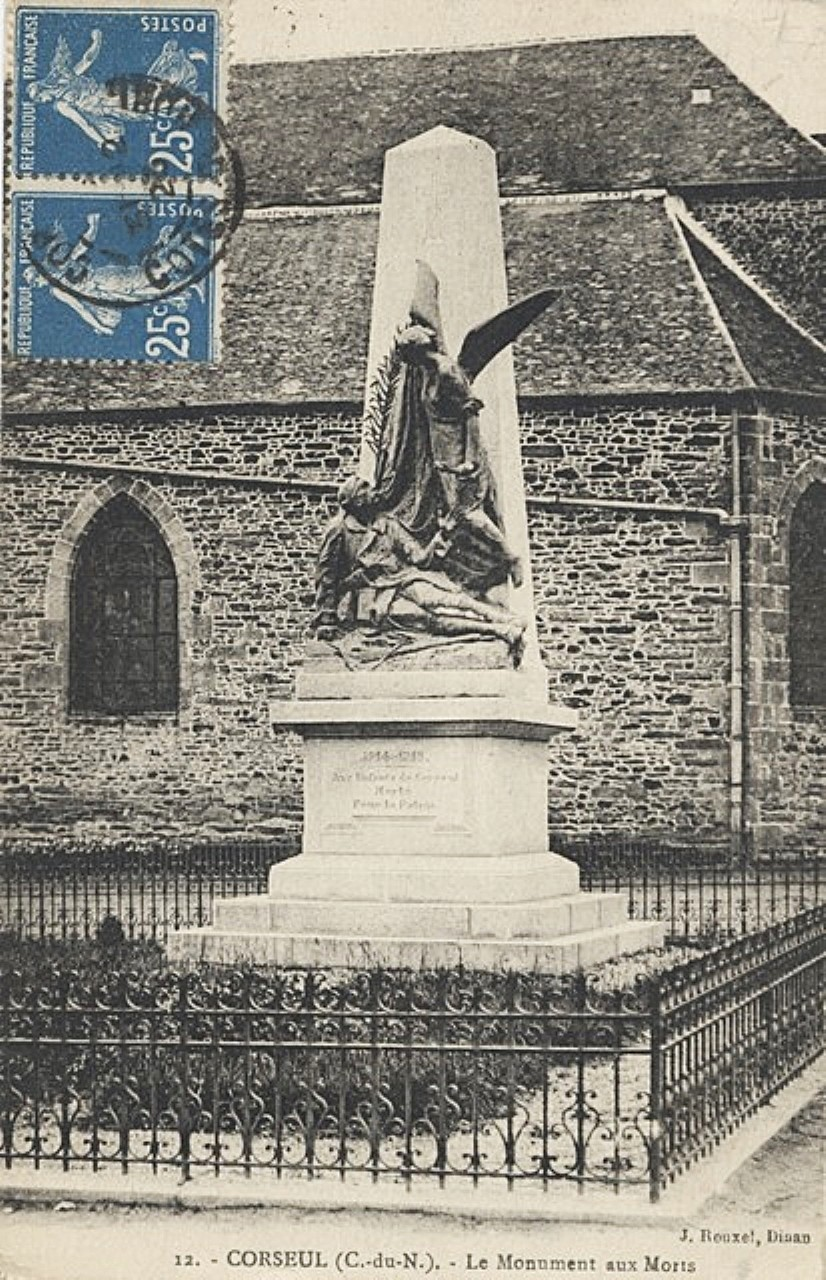
Le monument aux morts de Corseul vers 1925 (carte postale).

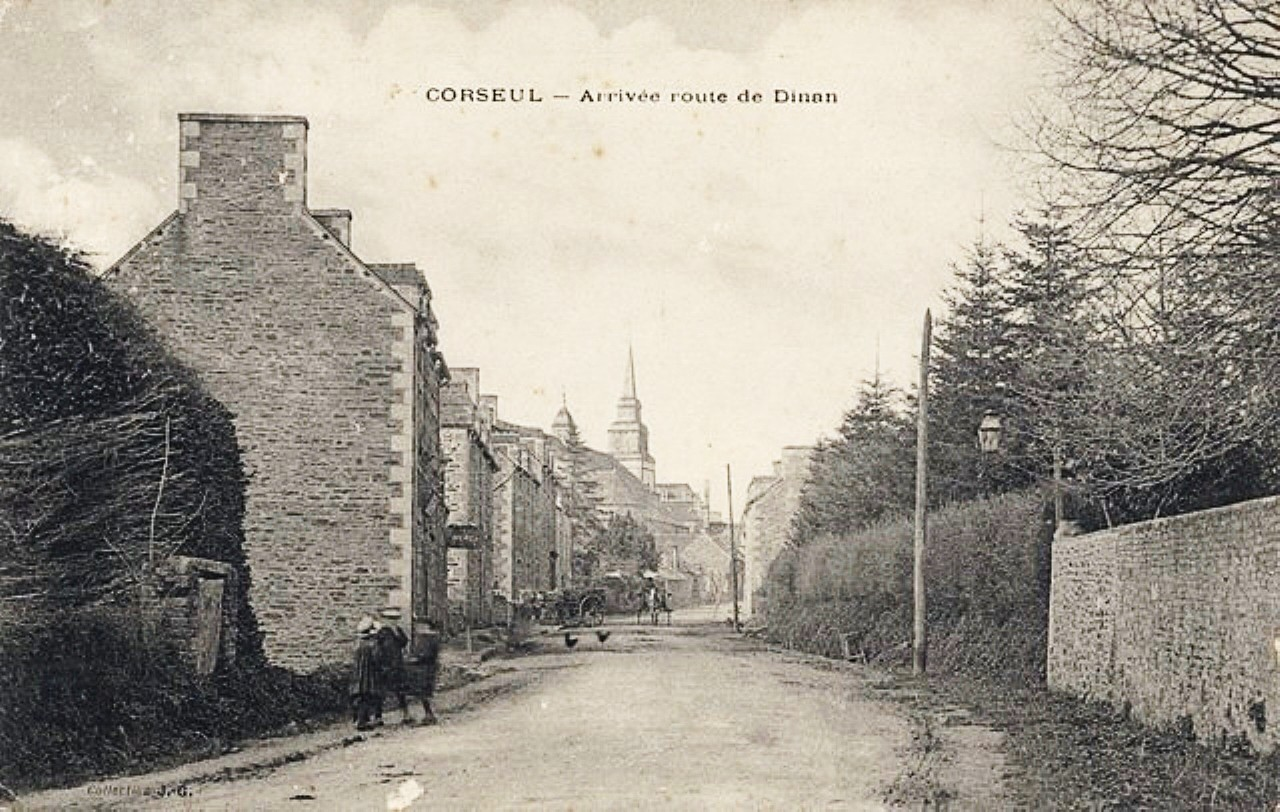
L'arrivée à Corseul par la route de Dinan vers 1930 (carte postale).
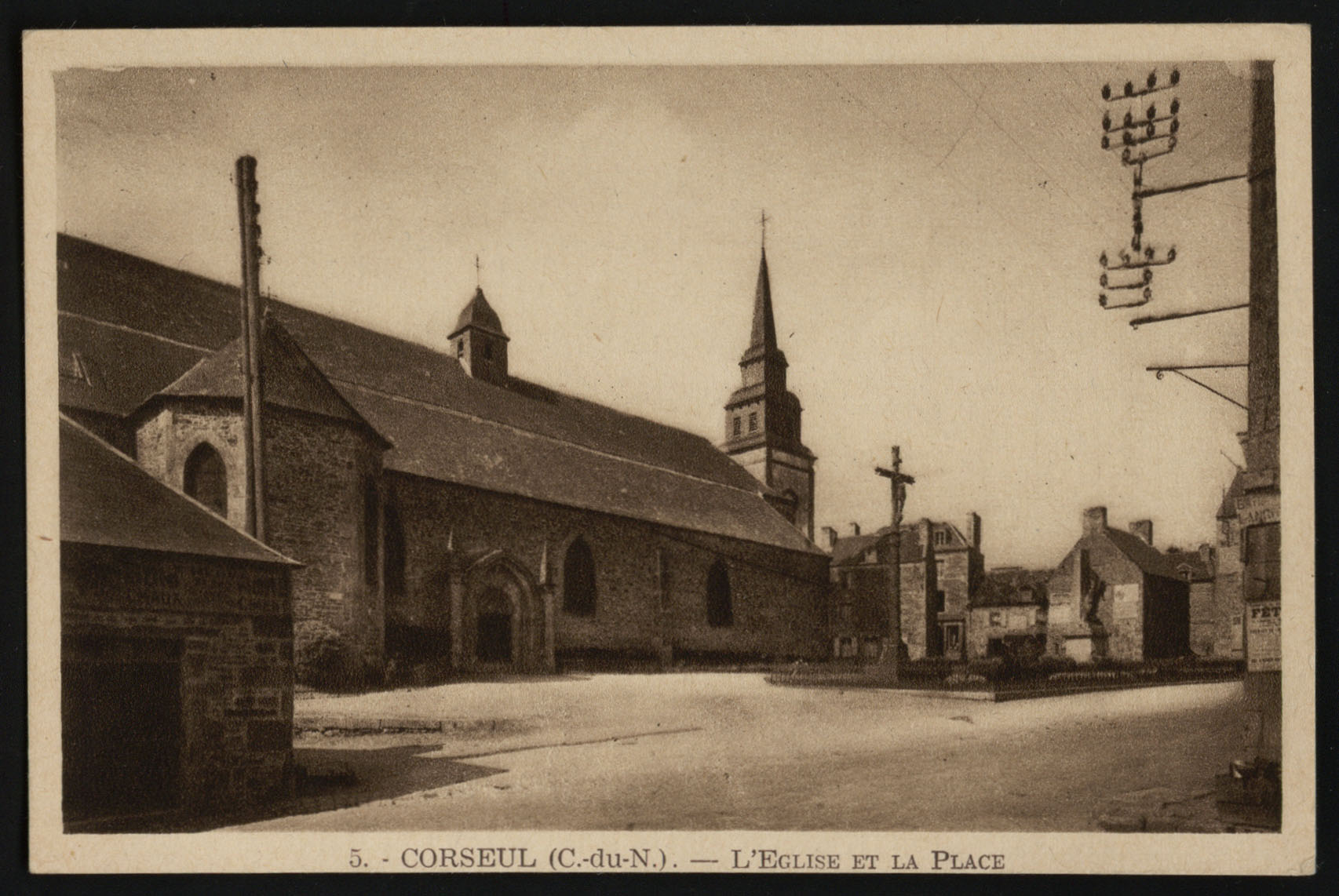
L'église paroissiale de Corseul vers 1930 : vue extérieure (carte postale).
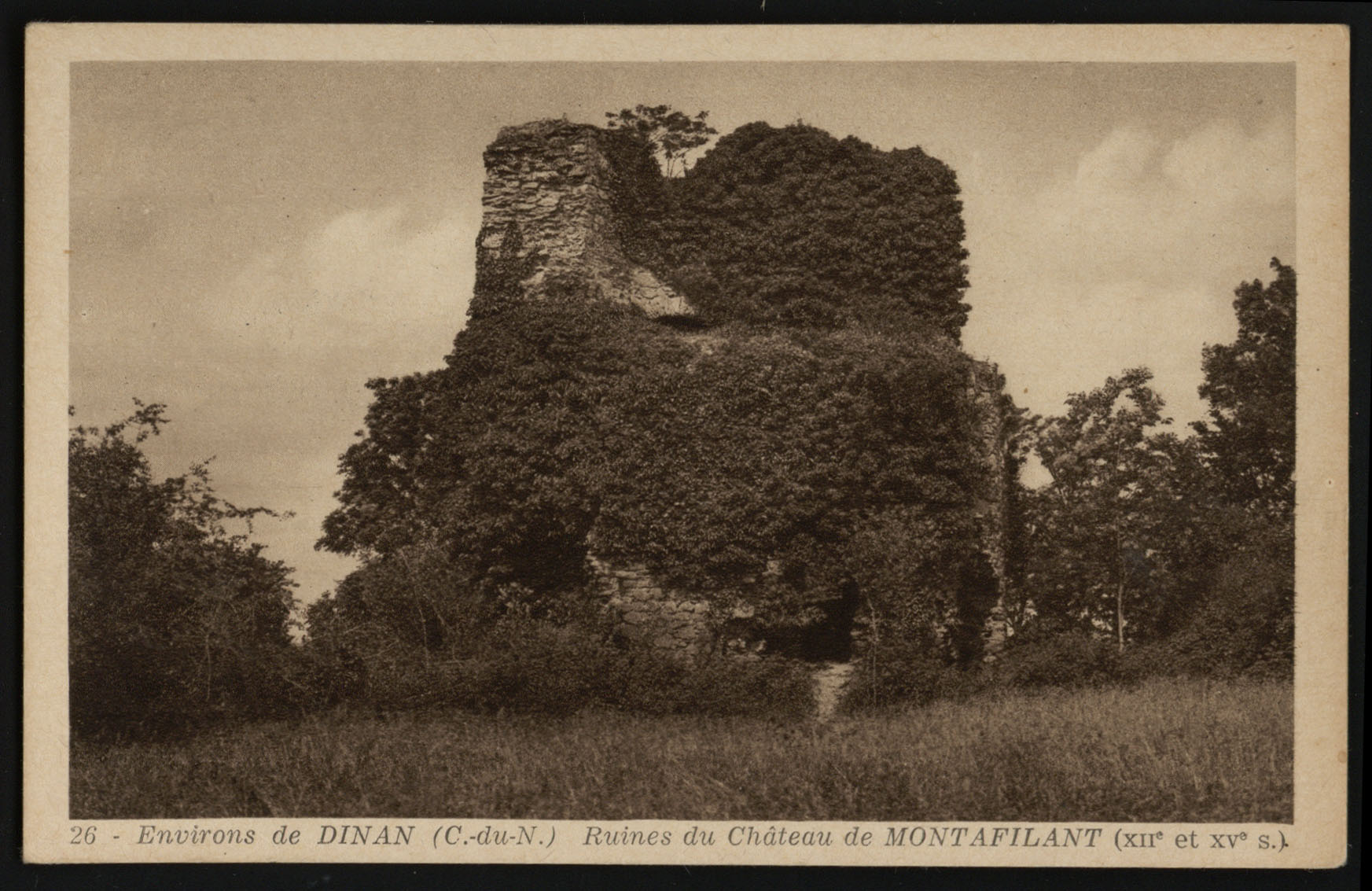
Les ruines du château de Montafilant vers 1930 (carte postale).

En 1924, un cultivateur trouva dans une lande inculte à Guipel près de Corseul, 300 pièces à l'effigie de Constantin.
En septembre 1929, une tornade détruit le pont de Cambeuf entre Bourseul et Corseul, tandis que  le ruisseau de Montafilant, transformé en torrent, a détruit tous les ouvrages d'art situés sur son cours.

#### La Seconde Guerre mondiale
Le monument aux morts de Corseul porte les noms de 17 personnes mortes pour la France durant la Seconde Guerre mondiale, parmi lesquelles plusieurs résistants : Hippolyte Macé, déporté au camp de concentration de Mauthausen et mort le 23 mars 1945 au kommando de Gusen (Autriche), Anaïs Robert, morte en déportation le 23 février 1945 au camp de Ravensbrück (Allemagne) et Marie Allory, morte aussi au camp de Ravensbrück le 15 mars 1945. Pierre Lhermitte, marin, fut mortellement blessé lors de l'explosion du Pluton dans le port de Casablanca au Maroc le 13 septembre 1939. Henri Briot, René Fierdehaiche, Jean Jeuneux sont des soldats morts au printemps 1940 lors de la Bataille de France. Jean Bude et Marie Ange Esnault sont morts en mer au printemps 1940. Arsène Rolland est mort alors qu'il était en captivité en Allemagne. Joël Lelandais, membre du groupe de résistance Front national de Corseul (qui dépendait du 6e bataillon FFI des Côtes-du-Nord), a été tué accidentellement par un autre résistant le 3 août 1944 à Corseul.

#### L'après Seconde Guerre mondiale
Deux soldats originaires de Corseul sont morts pour la France durant la guerre d'Algérie.

#### Les fouilles de la ville antique
Depuis 1984, la circonscription des antiquités de Bretagne a effectué des fouilles en plusieurs endroits du site antique de Corseul. Elles ont permis de mettre au jour des niveaux d'occupation précoces, souvent bien conservés, s'étageant des années 50/20 av. J.-C. au début du règne de Néron. Si, durant cette période, les aires étudiées s'individualisent bien chacune de par l'architecture de leurs édifices, et de par leur évolution (transformations locales au sein du même espace urbain), on a pu aussi constater que des mutations identiques et plus ou moins contemporaines tendaient à les unir. Ainsi, la maçonnerie apparaît au même moment dans deux quartiers séparés de plus de 200 mètres. De même, l'introduction ou la disparition de productions en céramiques est constatée dans des couches sensiblement contemporaines mais appartenant à des secteurs différents de la ville. Des données se complètent d'un quartier à un autre, permettant ainsi de restituer l'extension progressive de la surface urbaine.

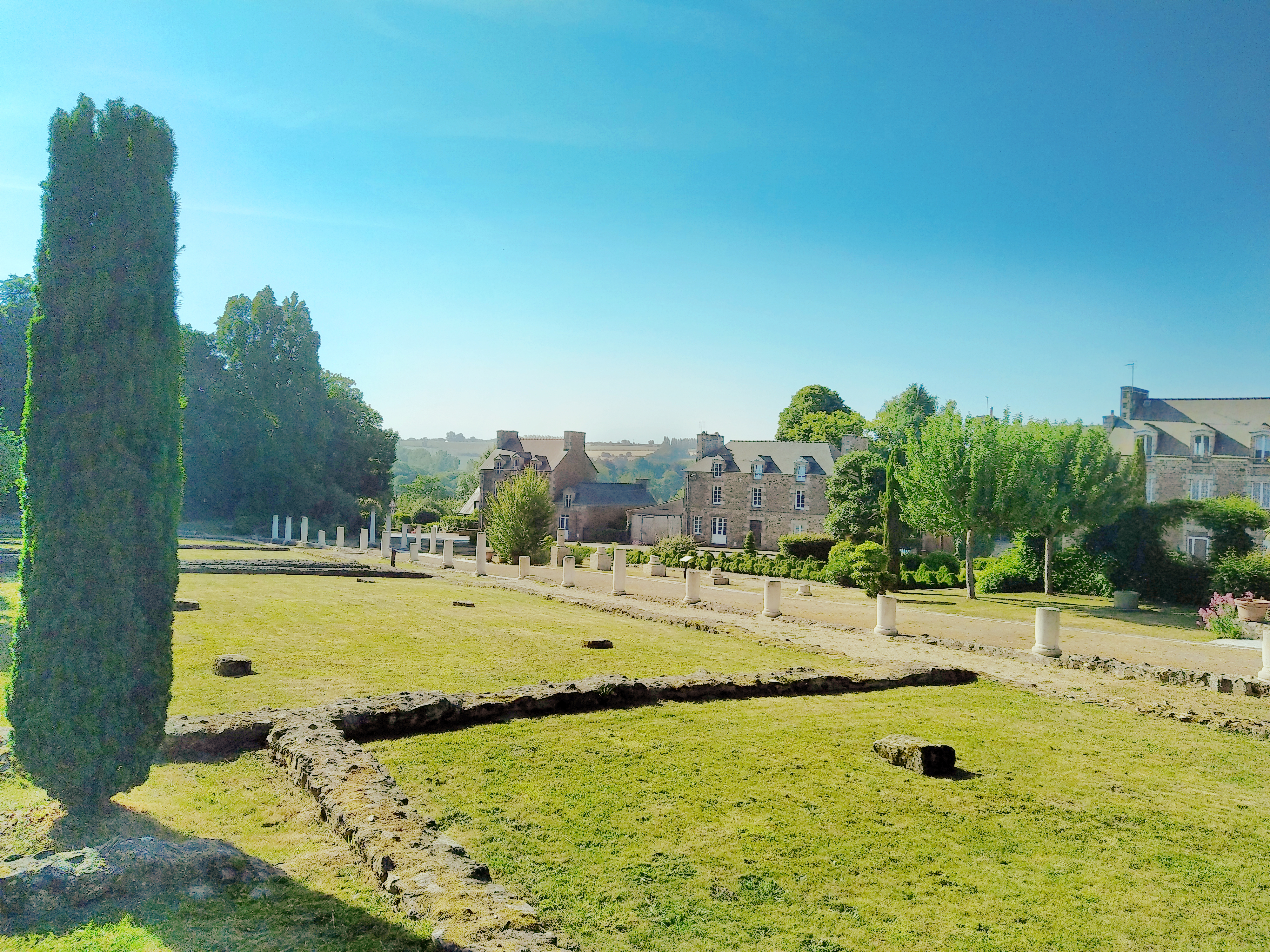
Le quartier commercial gallo-romain de Monterfil, ou jardin des Antiques.

La création de la trame viaire est à peu près datée et on suit sa lente mise en place. Les données acquises, complétées par celles recueillies antérieurement au Clos Mulon, au Clos Julio et au Pont-Brûlé, permettent ainsi de proposer, au sujet des origines de la ville antique et de ses premières phases d'expansion, un schéma d'évolution beaucoup plus satisfaisant que celui avancé jusqu'alors.
En 2005, des fouilles archéologiques ont permis de mettre au jour la villa antique des Alleux à Taden, située à proximité de l'ancien vicus routier et portuaire de Taden. Cette agglomération était, durant la domination romaine, l'un des ports du chef-lieu de la cité des Coriosolites, Fanum Martis, devenue Corseul.
La commune de Corseul, réservoir d'antiquités romaines, est très reconnue, fouillée et étudiée pour son passé gallo-romain. Cependant, son patrimoine plus récent l'est moins. Davantage que l'ancien chef-lieu des Coriosolites, Corseul est un territoire de croix, de chapelles, de manoirs, de fermes anciennes et plus récentes. Cette commune rurale est un important témoin de l'évolution de son territoire et ses paysages.

## Politique et administration
Corseul élit sa première municipalité au début de l’année 1790. Elle devient chef-lieu de canton de 1790 jusqu'à l'an X. Le territoire de la commune de Corseul est diminué à plusieurs reprises :
- par l’ordonnance du 21 décembre 1827, il cède à Bourseul une fraction, près du village de la Ville-Ory ;
- par la loi du 19 mars 1841, il cède alors à Plancoët une vingtaine de villages (Nazareth, les Evinais, les Traits, les Ville-Martin, Grafas, la Louverie, la Bardelais, Canlac, La Guérivais, la Ville-Mené, le Vauradeuc, la Ville-Morin, la Caunelaye, la Revaudais, la Grande Pouplinaye, la Glachais, la Flouriais, les Bois-Rolland, le Tertre, et la Louvelais) ;
- par la loi du 21 juin 1901, enfin, il cède à Saint-Michel-de-Plélan : les villages de la Mare, l'Hôtel-Rieux, le Bézier, la Ville-Buzard, les Ruettes et le Biez, de Peignehel, la Hautière et le Bois-Morin.

Des discussions animées eurent lieu au Sénat lors du débat sur ce projet de loi entre le rapporteur Athanase Bassinet, favorable au projet, et le marquis de Carné, qui émet des réserves.

### Liste des maires
| Période                                  | Période                   | Identité                                     | Étiquette | Qualité |
| ---------------------------------------- | ------------------------- | -------------------------------------------- | --------- | --- |
| 1793                                     |                           | Étienne Goupil                               |           | Officier public. Notaire. |
| 1795                                     |                           | Pierre Le Métayer                            |           | Notaire. |
| 1797                                     |                           | Gabriel Gervais                              |           | Officier public. |
| 1798                                     |                           | Laurent Chas                                 |           | Officier public. |
| 1799                                     |                           | Jacques Huet                                 |           | Officier public. Notaire. |
| 1799                                     | 1808                      | Laurent Guillemot                            |           | Chirurgien. Officier du service de santé                                                                                      |
| 1808                                     | 1815                      | Pierre-François Allain                       |           | Marchand. |
| 1815                                     | 1830                      | Augustin Marie-Joseph du Breil de Pontbriand |           | Comte de Pontbriand et de la Caunelaye. Chevalier de l'Ordre militaire et royal de Saint-Louis.                               |
| 1831                                     | 1836                      | Jean-Baptiste Berest                         |           | Notaire. |
| 1836                                     |                           | Éloi Salmon                                  |           | Marchand. |
| avant 1859                               | 1864                      | Julien Allory                                |           | Couvreur. |
| 1864                                     | 1872                      | Eugène Mallard                               |           | Notaire. |
| 1872                                     | 1903                      | Achille du Breil de Pontbriand               |           | Vicomte. Propriétaire. Fils de Marie-Joseph du Breil de Pontbriand, maire entre 1815 et 1830. Suspendu, puis révoqué en 1903. |
| 1903                                     | 1904                      | Ernest Le Mire                               |           | Propriétaire. |
| 1904                                     | 1919                      | Achille du Breil de Pontbriand               |           | Déjà maire entre 1872 et 1903.                                                                                                |
| 1919                                     | après 1938                | Xavier du Breil de Pontbriand                |           | Vicomte. Fils d'Achille du Breil de Pontbriand, maire précédent.                                                              |
|                                          |                           |                                              |           | |
| ?                                        | 1950                      | Victor Rouxel                                |           | Négociant en bois Conseiller général de Plancoët (1936 → 1940, 1945 et 1949 → 1950) Décédé en fonction                        |
| 1950                                     | janvier 1970              | Ernest Villalon                              |           | Maire honoraire Démissionnaire pour raison de santé                                                                           |
| février 1970                             | mars 1983                 | Jules Coupé                                  |           | Cultivateur, maire honoraire                                                                                                  |
| mars 1983                                | juin 1995                 | Marcel Villalon Fils d'Ernest Villalon       | UDF-CDS   | Représentant, ancien adjoint Conseiller général de Plancoët (1982 → 1988)                                                     |
| juin 1995                                | En cours (au 31 mai 2020) | Alain Jan Réélu pour le mandat 2020-2026     | PS        | Retraité de l'enseignement 14e vice-président de Dinan Agglomération (2017 → )                                                |
| Les données manquantes sont à compléter. |                           |                                              |           | |

### Jumelages

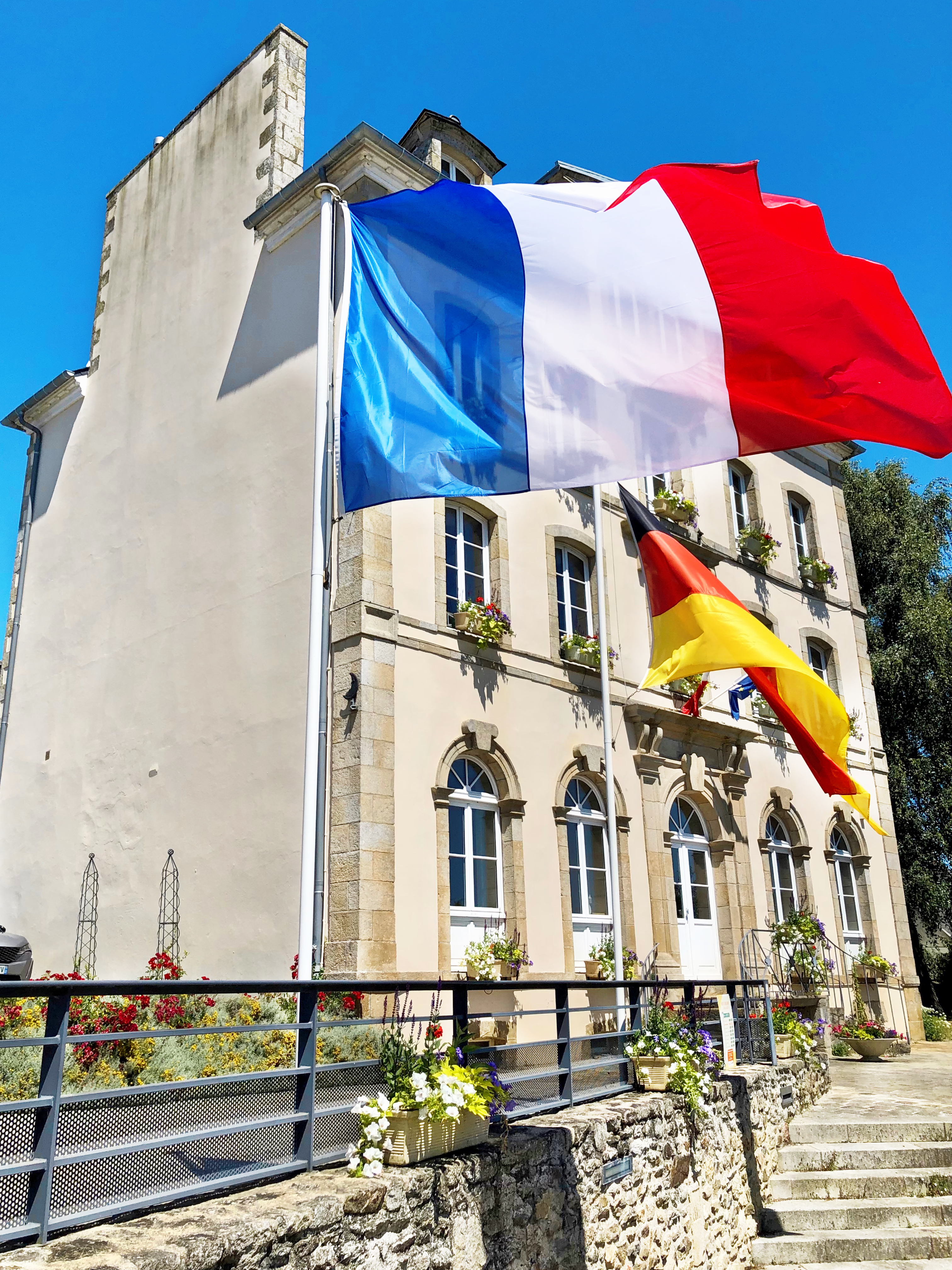
Les drapeaux français et allemand devant la mairie en hommage au jumelage avec Sonnenbühl.

Depuis octobre 1987, la commune est jumelée avec Sonnenbühl, distante d’un peu plus de mille kilomètres. Cette ville allemande du Jura souabe, est située dans l’arrondissement de Reutlingen, dans le district de Tübingen, à 40 kilomètres au sud de Stuttgart dans le land du Bade-Wurtemberg.
Ulrich Lukaszewitz, né le 8 juillet 1943 et mort le 8 novembre 2020, un artiste peintre et homme politique de Reutlingen et de sa région, président de la Société franco-allemande de Reutlingen pendant 22 ans, avec pour objectif de parvenir à la compréhension entre les nations, a été l’initiateur du jumelage Corseul-Sonnenbühl,. Passionné de motocross, il était ami avec Jules Coupé, ancien Maire de Corseul de 1970 à 1983. Celui-ci, ainsi que Gerd Bergweiler de Sonnenbühl, sont également à l’origine de ce jumelage. Jules Coupé avait été fait prisonnier pendant la Seconde guerre mondiale, ce qui a été la source de sa motivation, ne voulant plus connaître de conflit : « Plus jamais ça ! ».

## Population et société

### Démographie
L'évolution du nombre d'habitants est connue à travers les recensements de la population effectués dans la commune depuis 1793. Pour les communes de moins de 10 000 habitants, une enquête de recensement portant sur toute la population est réalisée tous les cinq ans, les populations de référence des années intermédiaires étant quant à elles estimées par interpolation ou extrapolation. Pour la commune, le premier recensement exhaustif entrant dans le cadre du nouveau dispositif a été réalisé en 2004.

En 2022, la commune comptait 2 270 habitants, en évolution de +4,27 % par rapport à 2016 (Côtes-d'Armor : +1,78 %, France hors Mayotte : +2,11 %).
| 1793  | 1800  | 1806  | 1821  | 1831  | 1836  | 1841  | 1846  | 1851  |
| ----- | ----- | ----- | ----- | ----- | ----- | ----- | ----- | ----- |
| 3 967 | 4 756 | 3 950 | 4 006 | 4 180 | 4 251 | 4 236 | 3 332 | 3 346 |

| 1856  | 1861  | 1866  | 1872  | 1876  | 1881  | 1886  | 1891  | 1896  |
| ----- | ----- | ----- | ----- | ----- | ----- | ----- | ----- | ----- |
| 3 234 | 3 174 | 3 266 | 3 225 | 3 247 | 3 295 | 3 294 | 3 259 | 3 165 |

| 1901  | 1906  | 1911  | 1921  | 1926  | 1931  | 1936  | 1946  | 1954  |
| ----- | ----- | ----- | ----- | ----- | ----- | ----- | ----- | ----- |
| 2 922 | 2 846 | 2 845 | 2 445 | 2 529 | 2 445 | 2 323 | 2 188 | 2 060 |

| 1962  | 1968  | 1975  | 1982  | 1990  | 1999  | 2004  | 2006  | 2009  |
| ----- | ----- | ----- | ----- | ----- | ----- | ----- | ----- | ----- |
| 2 020 | 1 925 | 1 955 | 2 022 | 1 987 | 1 977 | 1 891 | 1 900 | 2 012 |

| 2014  | 2019  | 2022  | - | - | - | - | - | - |
| ----- | ----- | ----- | - | - | - | - | - | - |
| 2 133 | 2 197 | 2 270 | - | - | - | - | - | - |

Les modifications territoriales survenues expliquent certaines évolutions démographiques, notamment la diminution subite de population entre 1841 et 1846.
En 1906, la commune compte 2 846 habitants, dont 573 cultivateurs, 185 domestiques de fermes et 6 meuniers en activité. Le bourg est habité par 322 personnes, les écarts les plus peuplés sont ceux de Tréguihé (83 habitants), Tréfort (78 habitants) et la Poissonnais (75 habitants). En 2013, la commune compte 2 109 personnes, parmi lesquels 1 722 actifs, dont 30 agriculteurs exploitants.

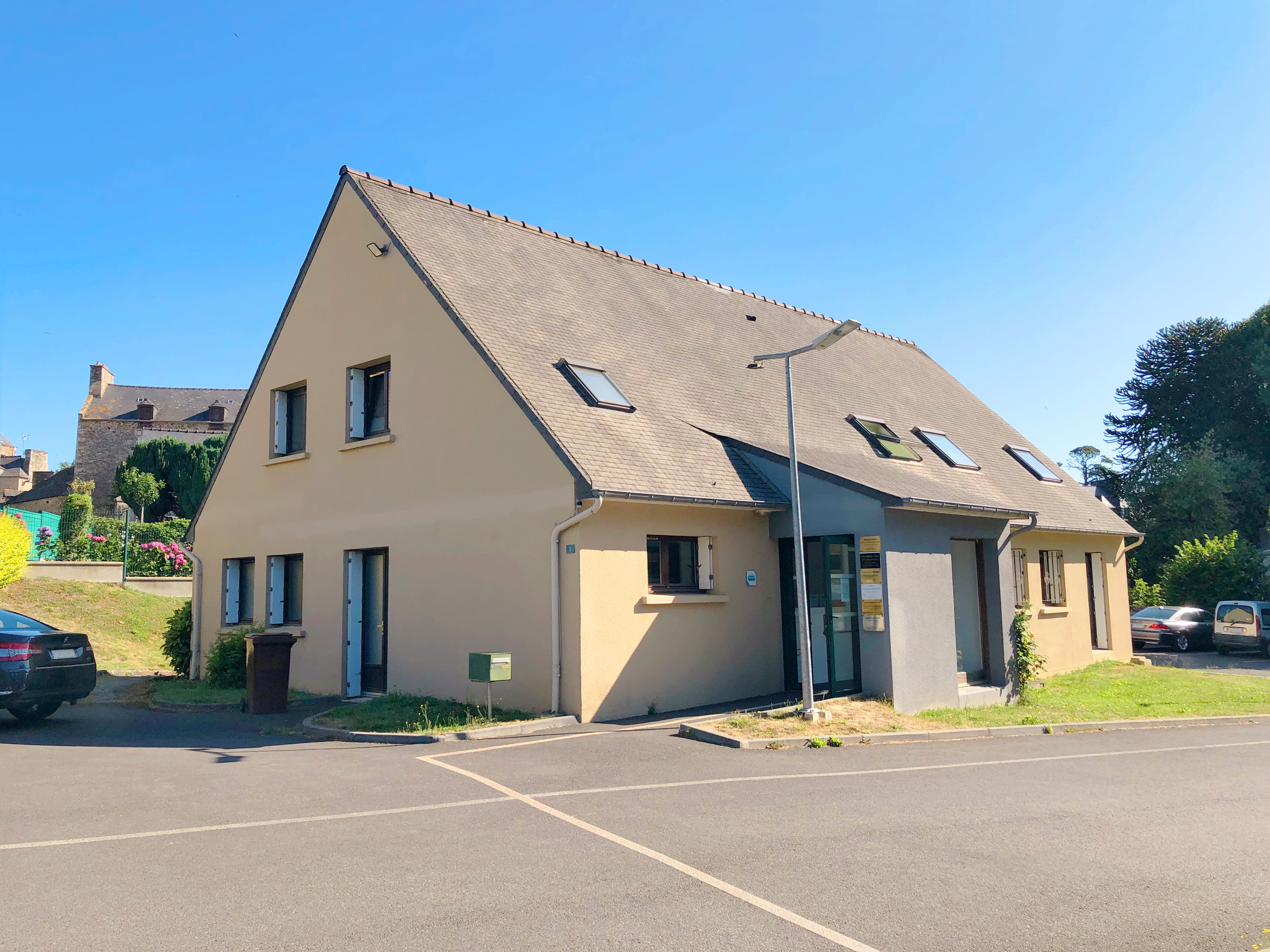
La maison médicale de Corseul.
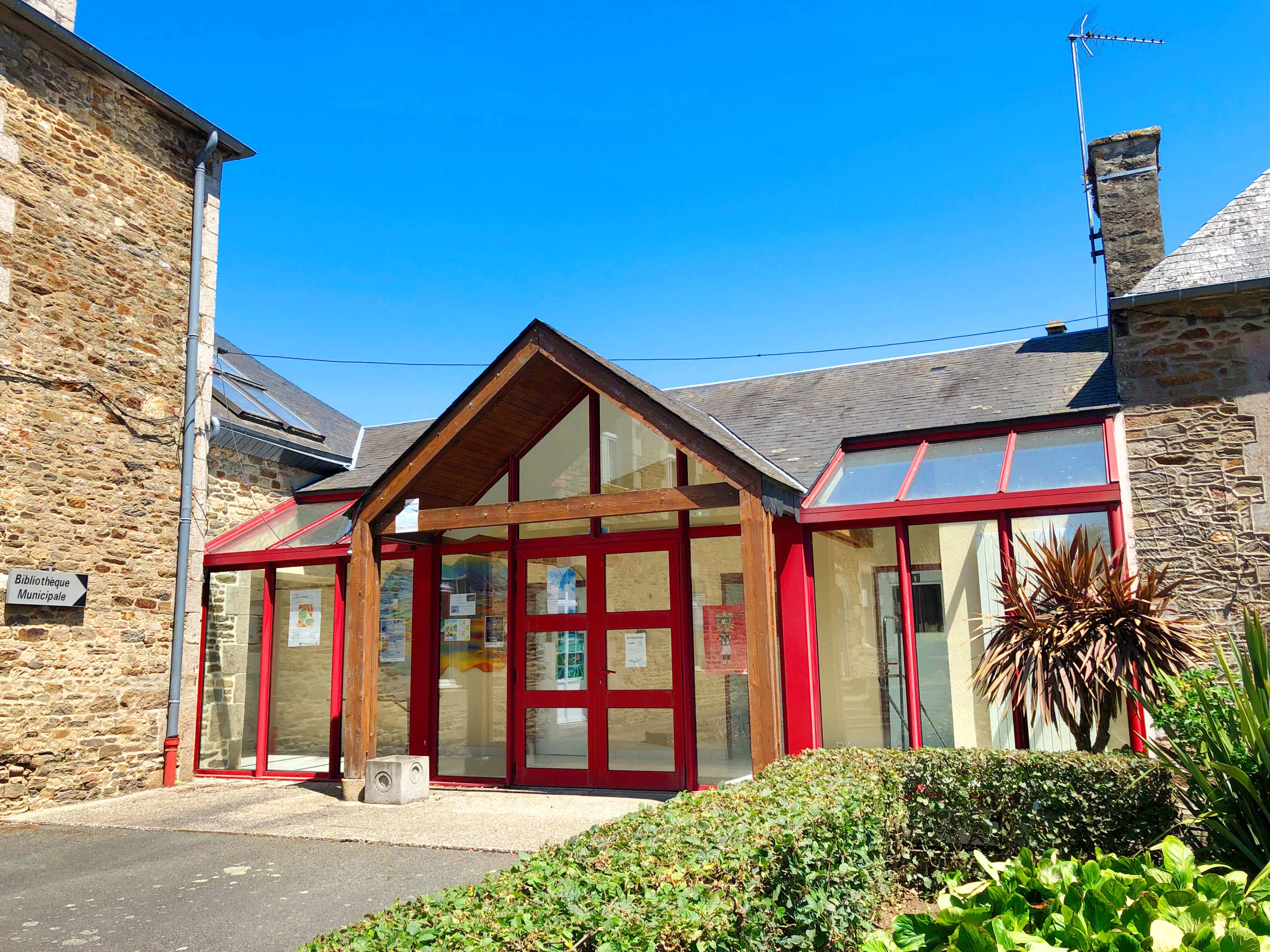
La bibliothèque municipale de Corseul.
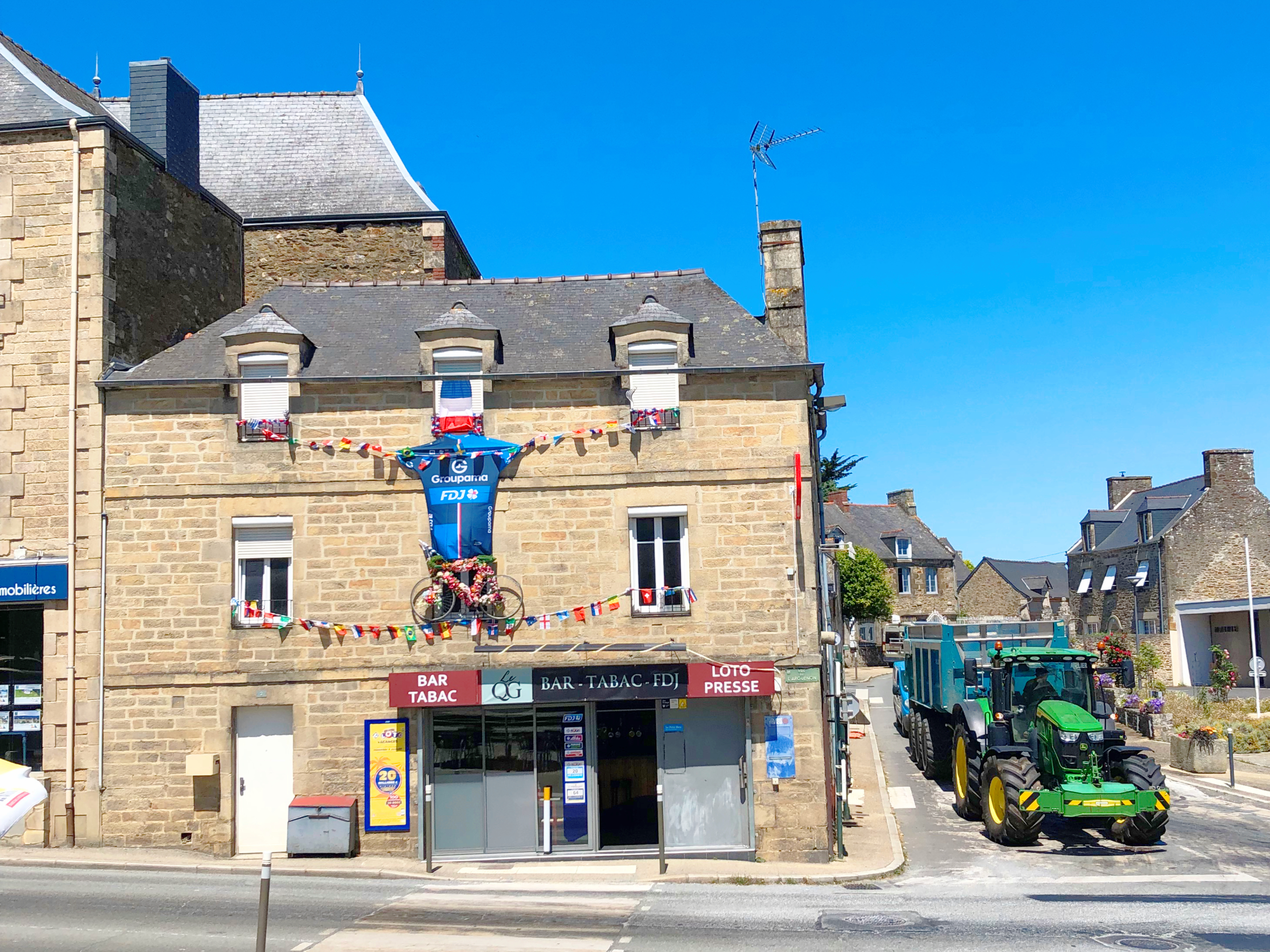
Le bar-tabac, rue de l’Arguenon, pavoisé pour le passage du Tour de France le 11 juillet 2025.

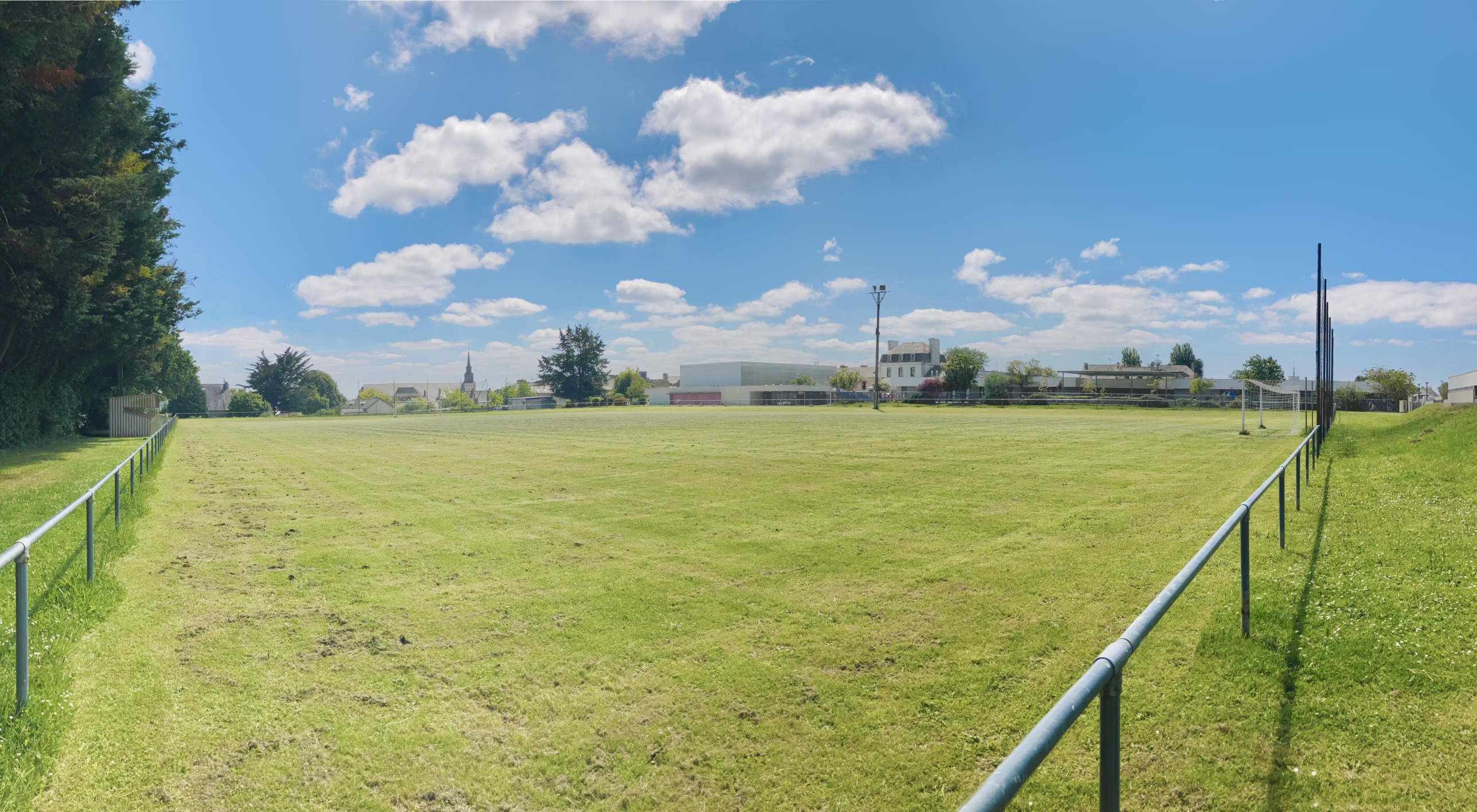
Le terrain de football de Corseul avec, en arrière-plan, l’église Saint-Pierre, la salle des sports, l’ArchéoMusée Coriosolis et l’école primaire publique.
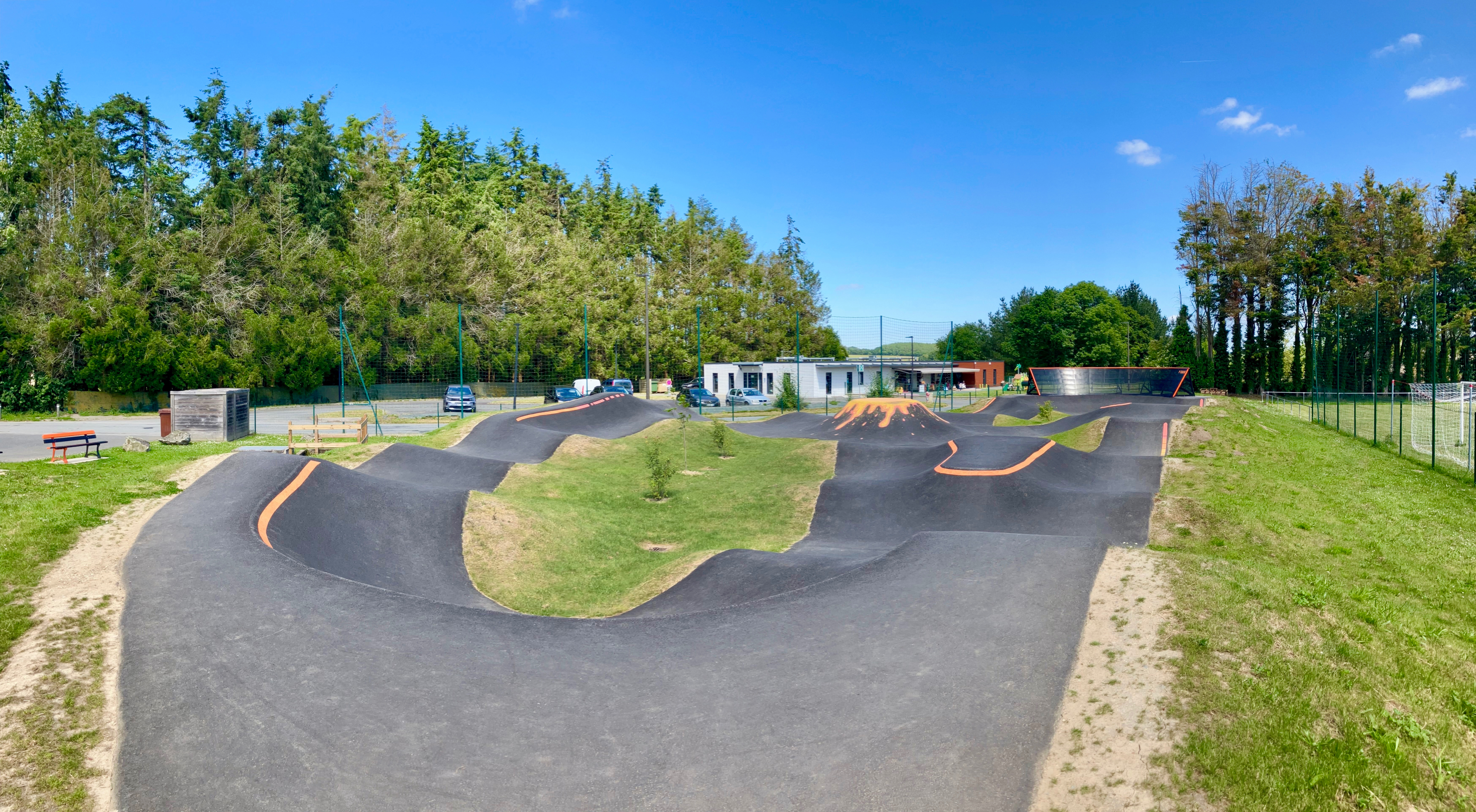
Le pumptrack de Corseul inauguré le 19 avril 2024, situé derrière le but nord du terrain de football.

### Circuit du val de Gravel

Bâche publicitaire annonçant l'épreuve de motocross MX organisée par l'AMC (Amicale Motocycliste Coriosolite) le dimanche 4 juin 2023.

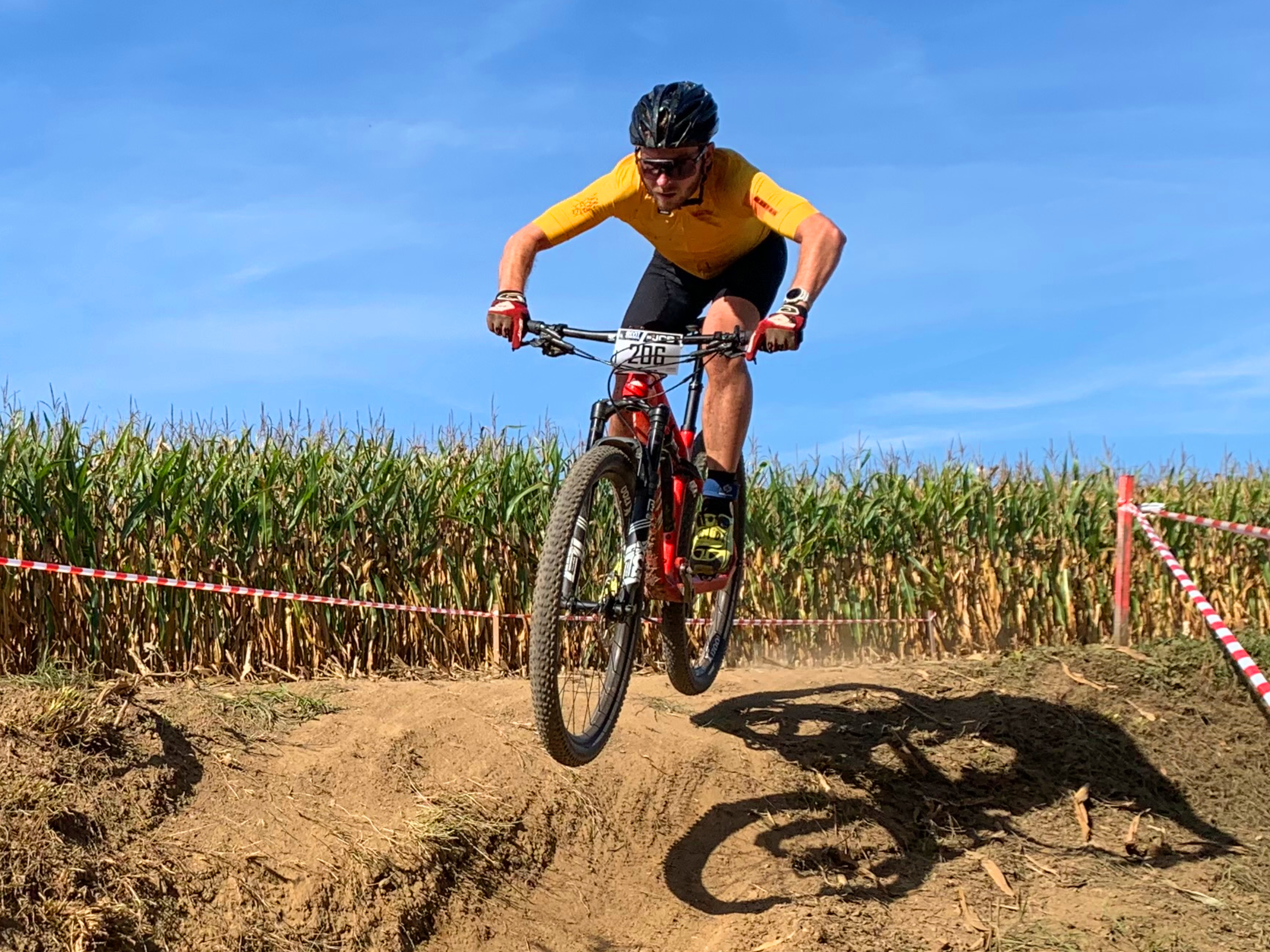
Les 6 Heures de VTT « La Romaine » le 01 10 2023.

Le piste de moto-cross du val de Gravel au sud du bourg de Corseul est un beau circuit à l'ancienne d’une longueur de 1,3 km. Il se développe le long d'un coteau naturel avec une succession de montées et de descentes importantes atteignant 35 %, et un retour par un bois derrière les spectateurs qui peuvent avoir une vue sur 95 % de la piste. Au-dessus de la ligne de départ, le coteau est aménagé en gradins qui peuvent recevoir des milliers de personnes. Le départ des courses est primordial pour espérer s'imposer car il y a peu d'obstacles techniques pour faire la différence.
Le circuit de l'amicale motocycliste coriosolite est un site emblématique pour les amateurs de moto-cross. Il a connu sa première compétition en 1958. De 1960 à 1990, le moto-cross était une institution au val de Gravel.
Trois épreuves du championnat du monde de moto-cross ont eu lieu à Corseul durant cette période. Les 20 et 21 mai 1972, le Grand Prix de France 500 cm3, avec la victoire de l'Est-Allemand Paul Friedrichs, s'est tenu au val de Gravel. Les 5 et 6 juin 1982, ce fut le tour du Grand Prix de France 250 cm3 avec ses 12 000 spectateurs et la victoire du Californien Danny Laporte au guidon de sa Yamaha d'usine no 92 (il remporta ce week-end là sa première victoire en Grand Prix et devint le premier Américain à être sacré champion du monde à la fin de la saison). Enfin, en 1988, la piste coriosolite accueillit le Grand Prix de France du championnat du monde de side-car-cross.
À la fin des années 1970, le club organisait également le Grand Prix du Million. Lors de ces courses, 7 000 à 8 000 spectateurs étaient rassemblés autour de la piste. Puis de 1990 à 2000, l’Amicale motocycliste Coriosolite a organisé des Supercross. À l'orée du XXIe siècle, l’enduro a pris le relais avant que le motocross ne fasse son retour en 2006. Hélas, les compétitions sont de plus en plus chères à organiser et les sponsors se font de plus en plus rares et moins généreux. Néanmoins, la piste coriosolite accueille chaque année une manche du Championnat de Bretagne 125 cm3 et des championnats de Bretagne MX1 et MX2 ainsi que le trophée CMB et le trophée Hyper U.
Depuis 2014, le circuit du val de Gravel s'est diversifié avec l'organisation sur son site, ainsi que sur les chemins escarpés alentour, de la première compétition d'endurance de VTT, les 6 Heures VTT La Romaine. Le vendredi 3 octobre 2014, cette édition inaugurale a accueilli 63 équipes engagées (29 duos et 34 trios) qui ont couru devant une gloire du cyclisme français et breton, présente parmi les spectateurs : Bernard Hinault venu amicalement en voisin.

Le circuit de moto-cross du val de Gravel géré par l'Amicale Motocycliste Coriosolite
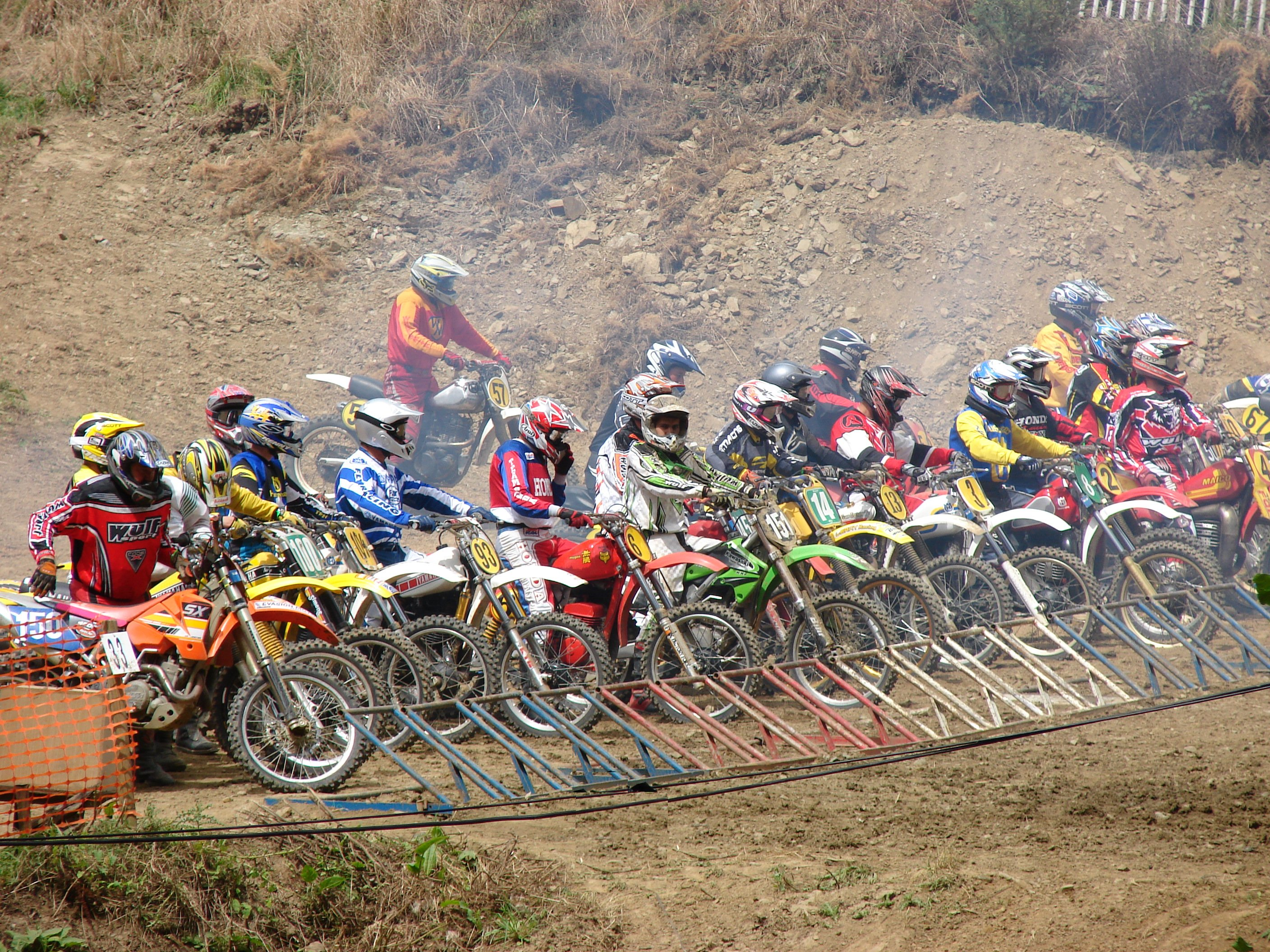
Le départ de la première manche de motocross anciennes le 15 août 2007.
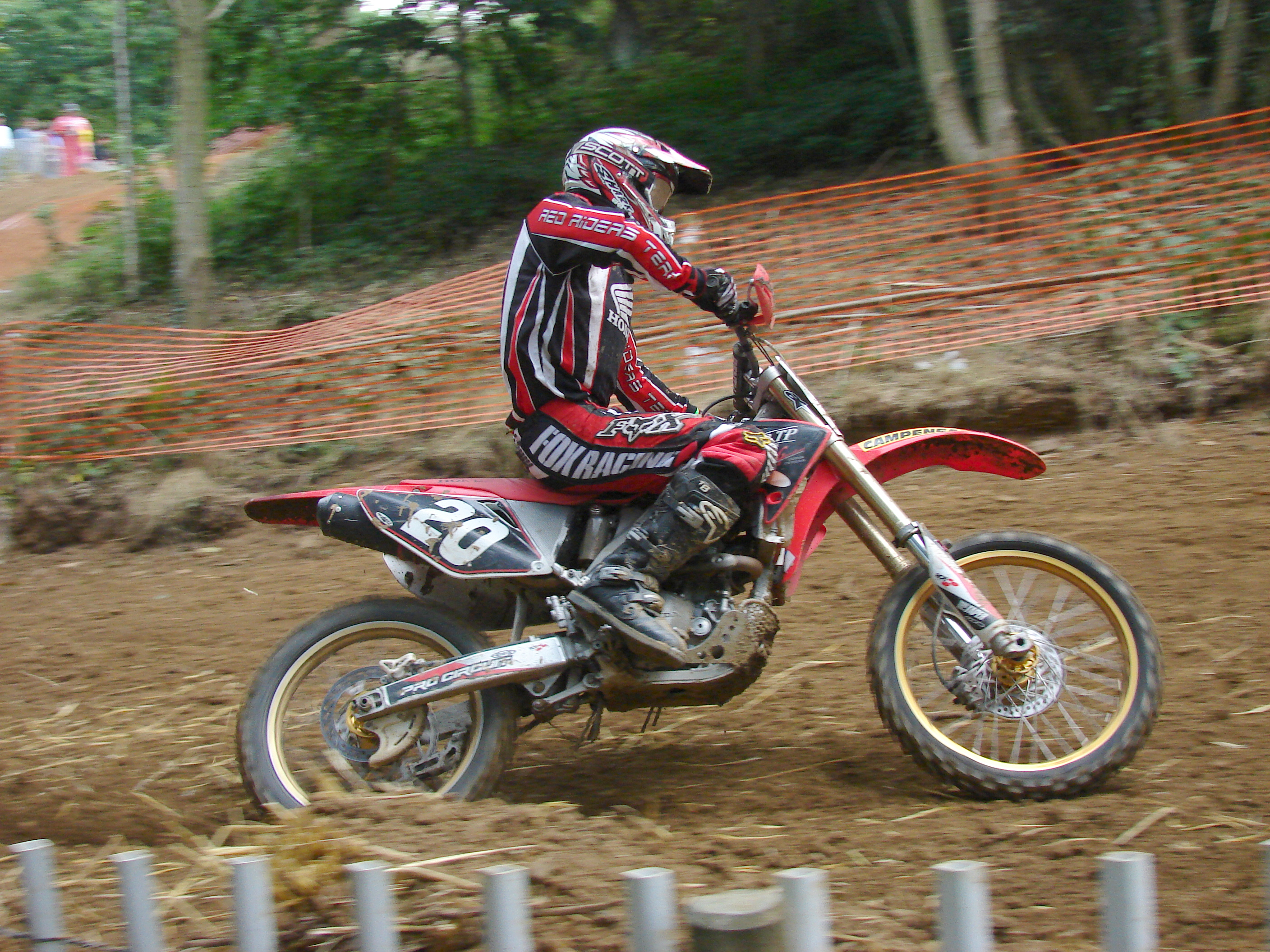
Teddy Divet sur sa Honda le 15 août 2007.
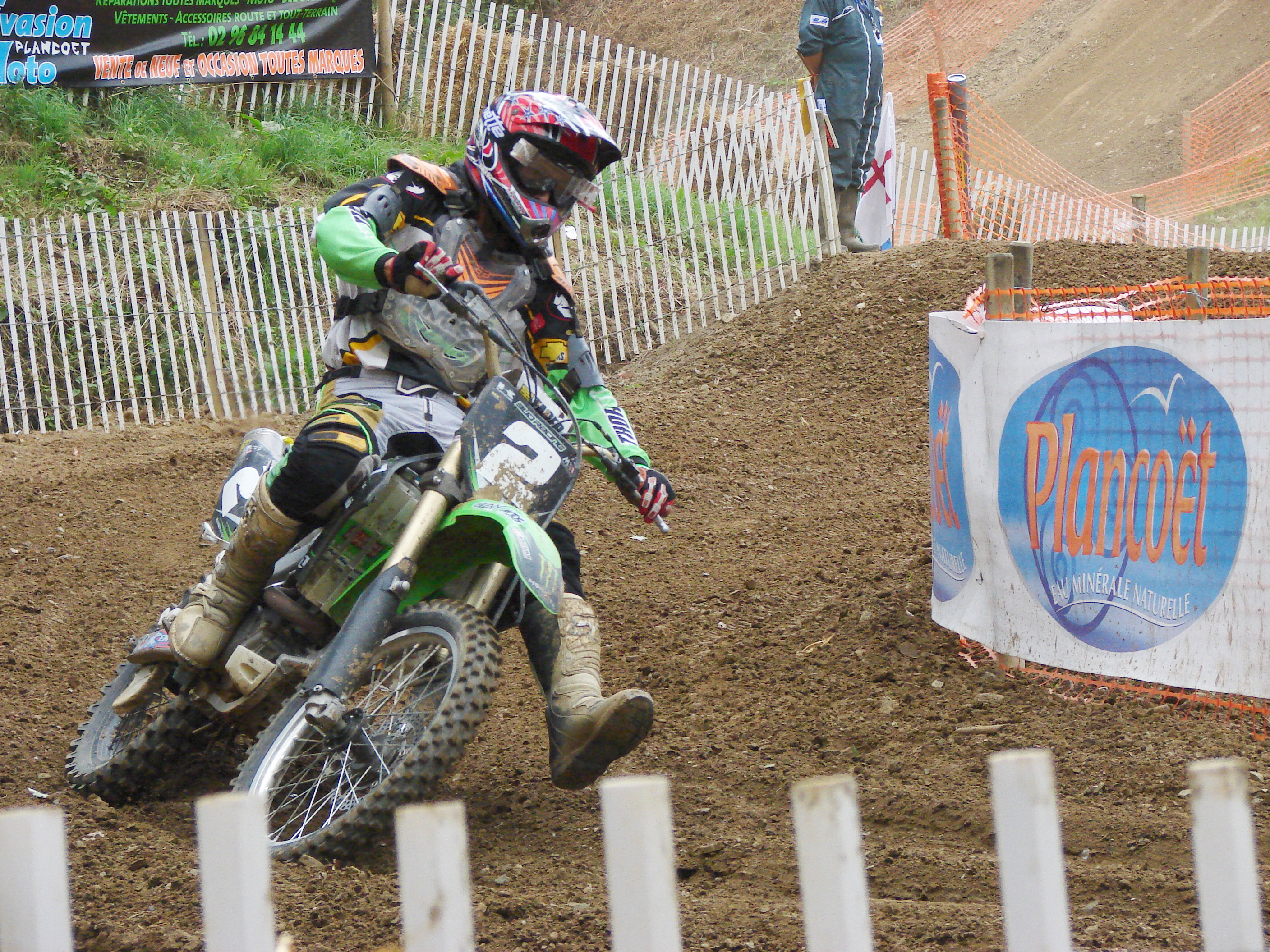
Julien Drouault sur sa Kawasaki le 15 août 2007.
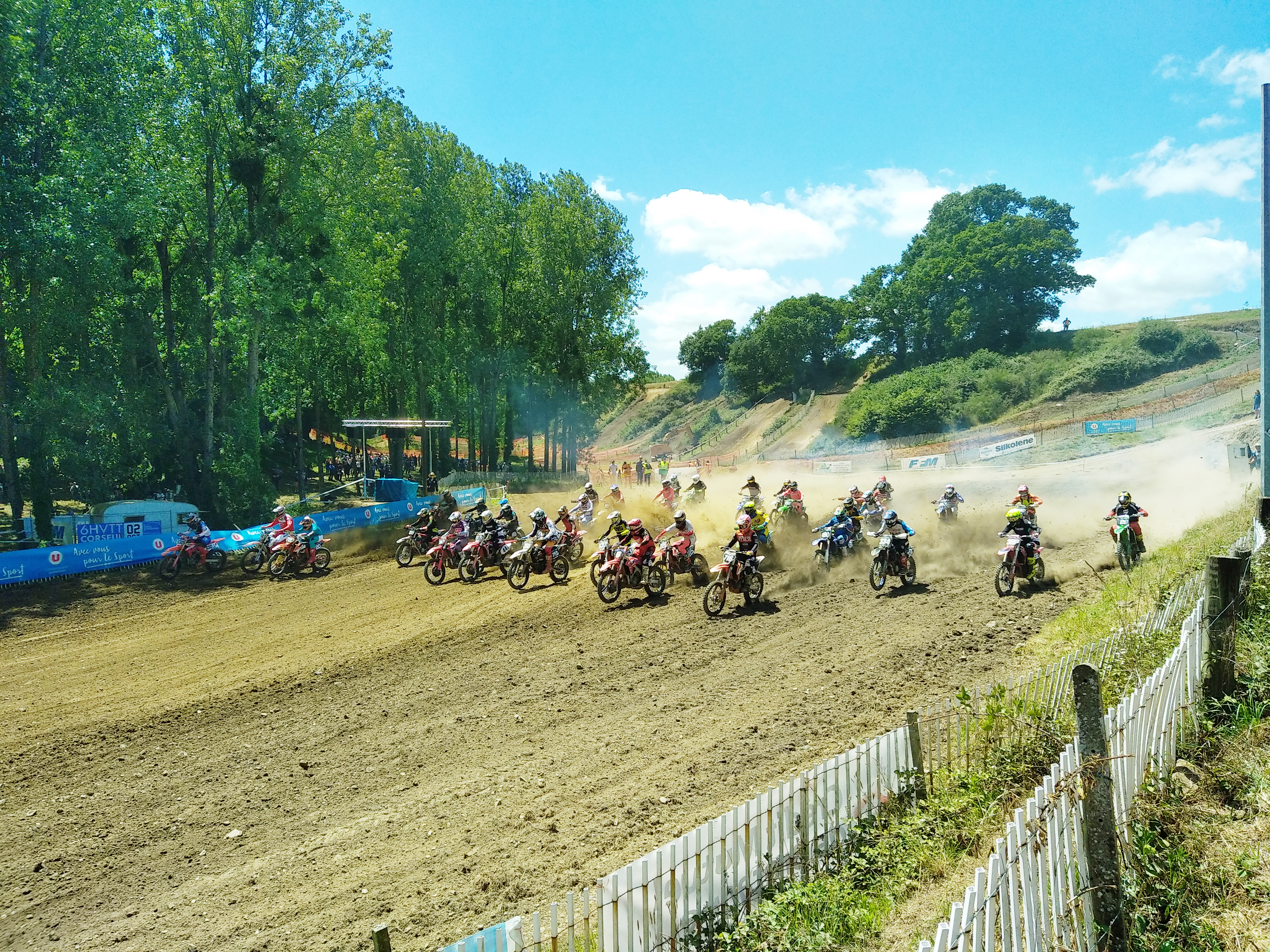
Le 12 juin 2022, départ d'une des courses de motocross sur le circuit du Val de Gravel.

### Ferme pédagogique de Kemo
La ferme pédagogique de Kemo est une « arche de Noé » ouverte en 2013. Elle abrite environ 90 animaux : des chevaux, des poneys Shetland (dont Kemo, la mascotte de la ferme), des chèvres, des cochons, des lapins, des poules, des hamsters, des cochons d’Inde, des chiens et des chats. Ces animaux ont un rôle de médiateur en aidant à maintenir, à éveiller ou à améliorer le potentiel d’une personne en difficulté, que ce soit sur le plan moteur, mental, social ou affectif. Le public de cette zoothérapie est composé à 75 % de personnes handicapées. La ferme de Kemo accueille des classes, des mini camps et des familles.

## Économie

### Carrières de Brandefert
La Société des Carrières de Brandefert (S.C.B), situées au sud du territoire communal au lieu-dit Les Vaux depuis le 1er janvier 1956, est spécialisée dans la production de Granulat, de gravillons lavés, rose ou gris, de sable, de sable TP, de sable lavé, de GNTB, de GNTA, de ballast C2 et C4. En complément de son activité d’extraction, La S.C.B s’est également spécialisée dans la taille de pierre et la fabrication de produits, notamment du goudron,.

### ESAT des Quatre Vaulx-Jardin

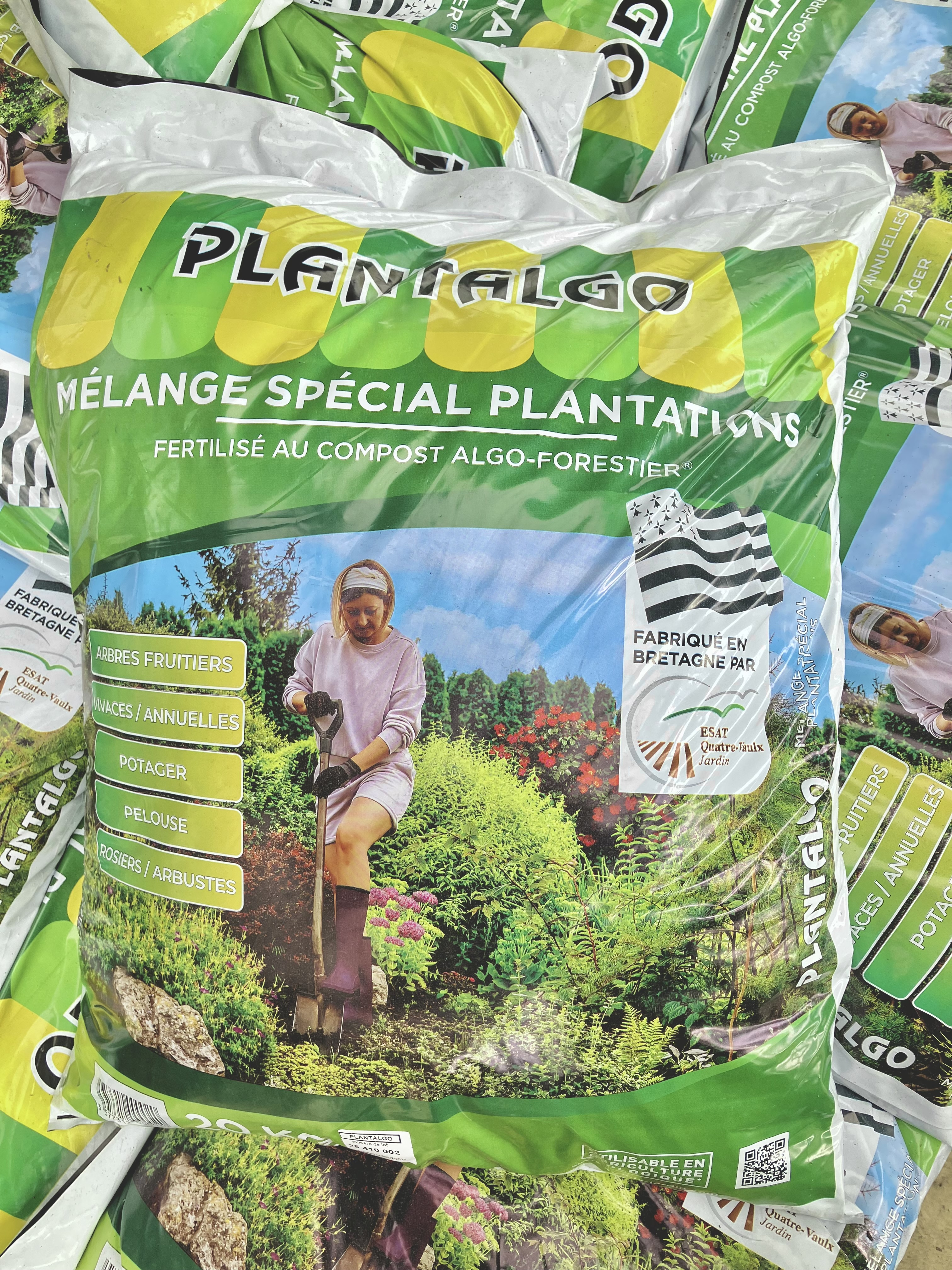
Mélange spécial plantation produit par l’ESAT « Quatre-Vaulx Jardin ».

L'association Quatre Vaulx–Les Mouettes est une association à but non lucratif dont le siège social est situé à Saint-Cast-le-Guildo, et placée sous l’autorité de l'Agence régionale de santé (ARS). Elle est engagée au service de personnes, jeunes ou adultes, présentant une déficience intellectuelle, avec ou sans troubles associés. Elle s'appuie sur les valeurs fondamentales et universelles des droits de l'Homme et la Convention relative aux droits de l'enfant. L'association gère plusieurs établissements pour un total de 200 salariés, et constitue un ensemble associatif accompagnant des personnes handicapées.
L'ESAT Quatre Vaulx-Jardin de Corseul, qui est à dominante agricole, a été créé en 1985 sur 15 hectares au lieu-dit Coëtfinet. Il s'est développé pour répondre aux besoins d’orientation professionnelle des jeunes usagers du Centre d’Adaptation Psychomotrice de Saint-Cast. La place a manqué rapidement et l’association a recherché des terres agricoles pour assurer la croissance de l’ESAT. Celui-ci emploie désormais 105 personnes dont 97 ETP, et les accompagne dans leur projet d’insertion professionnelle au sein de six ateliers : le maraîchage biologique avec une certification Ecocert, qui a été la première activité pendant une dizaine d’années (30 personnes), associé à une boutique « bio » située sur le site, une station de compostage biologique, avec une certification Ecocert (18 personnes), pour répondre aux besoins d’amendement organique, une cuisine centrale avec restauration (12 personnes), un atelier de prestations de services et de sous-traitance (24 personnes), et des pépinières pour espaces verts (21 personnes). L'équipe d'encadrement des ouvriers est composée de 14 moniteurs d'ateliers.

### Le centre équestre de L'Étrat
Le centre équestre de L'Étrat, situé à Corseul dans le hameau de la Nogatz, aux abords de la source du Frémur, est affilié à la Fédération française d'équitation et agréé pour la formation professionnelle pour le bien-être équin. Une vingtaine de chevaux sont hébergés à l'année.
À l’écurie de l’Étrat, des formations sont proposées aux professionnels de centres équestres pour se former aux savoirs de l’éthologie afin de pouvoir obtenir le Brevet Fédéral d’Encadrant en Équitation Ethologique (BFEEE 1), ainsi que les savoirs d'équitation éthologique de 1 à 5, pour une équitation qui repose sur une approche particulière basée entre autres sur la compréhension du comportement du cheval. L'écurie est également fondatrice de la formation professionnelle Équipratik du Bien-être, axée sur la massothérapie, la géobiologie, le reiki, la naturopathie et l'équitation éthologique, en proposant notamment aux cavaliers de travailler le relationnel « homme-cheval » avec un outil basé sur les 10 fondamentaux de la méthode d'Andy Booth, les méthodes de Pat Parelli et celles du Haras de la Cense. L'écurie initie également aux soins par la chromothérapie sur le cheval, au travail au sol avec le cheval (appelé Équifeel), à l'harmonisation du lieu de vie du cheval, à la naturopathie équine, ainsi qu'une formation pour devenir énergéticien. Avec des intervenants extérieurs spécialisés dans le bien-être du cavalier et du cheval, l'écurie organise aussi des stages de yoga à cheval, de communication animale, de reiki humain, d'aromathérapie en plus des disciplines déjà proposées sur place.

### Centrale à béton
Lafarge Béton de l'Ouest, division de Lafarge France, filiale du groupe Holcim, le leader mondial des matériaux de construction innovants et durables, dispose d'une centrale à béton à Corseul pour la zone de Dinan.

### Carra Classic
Atelier de restauration de véhicules anciens et de compétition de caractère de toutes marques, spécialiste de Porsche et des flat 6 de Zuffenhausen.

## Culture locale et patrimoine

### Lieux et monuments
- L'église Saint-Pierre[61].

L'église a été reconstruite en 1836 au centre du bourg de Corseul, et consacrée en 1839. Son porche nord date du XVe siècle. Elle contient un bénitier du XVe siècle taillé dans une colonne antique en granit, dont les bords ont été usés par l’affûtage d’outils après bénédiction, et qui présente quatre têtes humaines sculptées sur l’extérieur. L’église conserve également une cuve baptismale du XIIe siècle. Cette vasque, d'une hauteur de 85 cm, est portée alternativement par quatre cariatides : deux sur le ventre avec la tête brisée, et deux sur le dos. Elle possède deux poissons, symbole du Christ, sculptés à l'intérieur. Côté sud, à la base d’un pilier de l'église, la stèle funéraire de Silicia a été réemployée lors de la construction de l’édifice actuel au XIXe siècle. Cette stèle avait été érigée par un officier romain, Caius Flavius Ianuarius, à la mémoire de sa mère, morte à Corseul à l'âge de 65 ans. Cette Carthaginoise, Silicia Namgidde, avait quitté son pays pour rejoindre son fils dans la cité des Coriosolites. Les vitraux de l’église sont de Charles Lévêque de Beauvais et ont été réalisés en 1876.

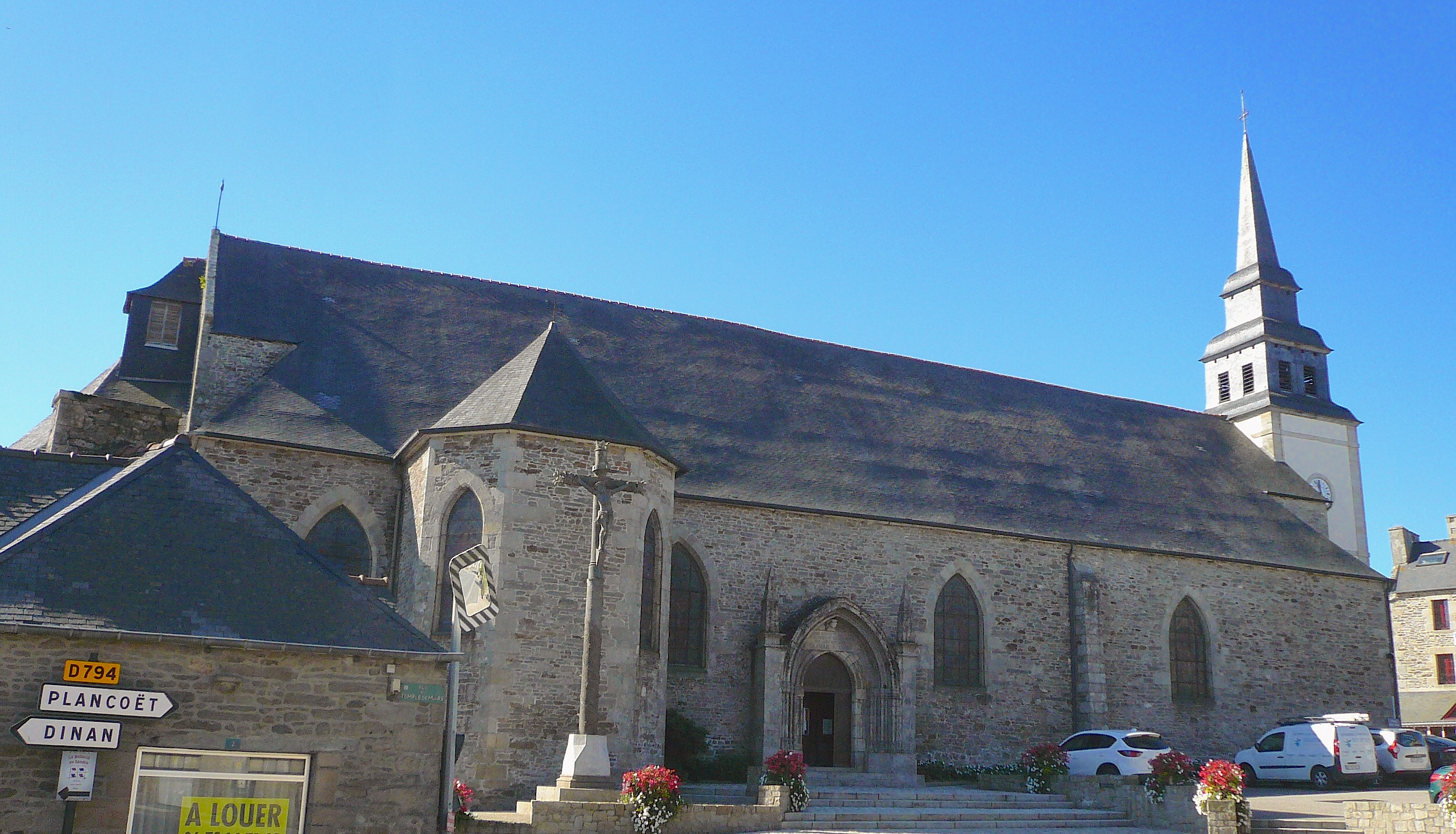
L'église Saint-Pierre.
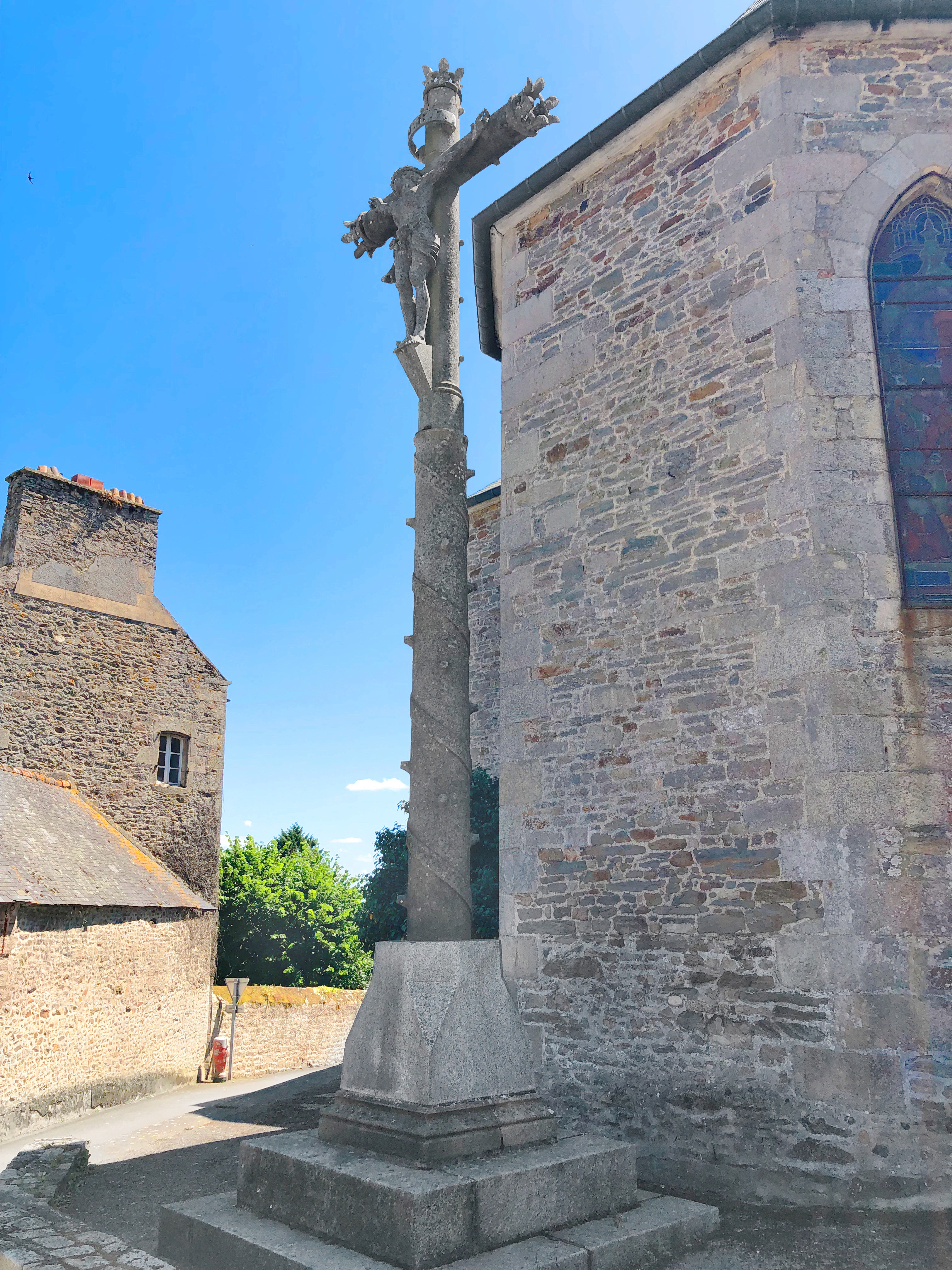
Le calvaire près de l'église.
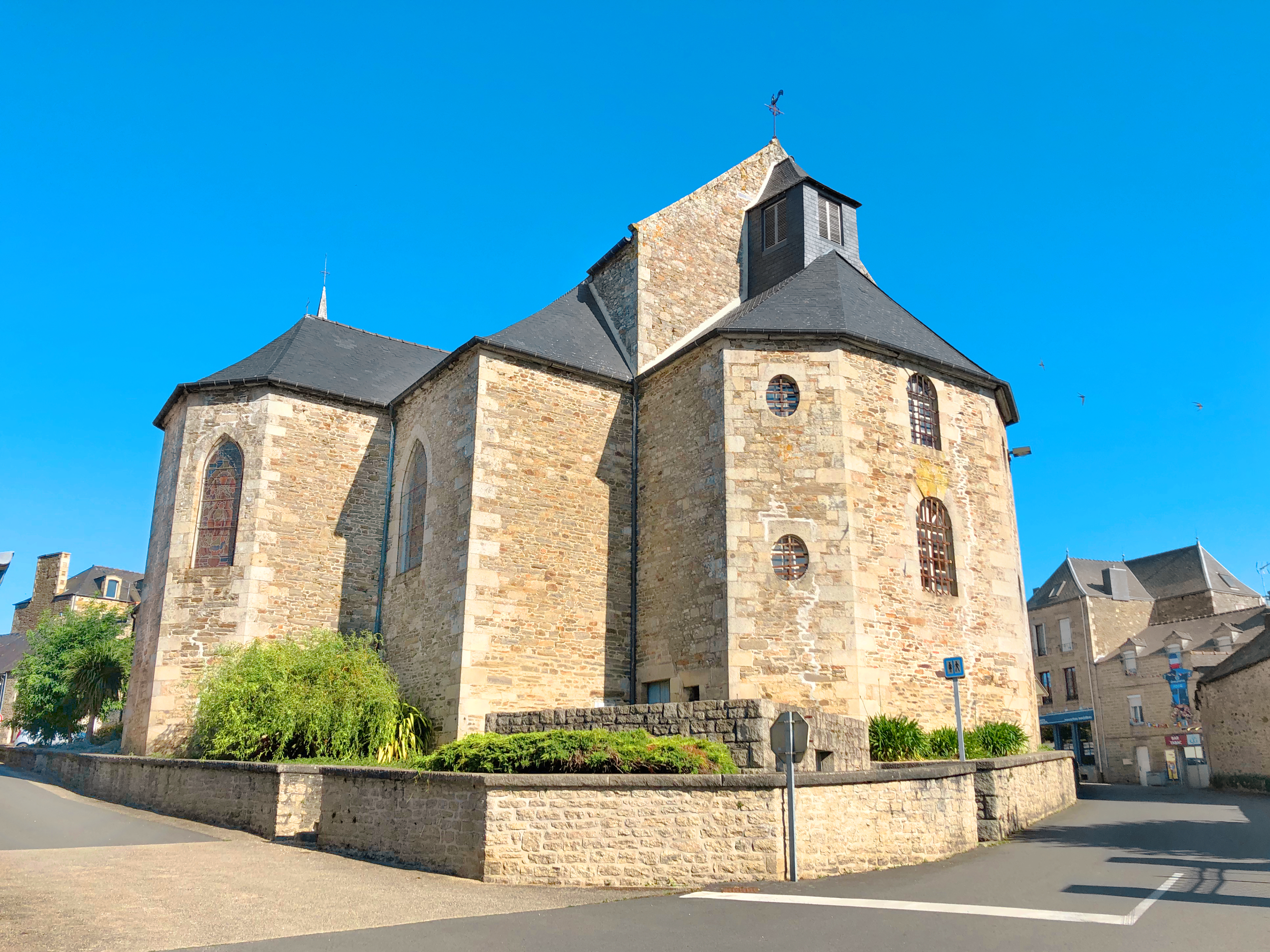
Le chevet de l'église Saint-Pierre.
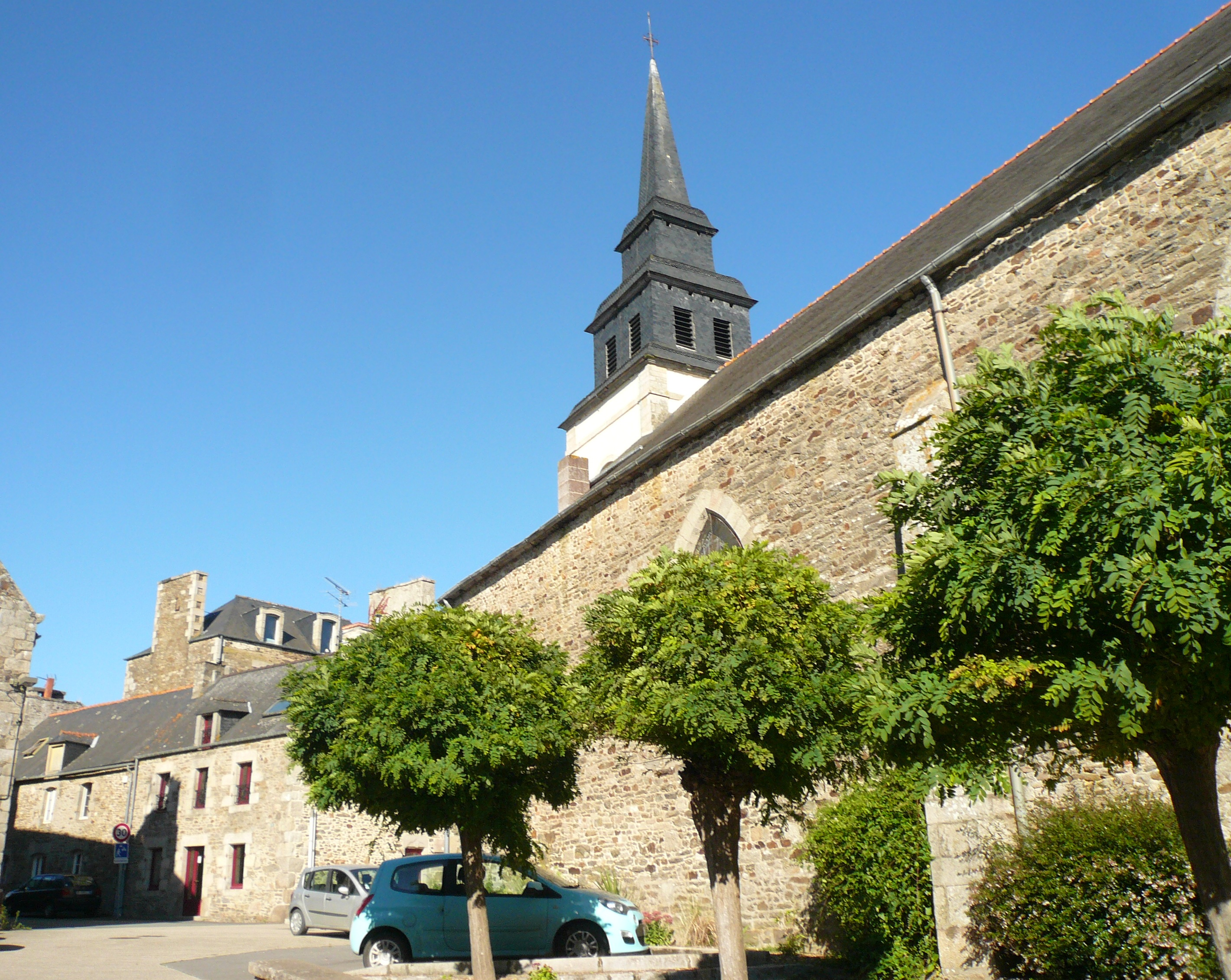
L'arrière de l'église Saint-Pierre vue de la rue de Lessard.
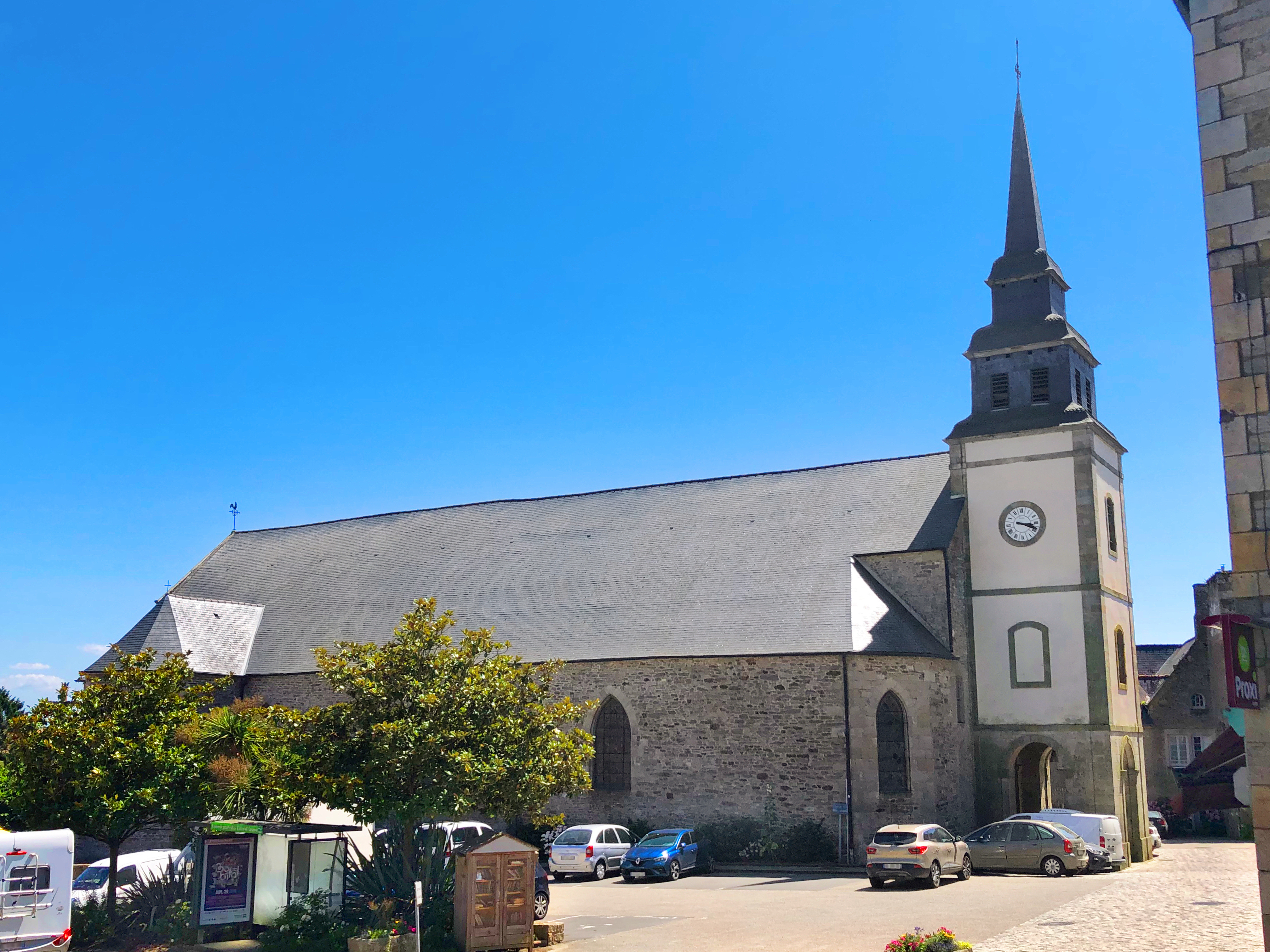
L’église Saint-Pierre et la place de l’église
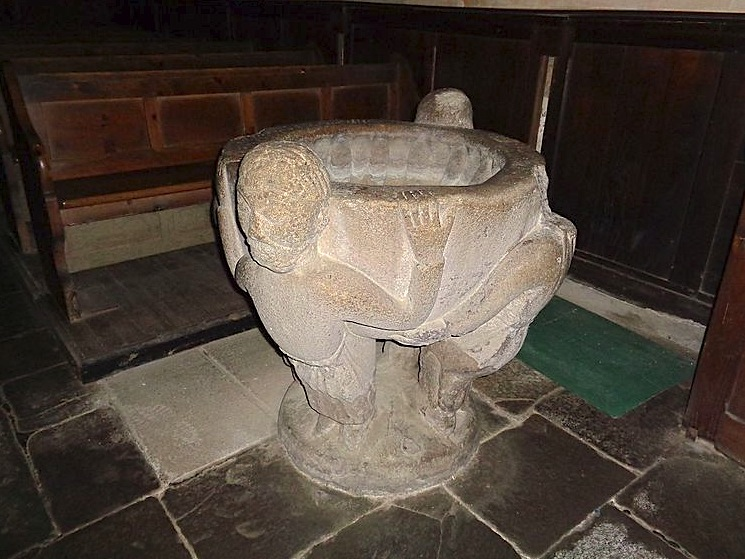
La cuve baptismale du XIIe siècle de l’église Saint-Pierre de Corseul.

- La chapelle Sainte-Eugénie.

Bâtie en pierre de taille en granit et couverte d’une toiture en ardoise, elle est la dernière chapelle accessible encore en état sur la commune de Corseul. Elle a été reconstruite en 1735 et a conservé un fenestrage du XIVe siècle, ainsi que quelques boiseries dont le reste d’une chaire avec ses bois peints, son autel et sa balustrade de chœur. À l’intérieur, il y a un certain nombre de fragments de colonnes romaines réemployés dont l’un réutilisé de façon classique en bénitier. Il y a également quelques statues naïves dont celle de sainte Eugénie (XVIIe siècle), la patronne du lieu, habillée à l’antique et tenant une épée dans sa main gauche. Le culte de cette vierge qui aurait subi le martyre en 257 se répandit en Gaule et en Armorique où il ne subsisterait plus aujourd’hui en dehors des Côtes-d'Armor. Ainsi, on l’invoque toujours, sous le nom de sainte Tujane, en la chapelle de Corseul, en la chapelle Notre-Dame-du-Haut Trédaniel, à la fontaine de Morieux, en la chapelle et à la fontaine de Plerneuf. En 1685, un chapelain y célébrait la messe tous les dimanches et ce jusqu’à la Révolution au cours de laquelle la cloche fut enlevée. Elle sera remplacée en 1824. En 1909 la messe y était célébrée tous les dimanches sauf les jours de grandes fêtes. Une procession annuelle au mois de mai rassemble toujours une centaine de fidèles.

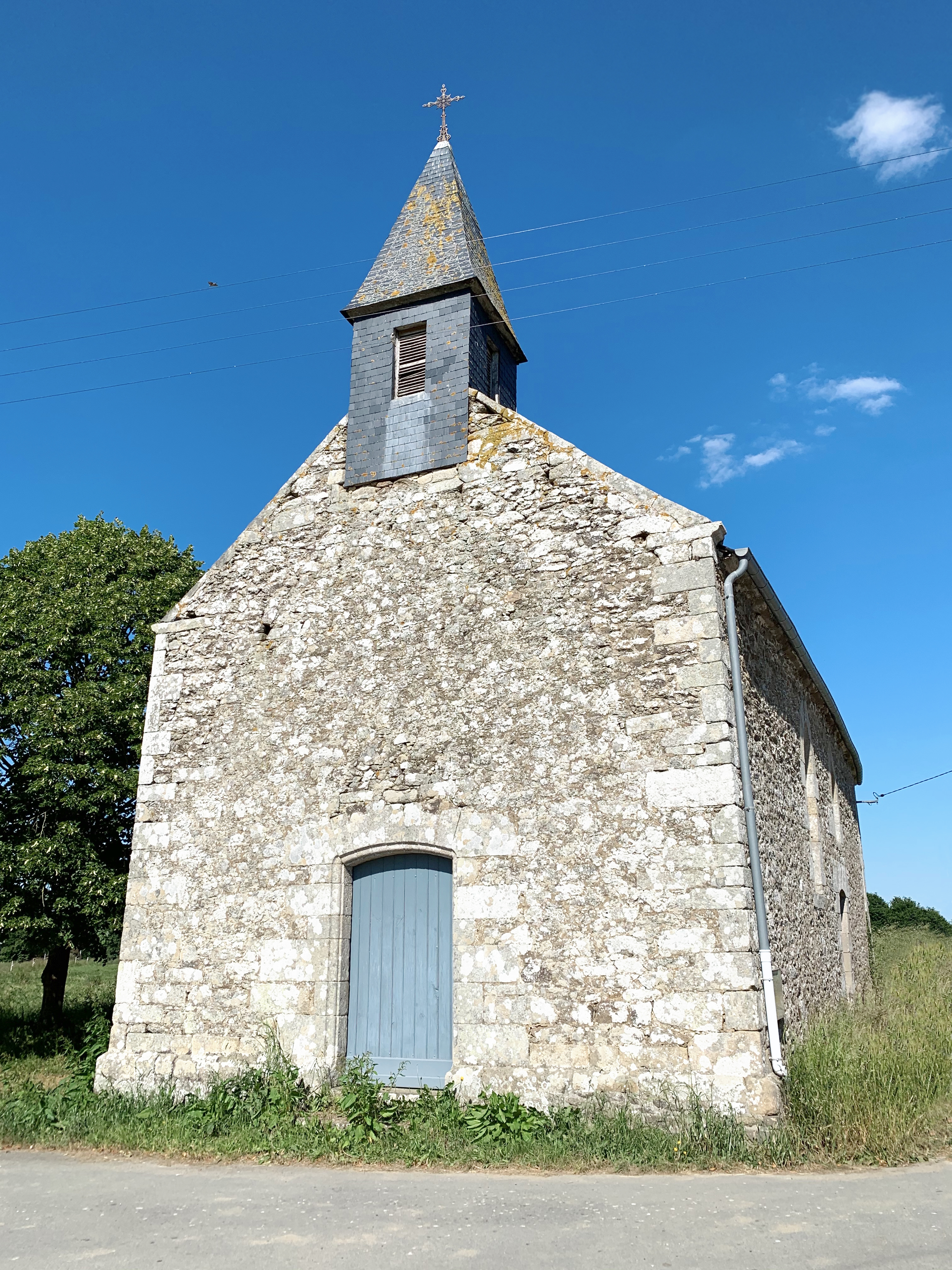
La chapelle Sainte-Eugénie.
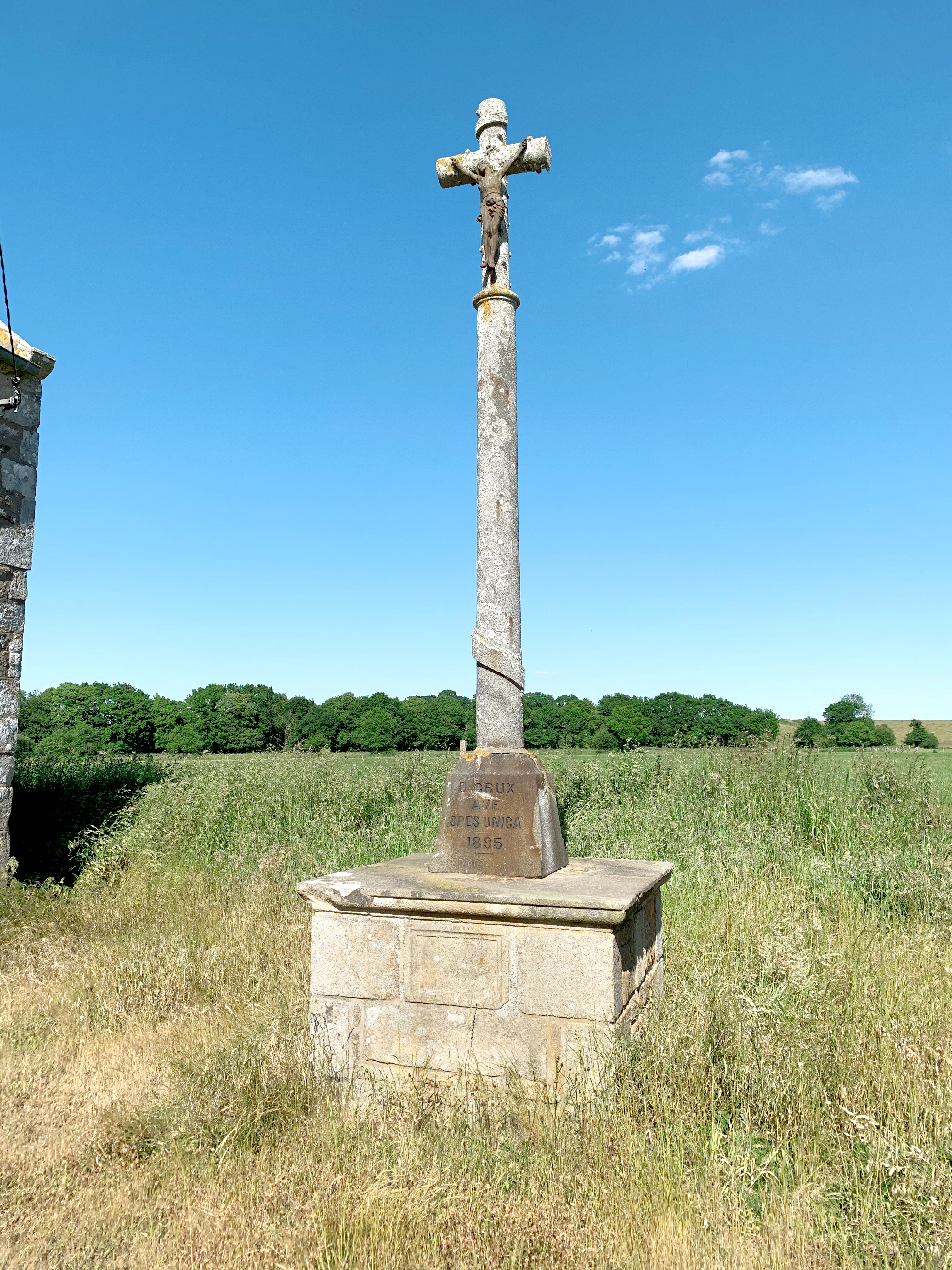
Croix de 1895 près de Sainte-Eugénie, œuvre de l’atelier Yves Hernot à Lannion.

- Le site archéologique de Corseul.

Plusieurs sites ont fait l'objet de fouilles à Corseul, dont trois sont aujourd'hui valorisés. Il s'agit du sanctuaire du Haut-Bécherel, du quartier commercial de Monterfil et de la domus du Clos Mulon.
le sanctuaire des Coriosolites dit « temple de Mars » au Haut-Bécherel,  Classé MH (1840, 1997, Ruines romaines dites temple de Mars, classement par liste de 1840. Site gallo-romain, comprenant les vestiges archéologiques enfouis et en élévation, classement par arrêté du 24 février 1997).
C'est le vestige gallo-romain le plus haut de Bretagne.
le quartier commercial de Monterfil, appelé aussi le jardin des Antiques,  Inscrit MH (1995, Vestiges archéologiques gallo-romains de la réserve de Monterfil, ainsi que le terrain sur lequel ils sont situés).
Il a été fouillé de 1986 à 1998 sous la direction d’Hervé Kerébel. Le site est articulé autour d’un axe de circulation de dix mètres de large. Cette voie, bordée de chaque côté par des portiques à colonnade de style toscan, était la plus importante de la ville antique. Elle traverse le site d'ouest en est et aboutit au forum, mis au jour mais aussitôt recouvert. Sur le côté Nord, il y avait trois édifices servant d'entrepôts avec un grand portique de façade. Sur le côté Sud, il y avait trois édifices à portiques abritant des boutiques, un lieu de réunion (basilique privée) et en arrière, des maisons d’habitation. Des arrière-boutiques, des habitations (domus) et des puits sont encore visibles sur le site. Les objets retrouvés lors des fouilles, témoins d’une vie économique intense où la monnaie romaine était le moyen indispensable pour les échanges et transactions, sont exposés au Centre d’Interprétation du Patrimoine Coriosolis.
la domus du Clos-Mulon,  Inscrite MH (1990, 2000, Vestiges archéologique).
Les premières villas avaient été construites dès le Ier siècle selon un quadrillage déterminant des îlots urbains (insulae). La domus du Clos-Mulon est située à 100 mètres du centre du bourg. Au cours des trois premiers siècles de notre ère, la domus du Clos-Mulon appartenait probablement à un notable coriosolite aisé qui y recevait sa clientèle. Plus tard, elle fut complétée à l'ouest par un ensemble thermal.

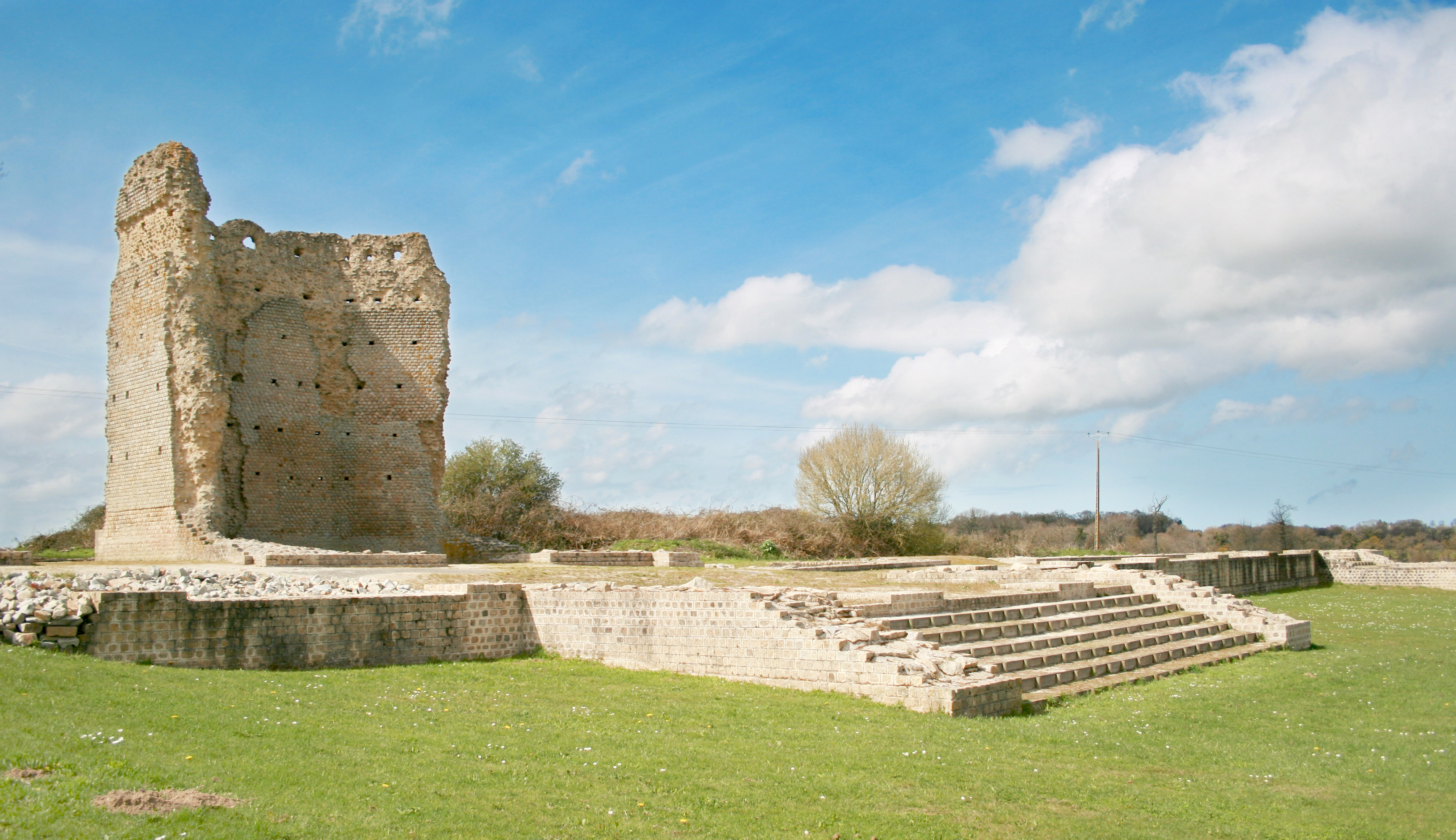
Sanctuaire coriosolite dit « temple de Mars », certainement dédié à Mars-Mullo.
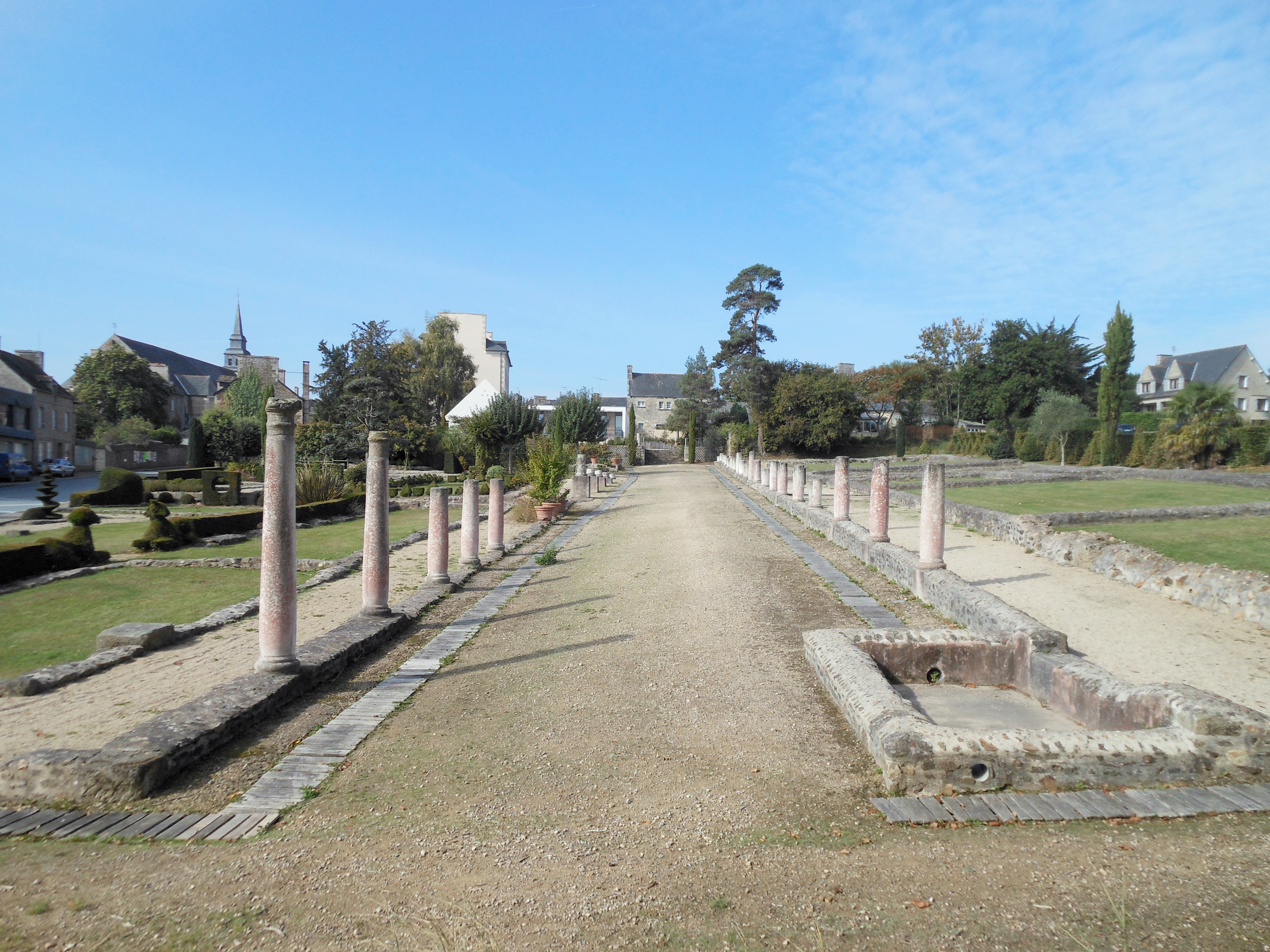
Le forum gallo-romain dans l'actuel quartier de Monterfil.

- L'ancien presbytère, devenu la mairie, est un des monuments remarquables de Corseul par ses dimensions et par le bon état de son enduit. Il a été construit dans un style néo-classique par l’architecte Hamon de Saint-Servan. Le presbytère de Corseul présente des similitudes esthétiques avec le château de l'Argentaye construit à la même époque à Saint-Lormel par le même architecte[67].

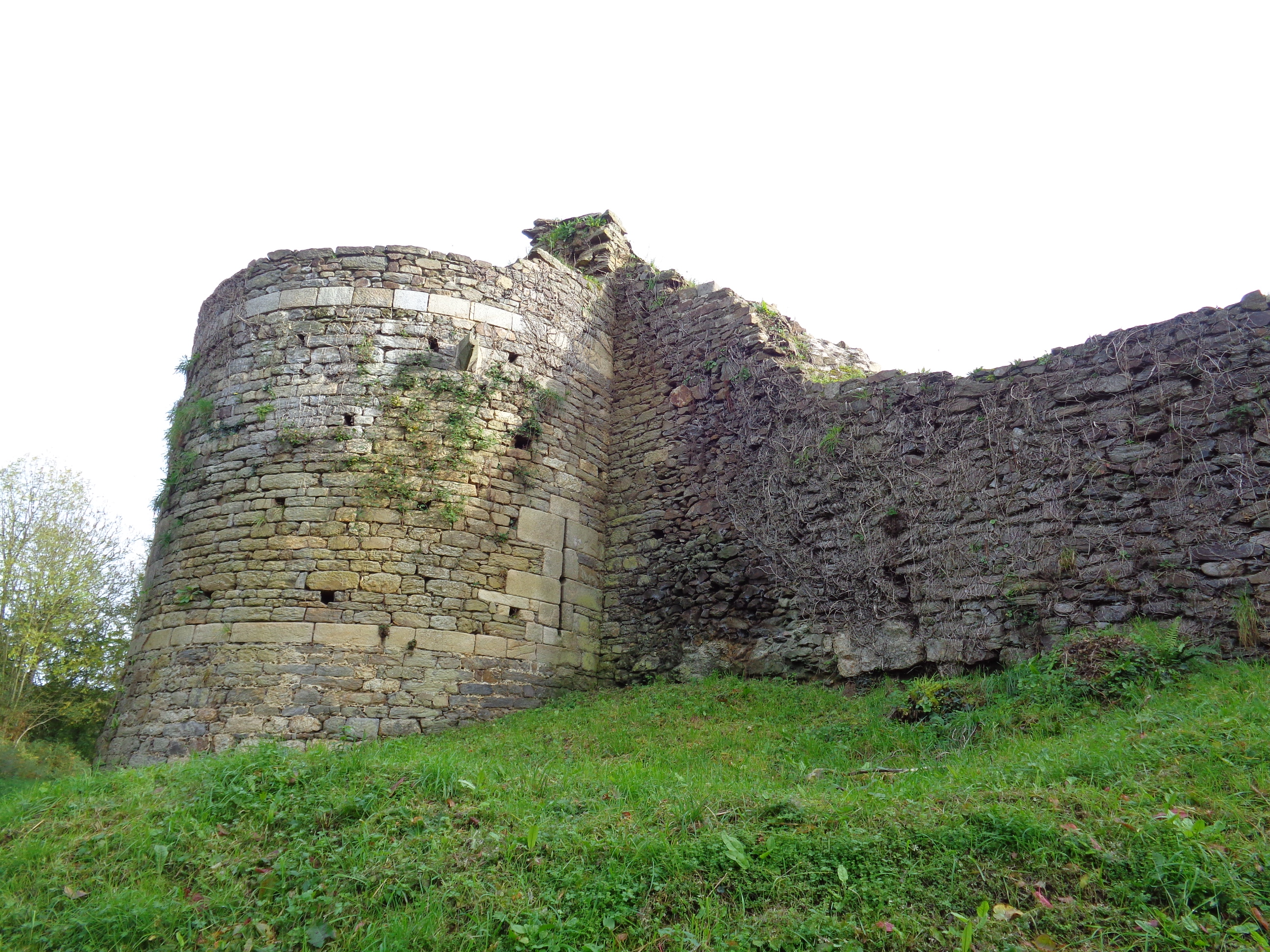
Vestiges du château de Montafilant.

- Restes du château de Montafilan (XIIe – XVe siècle),  Inscrit MH (1926, inscription par arrêté du 27 février 1926)[68].

Ce château médiéval, construit par les vicomtes de Dinan à partir du XIIe siècle, est en partie détruit. Cependant, une partie reste visitable librement. Le site du château, un promontoire au milieu d'une vallée encaissée, a peut-être été utilisé comme oppidum à l'époque pré-romaine. L'édifice, en forme de triangle flanqué de sept tours, a été remanié au XIVe siècle. À la fin du XVe siècle, il a été abandonné et a servi de carrière de pierre. On y a découvert une statue de sainte Agathe avec, à ses côtés, un chevalier et une dame du XIIIe siècle.

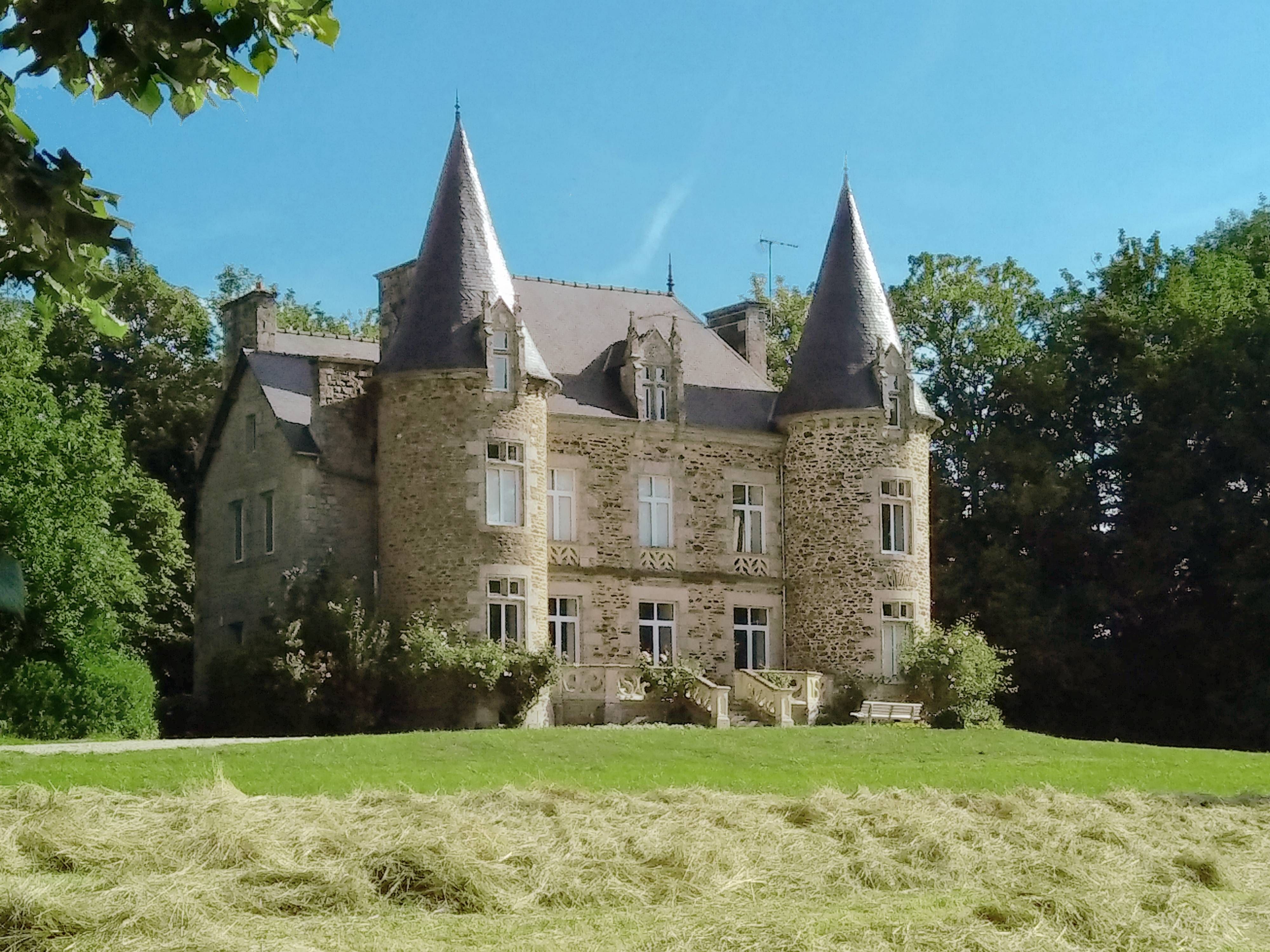
Le château de Monterfil.

- Le château de Monterfil

Cette bâtisse en schiste et granit couverte d’ardoises, fut construite à partir d'un temple gallo-romain par la famille du Breil de Pontbriand en 1864. Le château de Monterfil est composé d'un avant-corps très saillant cantonné de deux tours circulaires couvertes en poivrière. Le corps arrière est plus allongé. Le perron a une balustrade et un balcon polylobés. Il est inscrit à l'inventaire général du patrimoine culturel.
- Le manoir de La Bage de Trégouët

C'est une ancienne abbaye, située rue de l'Hôtellerie, qui a été transformée en manoir et qui a été remaniée au XIXe siècle. Le manoir fut la propriété de Jehan Labbé en 1480, puis successivement des familles Labbé (du XIIIe siècle au XVIIe siècle), Trégouët (XVIIe siècle-XVIIIe siècle) et L'Estang du Rusquec.

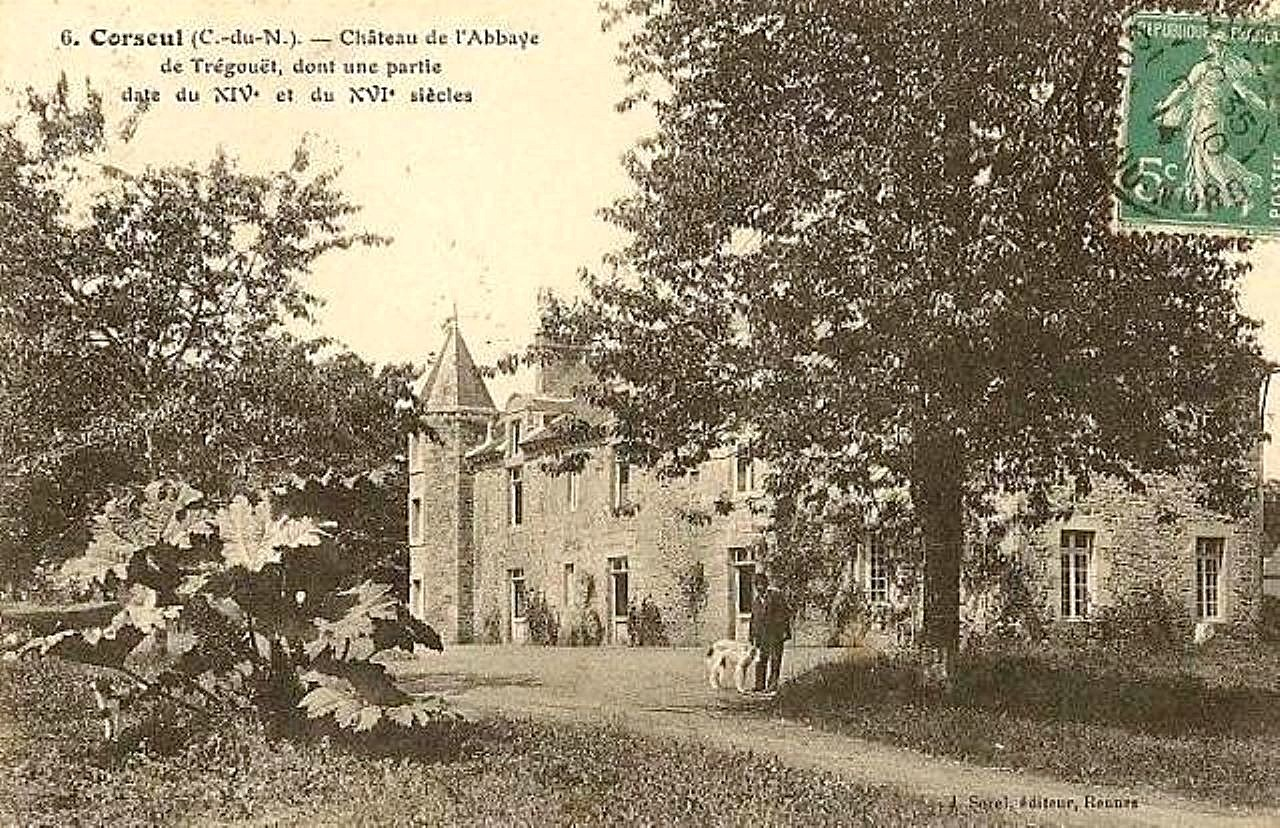
Le château de l'Abbaye au début du XXe siècle (carte postale).

- Manoir de La Tandourie : ce manoir, avec chapelle et courtil clos de douves, était le centre de la juridiction de Corseul.

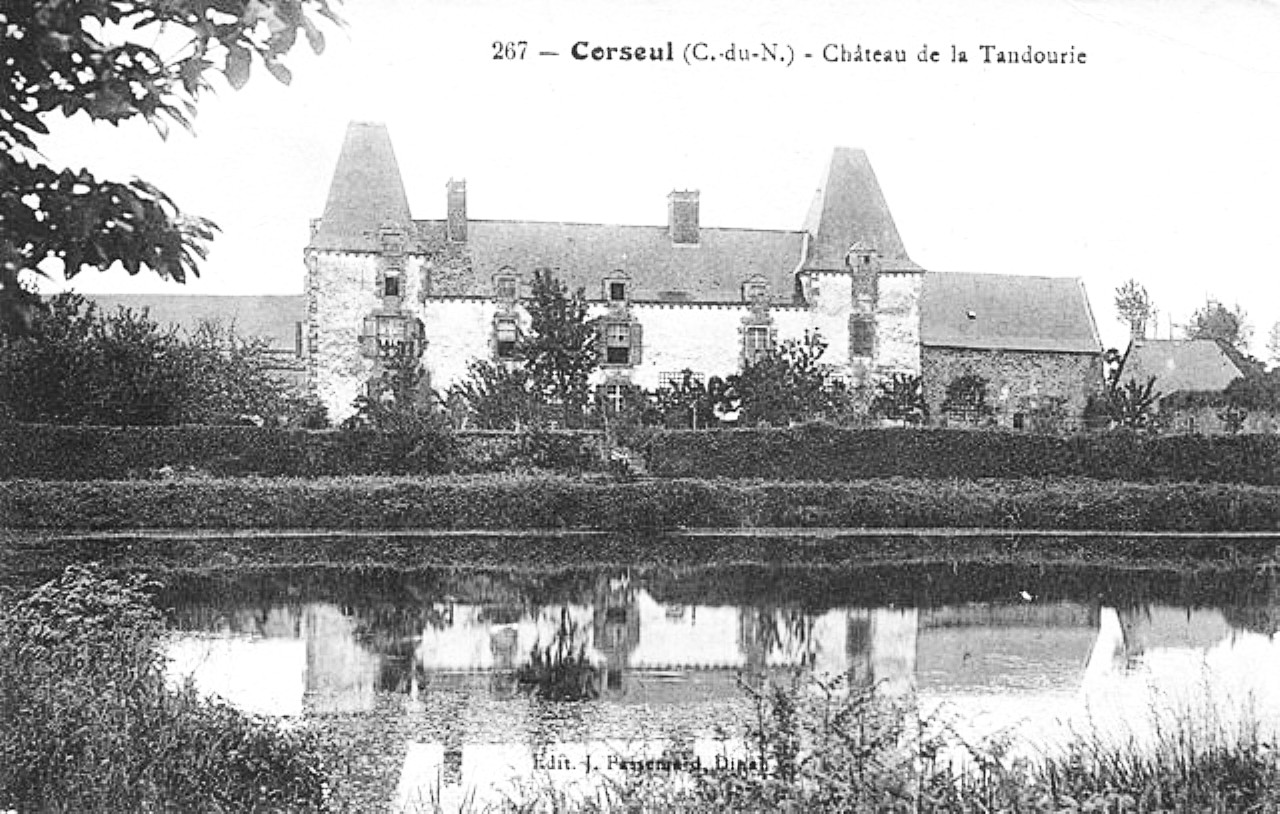
Le château de la Tandourie au début du XXe siècle (carte postale).

- Le manoir de La Vildé-Bouétard

Ancienne dépendance de la commanderie de La Guerche à Yvignac, templière jusqu'en 1308. Le manoir est ensuite passé aux mains des hospitaliers.
- Le manoir du Plessix-Madeuc

Cette noble demeure, avec sa tour carrée et son imposant escalier à vis en bois, fut celle de la famille Madeuc, un des plus anciens noms de la région, qui signifie « bienfaisant » en breton. La porte principale est couronnée d’un fronton triangulaire aux armoiries de la famille Gaudemont de la Monforière, propriétaires au XVIIIe siècle, il est inscrit à l'inventaire général du patrimoine culturel.
- La fontaine Saint-Uriac (Saint-Thuriau)

Cette fontaine se compose d'un bassin de 16 m2 toujours rempli d'eau, même par temps de sécheresse. L'encaissement est constitué de grandes dalles rangées verticalement. On rapporte que saint Uriac renversa une stèle que le peuple allait adorer au milieu du temple païen dit « de Mars ».

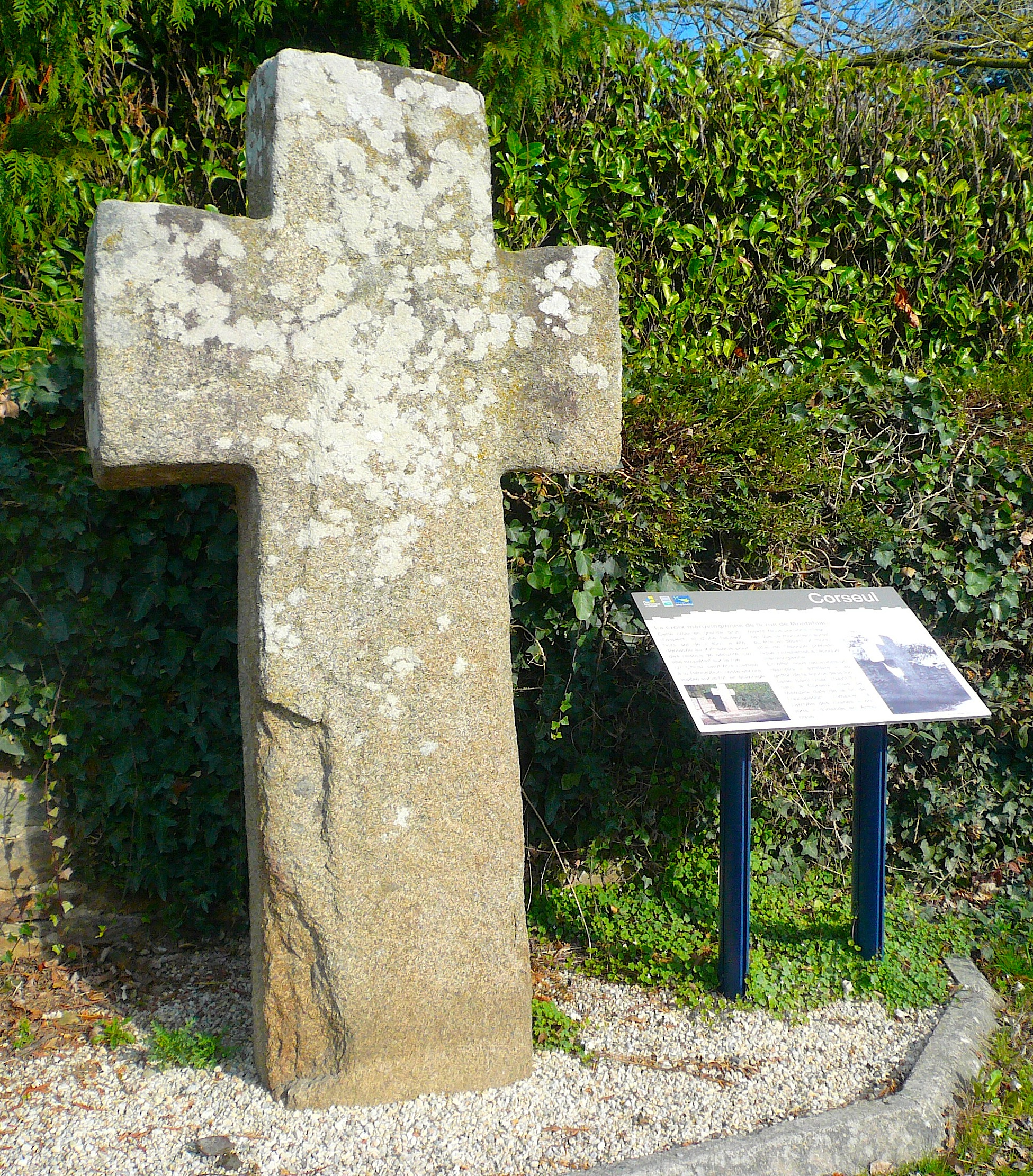
Croix mérovingienne du XIe siècle, située rue de Montafilan.

- La croix mérovingienne (XIe siècle), située rue de Montafilan

Cette croix en granit à l'aspect brut mesure 2,30 mètres hors sol. Elle a été déplacée au XXe siècle pour des raisons de sécurité car elle empiétait sur la rue. Un Christ, peut-être martelé à la Révolution, reste encore visible sur le fût avec un éclairage rasant. Ce monument est peut-être, à l'origine, un monolithe préhistorique, christianisé à l'époque mérovingienne. En effet, nous retrouvons un réemploi similaire au griffon de la source de la fontaine Saint-Uriac à Corseul, mais ce réemploi date de la fin de l'occupation romaine, à l'arrivée des moines britons d'Irlande en Armorique.
- Statue Notre-Dame-de-Persévérance,

Œuvre du sculpteur français Adolphe Masselot au début du XXe siècle, elle a été réalisée en fonte d’aluminium peinte en blanc et porte dans ses bras l’enfant Jésus. Un fût ainsi que la base d'une colonne gallo-romaine ont été réemployés comme socle de la statue. Une inscription en creux indique l'identité du modèle et le nom de l'auteur : « ND DE PERSÉVÉRANCE » « A. MASSELOT »
- Le four à pain de la Hestrinais

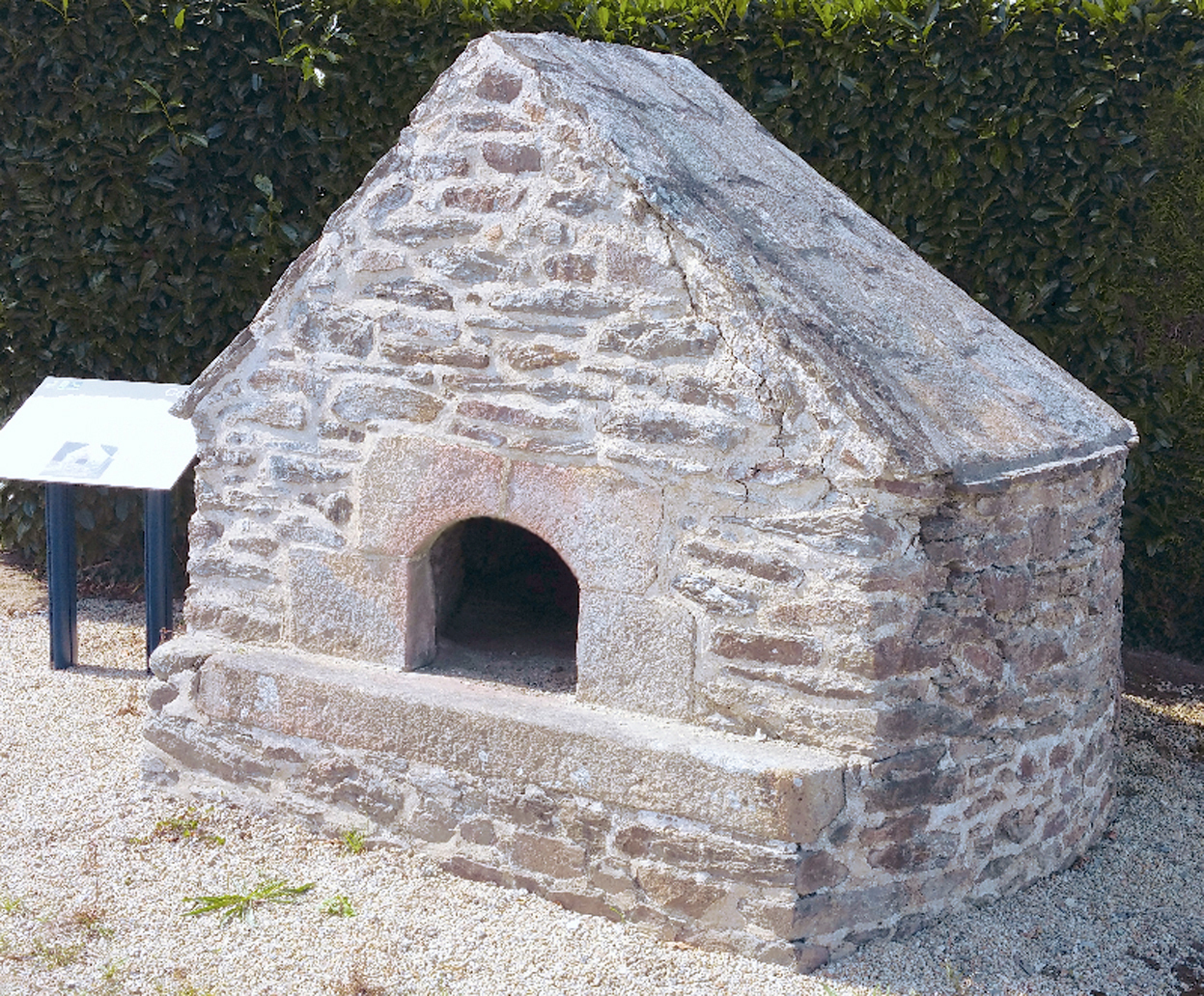
Le four à pain de la Hestrinais.

Ce n'est pas un outil exceptionnel, même à Corseul où, comme ailleurs, chaque ferme possédait et utilisait son four à cuire le pain. Parfois adossé au mur de l'exploitation, le plus souvent constructions isolées, les fours à pain avaient deux usages principaux : la cuisson du pain, mais aussi la récupération des cendres de chauffe, servant de lessive lors du lavage périodique des draps de la maison. Rajoutons éventuellement, dans une période encore plus ou moins récente, la cuisson de marmites de pommes de terre pour la nourriture des cochons. Le four de la Hestrinais est formé d'une base ou assise, supportant une sole en briques ou en glaise, le tout surmonté d'un dôme à base de sable et mortier permettant de résister à des températures de 300 degrés. L'ensemble de la structure est habillé de moellons de pierres diverses encadrant l'ouverture en demi cercle. Le combustible de chauffe était du fagot, en excluant les bois résineux en raison de leurs odeurs résiduelles. Abandonnés la plupart du temps en raison de l'industrialisation du pain, les fours sont parfois remis à neuf pour quelques fêtes du pain ou rassemblements festifs des périodes estivales. À l'époque féodale, existaient des « fours banaux », privilège seigneurial, obligeant les sujets à utiliser les fours de leur seigneur, moyennant une redevance, la banalité.

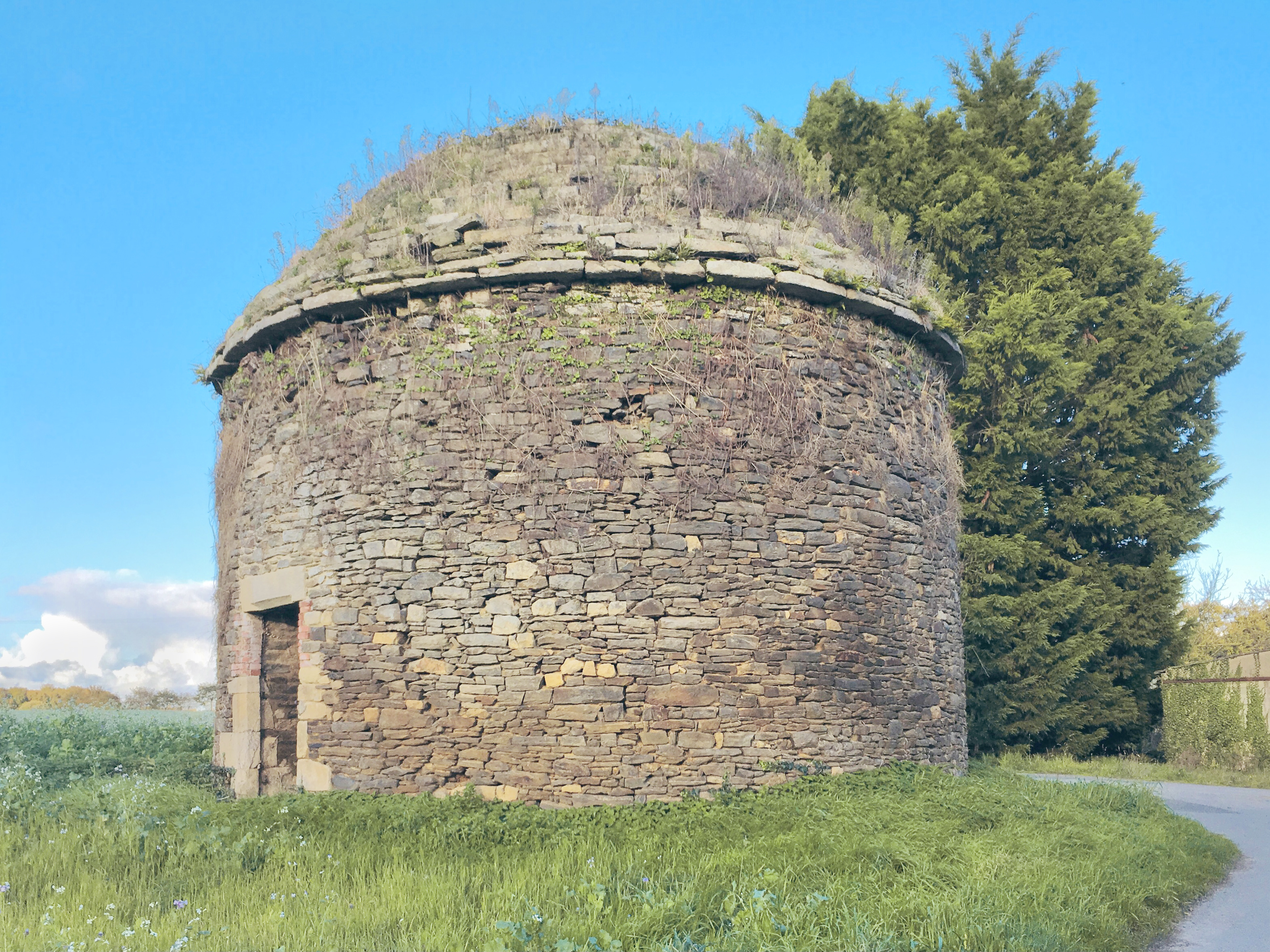
Le colombier de la Grande Boixière.

- Le colombier de la Grande Boixière,

De plan circulaire, construit en moellon de schiste, de pierres de taille en granite et de briques, il est couvert d'une toiture en schiste. Il date du XVIe siècle/XVIIe siècle. Au colombier répondait autrefois un manoir, celui de la Grande Boixière, disparu dès 1827 sur le cadastre ancien.

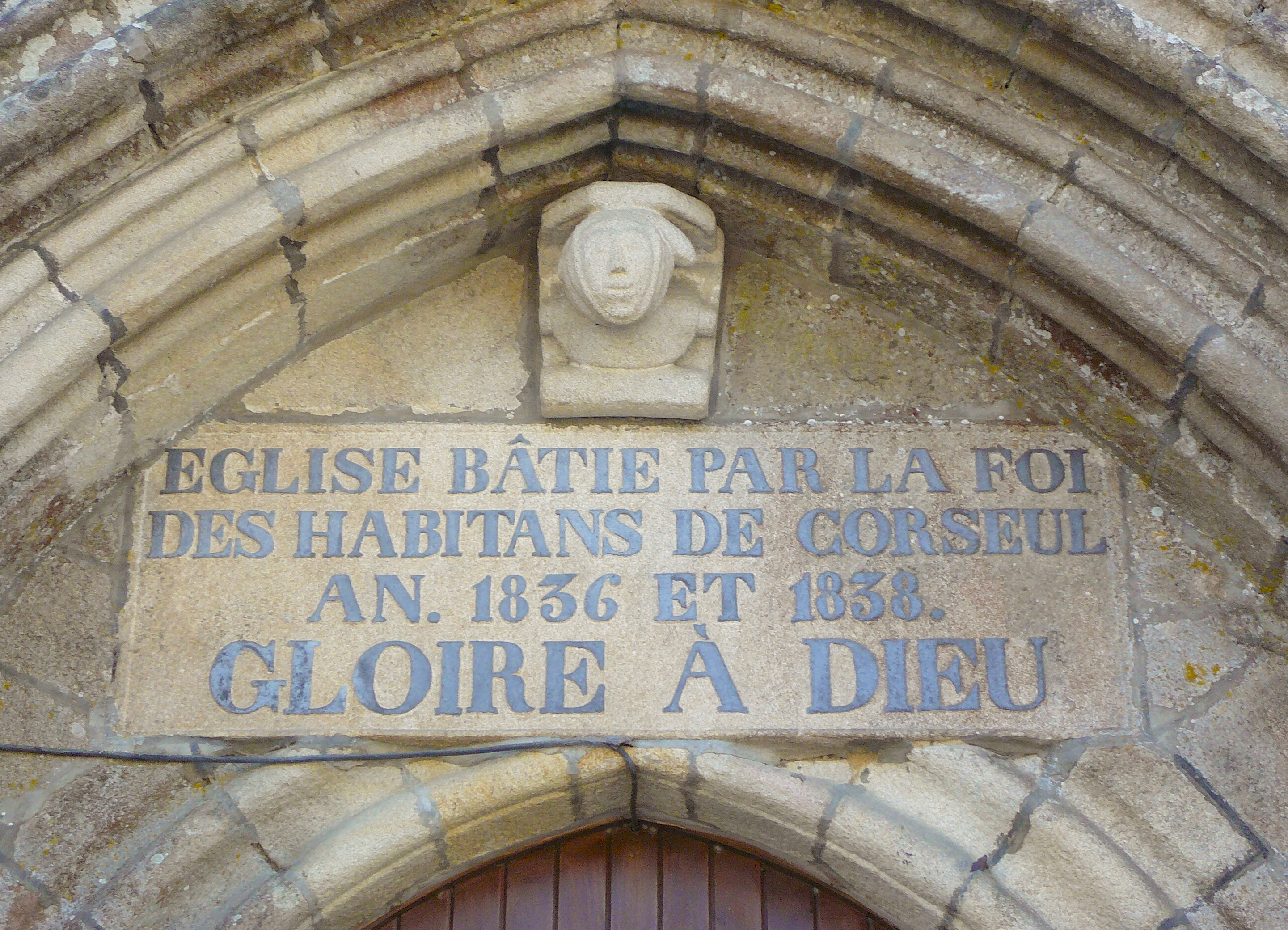
Inscriptions au-dessus de l'entrée nord de l'église Saint-Pierre.
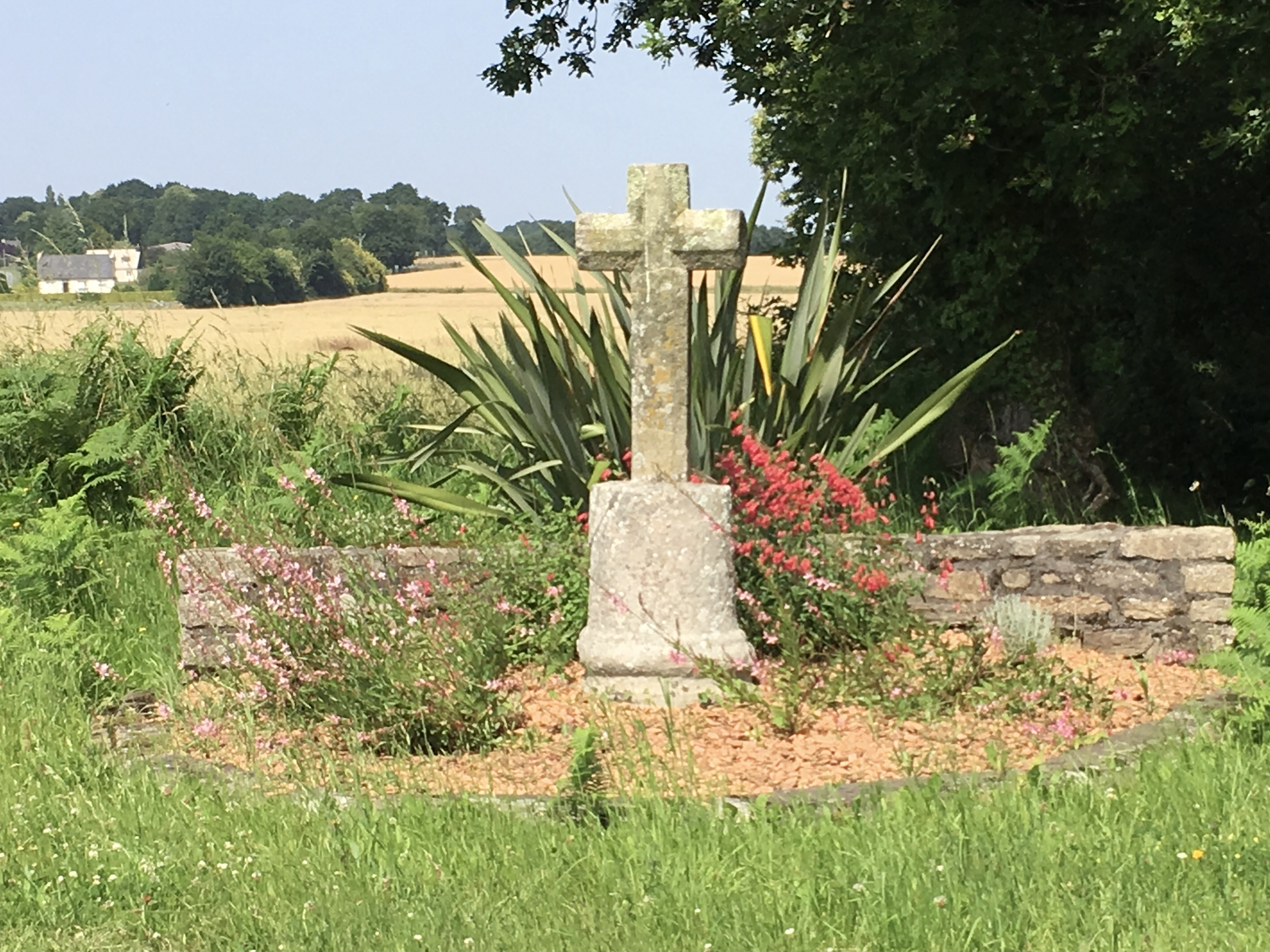
Une des nombreuses croix en granit de Corseul.
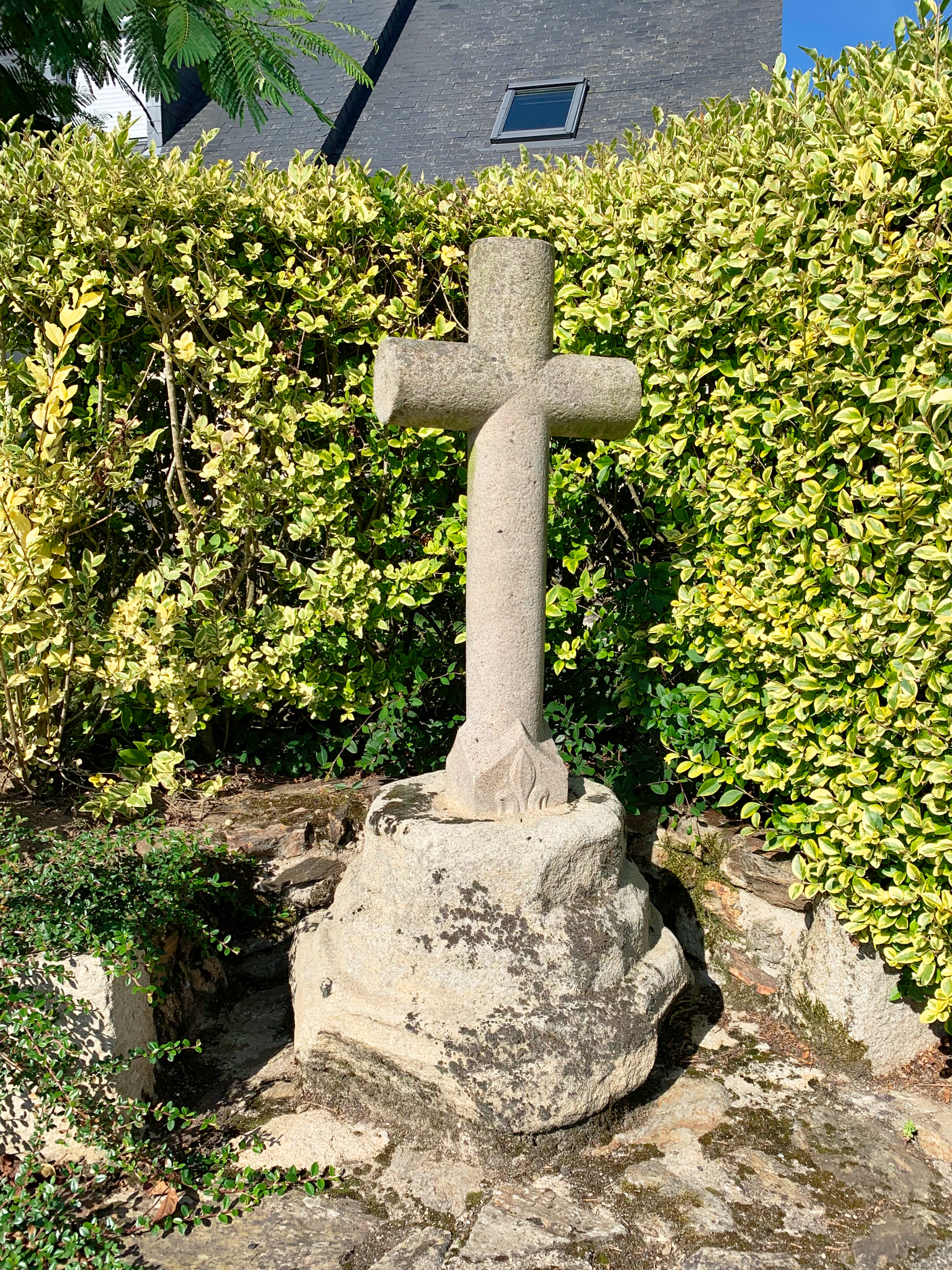
Croix latine en granit dans le centre du bourg.
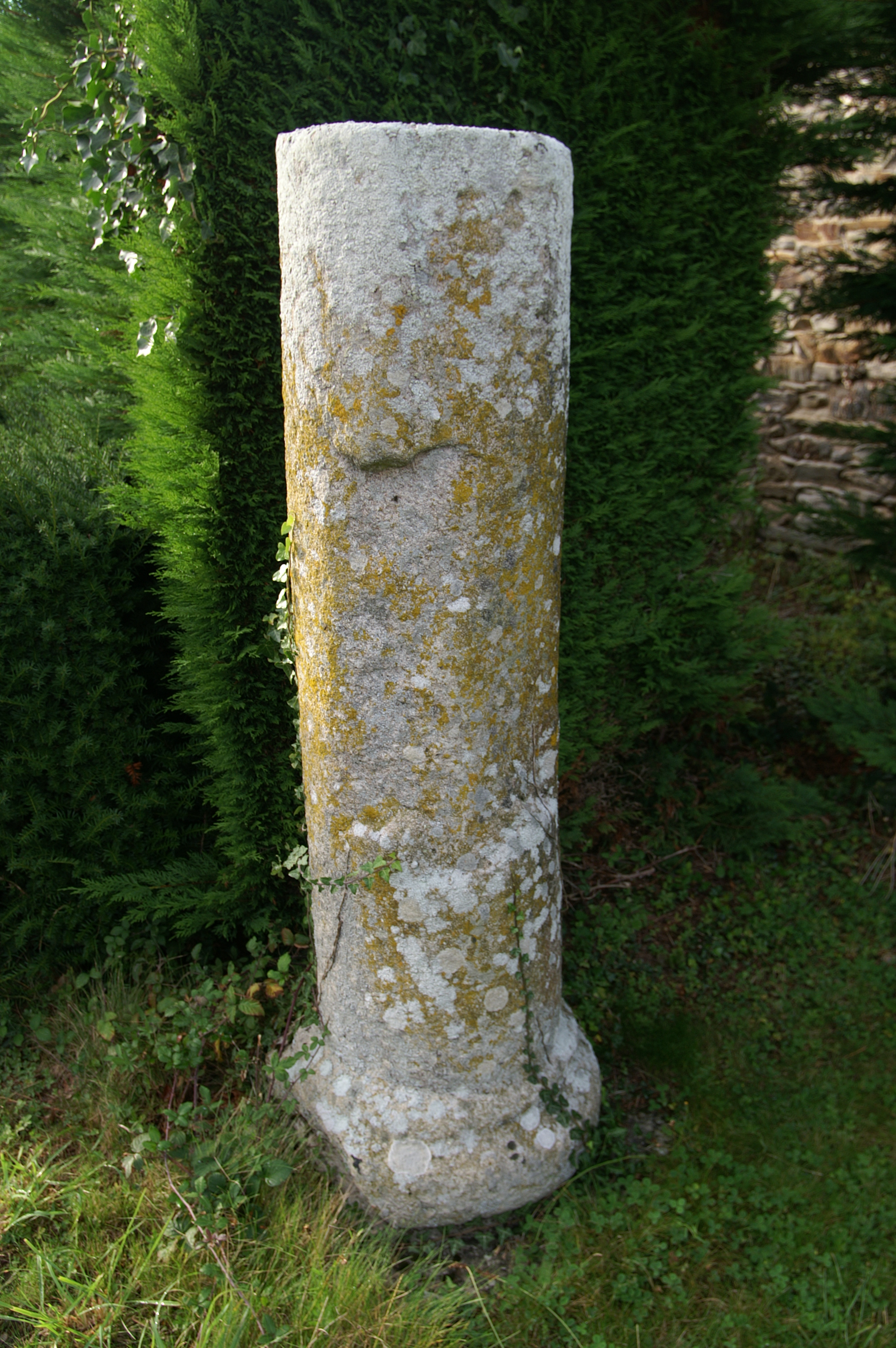
Pilier romain sur le site du Clos Mulon.
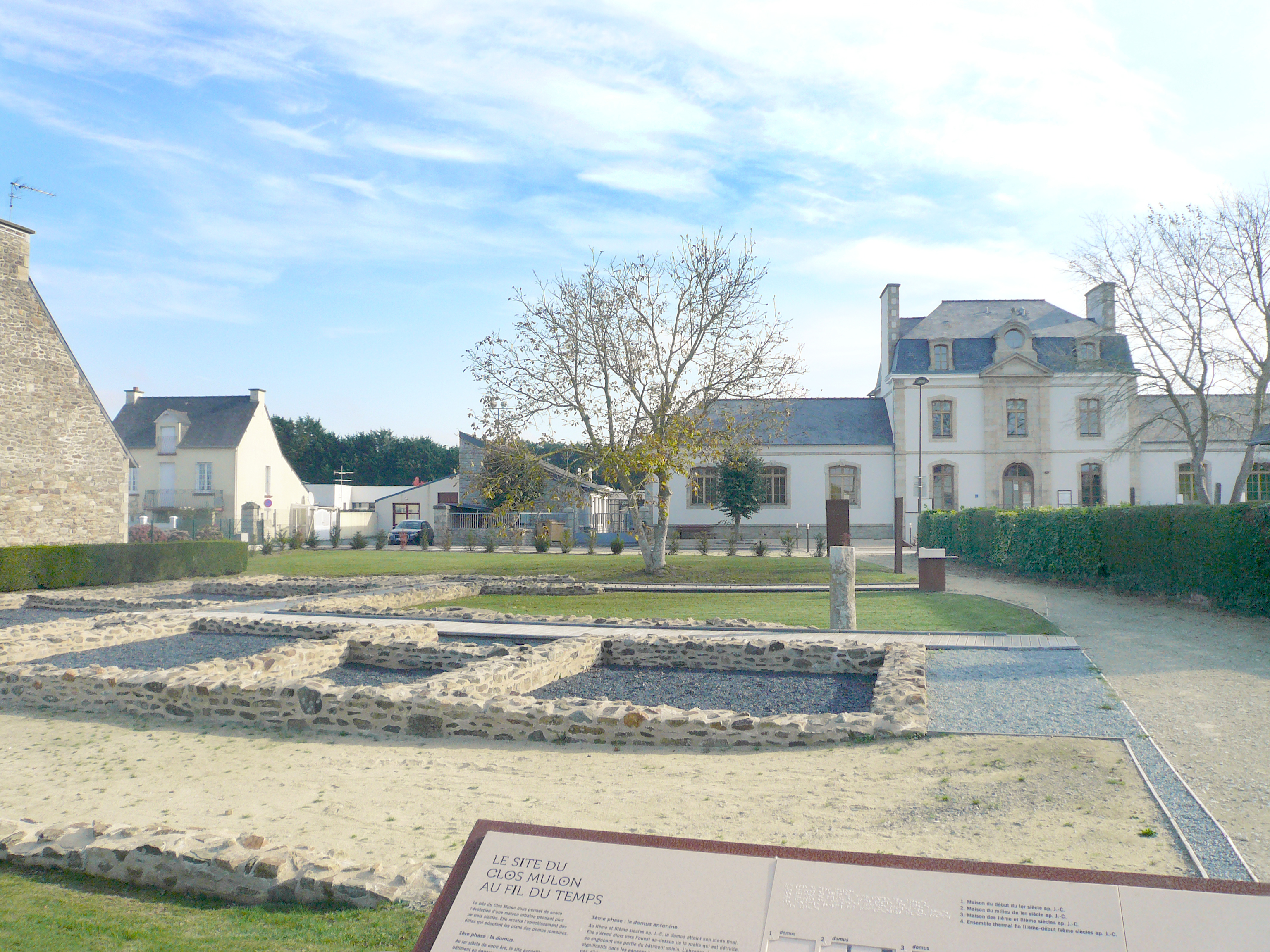
Site du Clos Mulon.
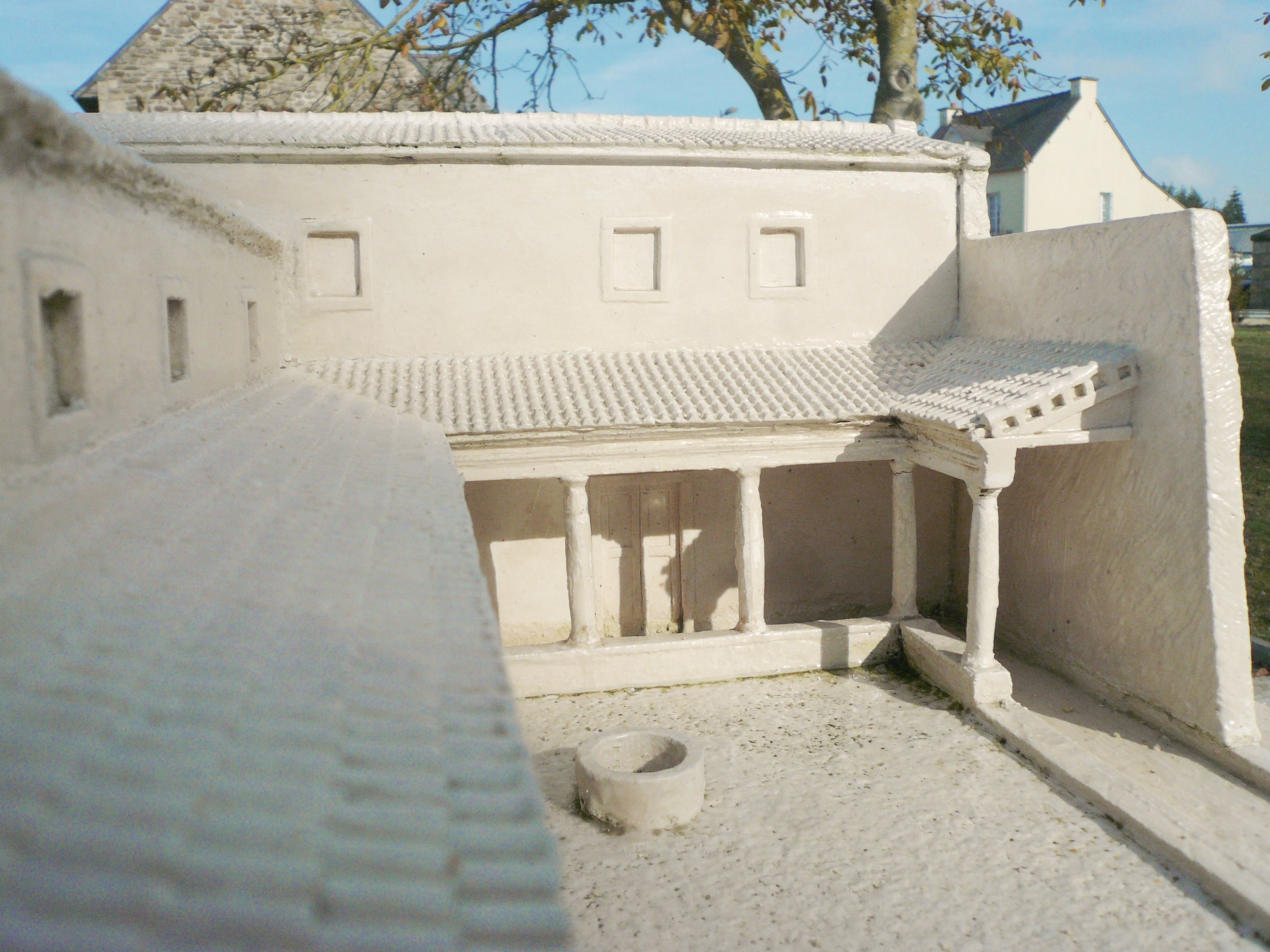
Maquette de la domus du Clos Mulon.
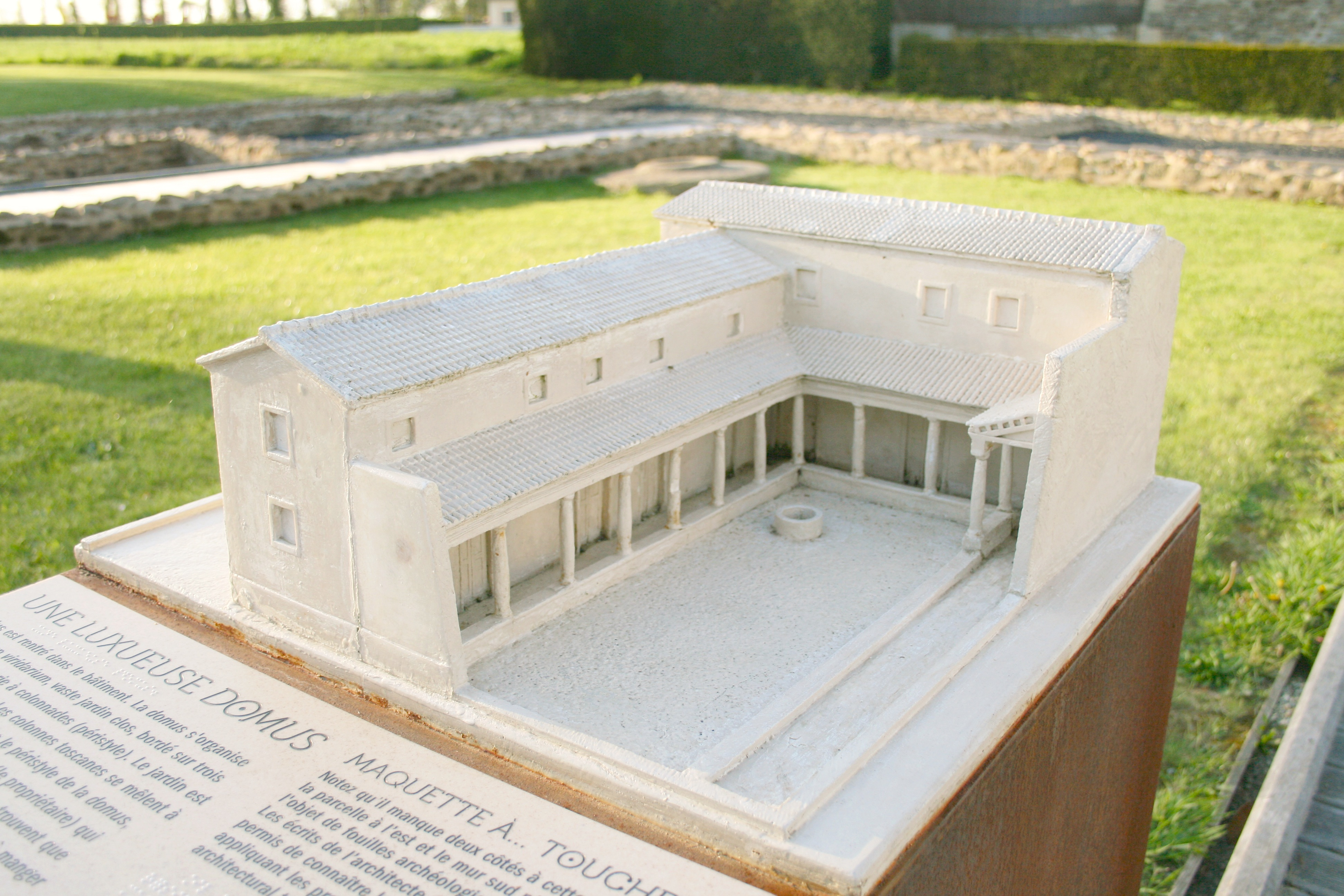
La domus du Clos Mulon.
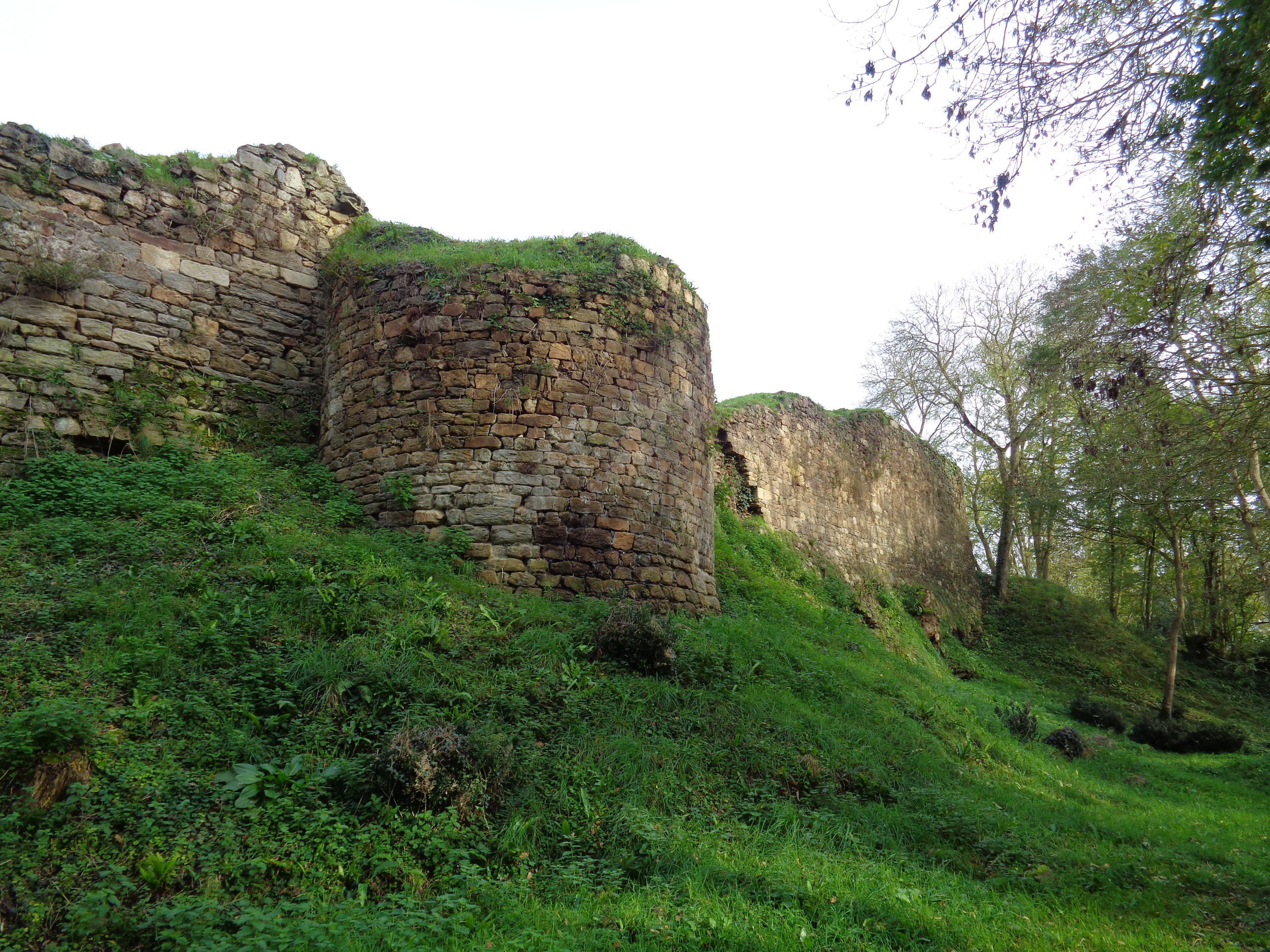
Le château de Montafilan.

### Coriosolis, le centre d'interprétation du patrimoine

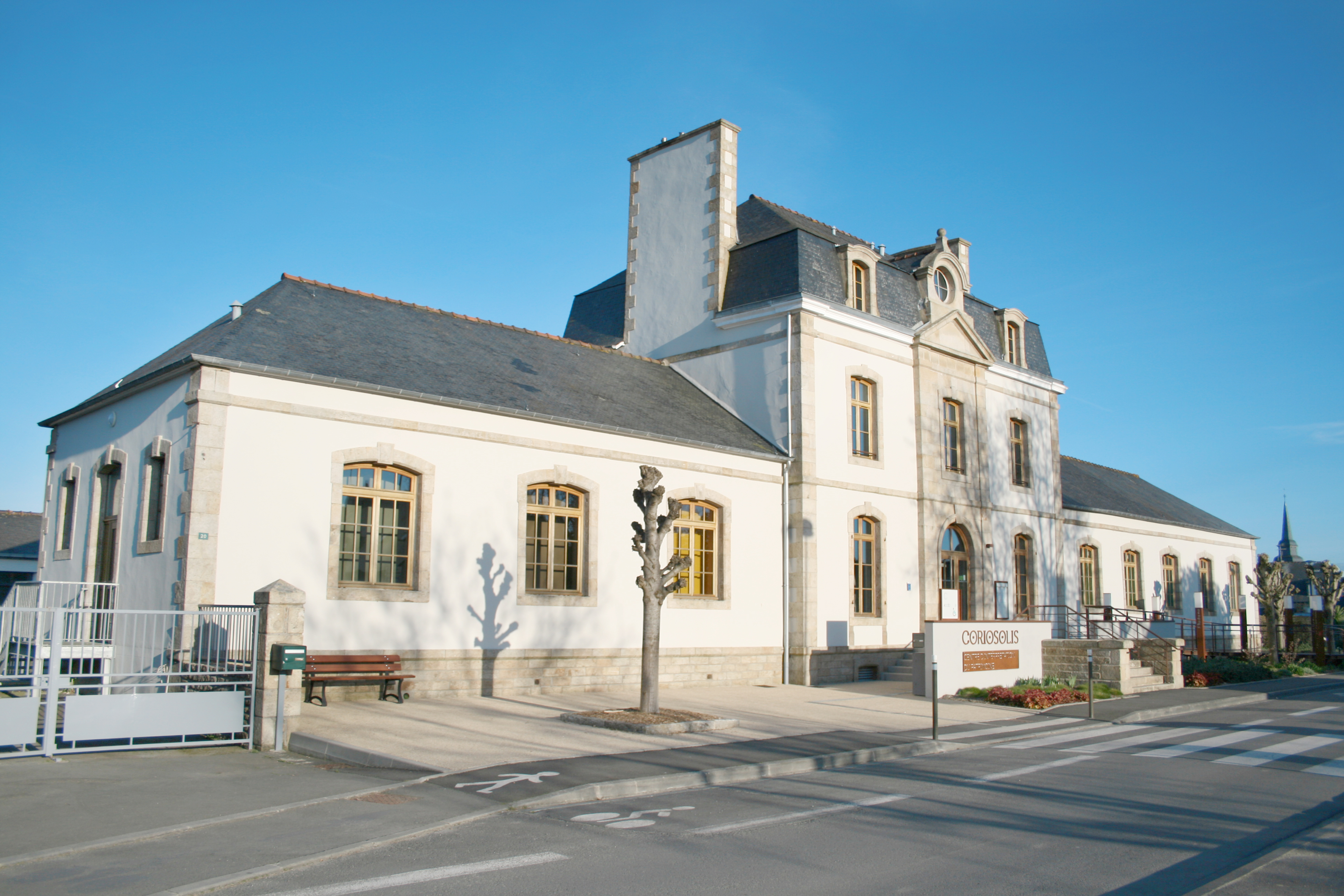
Coriosolis, société archéologique de Corseul.

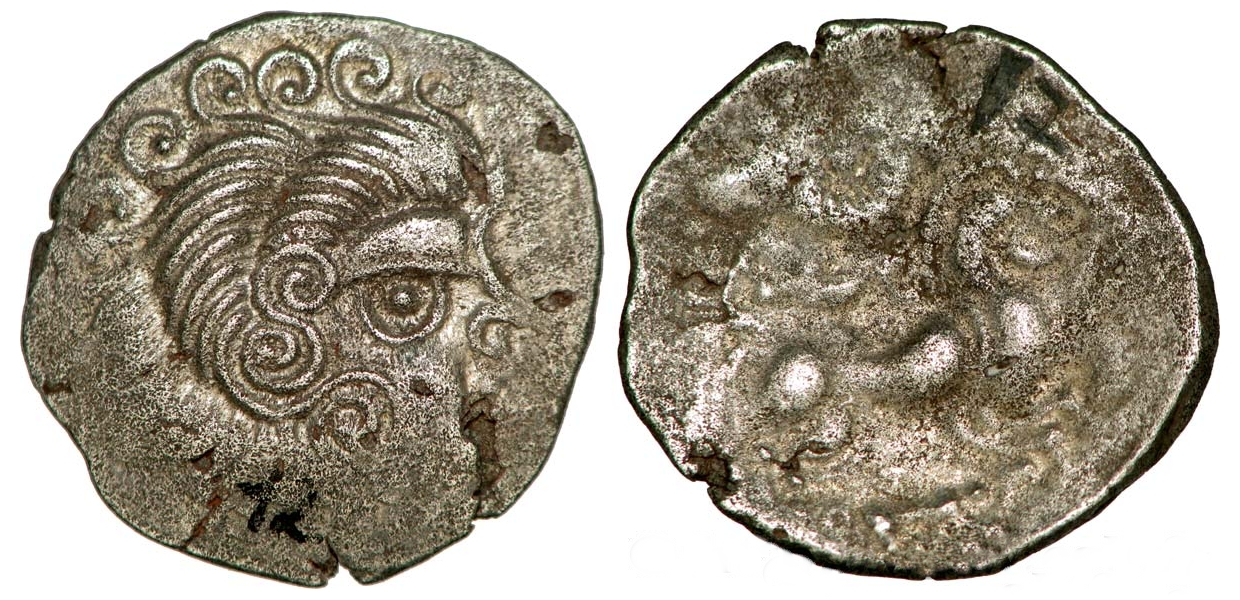
Pièces gauloises Coriosolites statère de Trébry.

En 1957, le docteur Guidon fonde la Société archéologique de Corseul la Romaine. Vingt ans plus tard, un musée est créé au deuxième étage de la mairie. Il présentait des objets issus des fouilles menées par les archéologues et par monsieur Ricordel et ses élèves. Coriosolis a ouvert dans la capitale gallo-romaine des Coriosolites en janvier 2014. Situé dans l'ancienne école publique de la commune (rue César Mulon), un bâtiment remarquable du XIXe siècle, Coriosolis est un espace muséographique ludique qui fait remonter le temps de l'époque contemporaine à la préhistoire. Il a pour missions la médiation, la pédagogie, la conservation, la mise en valeur, la production culturelle et la diffusion des richesses historiques, culturelles, industrielles et naturelles du territoire de la communauté de communes, mais aussi des territoires voisins (Territoire intercommunal entre Granit et Émeraude).
Depuis le 10 juillet 2021, Coriosolis accueille le public pour une expérience virtuelle au cœur du temple de Mars. En immersion à 360° grâce à des lunettes de réalité virtuelle, le visiteur, s'imaginant vêtu d'une toge et chaussé de sandales, incarne pendant une dizaine de minutes un pèlerin du IIe siècle découvrant le sanctuaire coriosolite pour la première fois. Le visiteur peut aussi aller directement sur place, au pied des ruines du temple de Mars, en parcours libre ou guidé par un médiateur. Chacun peut alors explorer le site en réalité augmentée, avec un smartphone ou une tablette, et ainsi visualiser l'édifice tel qu'il était il y a 1 800 ans.

### Personnalités liées à la commune
- Famille du Breil de Pontbriand, dont :
  - Augustin Marie-Joseph du Breil de Pontbriand (1778-1852), émigré entre 1792 et 1801, servit dans l'Armée des Princes en 1791 et 1792. Il a participé à l'expédition de Quiberon, accompagné le comte d'Artois à l'Île d'Yeu puis à Jersey. Il était chef de bataillon des volontaires royaux de Dinan lors des Cent-Jours. Il a été maire de Corseul sous la Restauration.
- Joseph Marcadé, né le 23 novembre 1894 à Corseul, a été évêque de Laval entre 1936 et 1938. Il est décédé le 7 mai 1959 à Marseille.
- Ernest Rouxel, né le 21 novembre 1898 à Corseul et mort le 27 mars 1991 à Ploubalay, dont il a été le maire de 1941 à 1983, est un homme politique français.
- Eva Simonet (1938-2020), actrice et attachée de presse française, sœur de Jacques Perrin et mère de Christophe Barratier y est morte le 27 décembre 2020[72].

### Héraldique
| Blason de Corseul | Blason  | De sinople à trois fusées de gueules accolées rangées de fasce, chargées chacune d'une moucheture d'hermine de sable, accompagnées de sept tourteaux de gueules, quatre rangés en chef et trois en pointe ordonnés 2 et 1.Armorial de France, p. 12691 |
| Blason de Corseul | Détails | * Il y a là non-respect de la règle de contrariété des couleurs : ces armes sont fautives (sable sur gueules et gueules sur sinople). Conflit avec la source:la mozaïque sur les ruines romaines (?? blason romain???) présente des losanges plutôt que des fusées, et semble bien mouvoir des flancs (bande losangée ?). de plus les tourteaux suivent les bords de l'écu (en orle ?) Le statut officiel du blason reste à déterminer. |